# Campus Freising-Weihenstephan

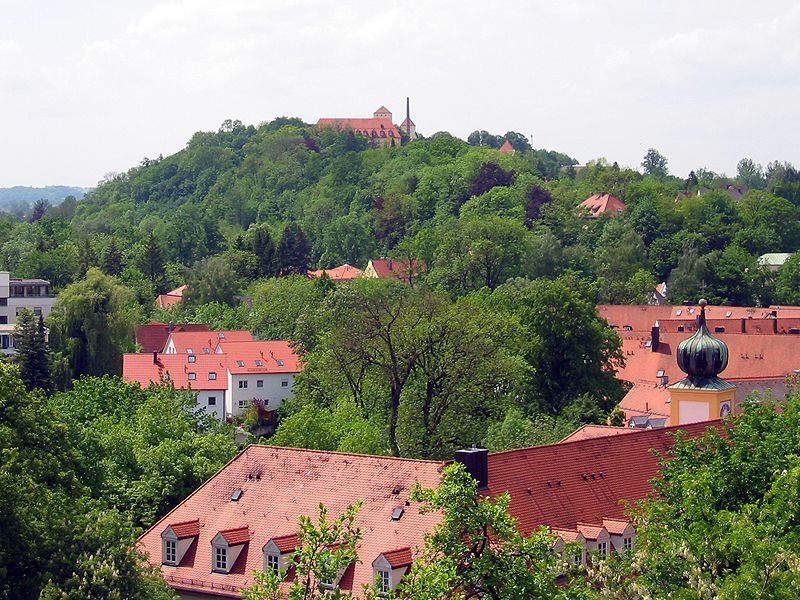
Blick vom Freisinger Domberg zum Weihenstephaner Berg

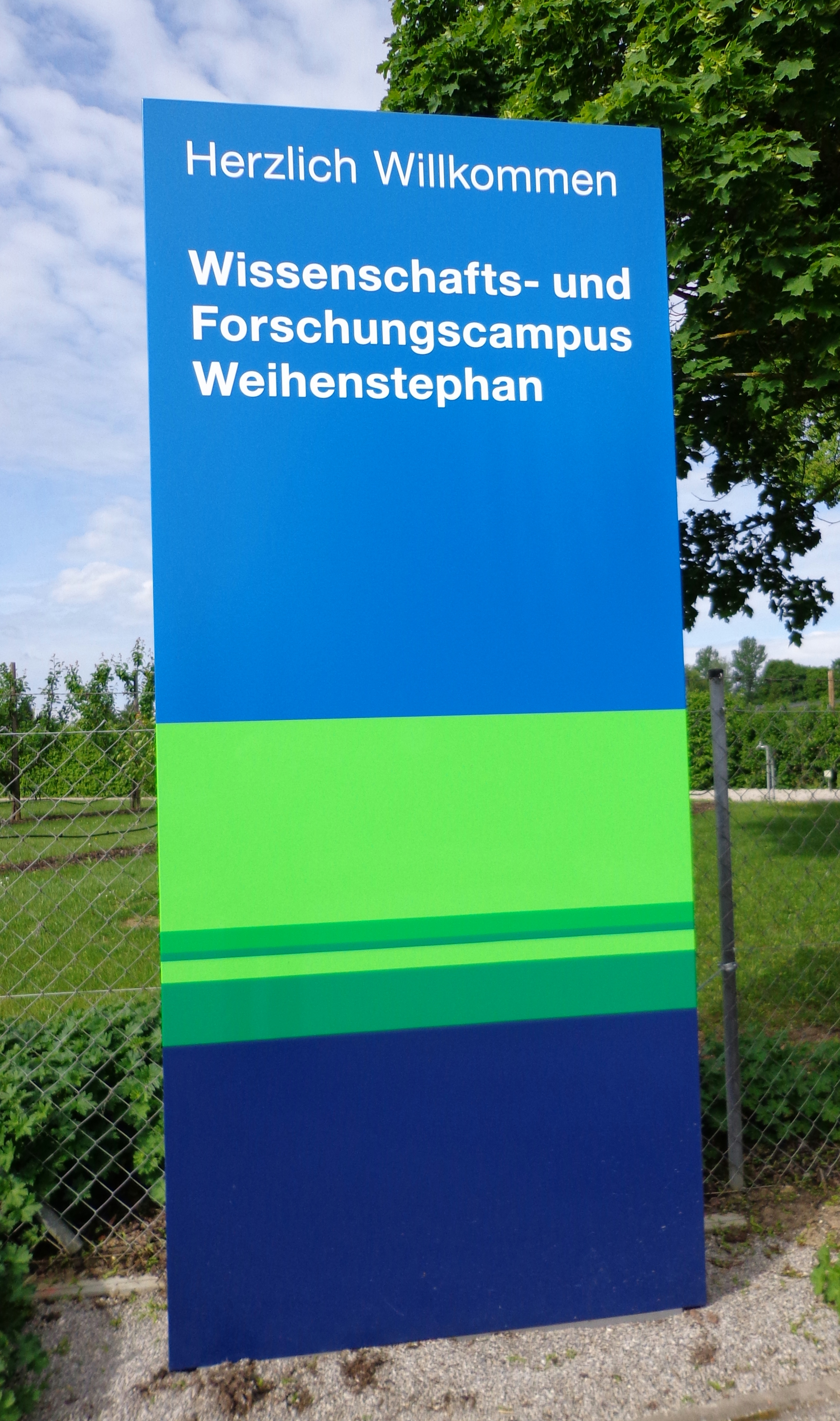
Hinweistafel am Campus

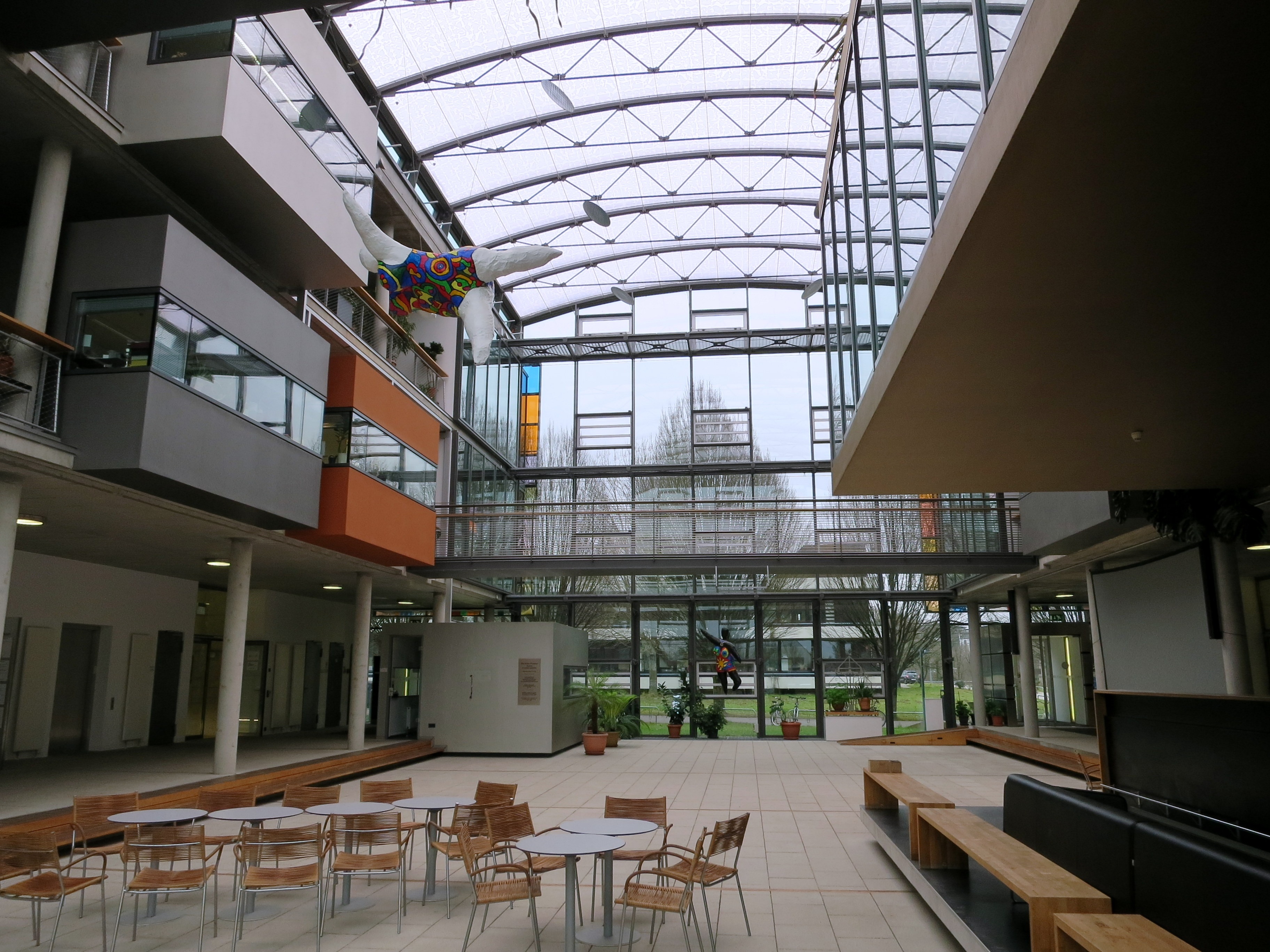
Die zentrale Halle im ZIEL

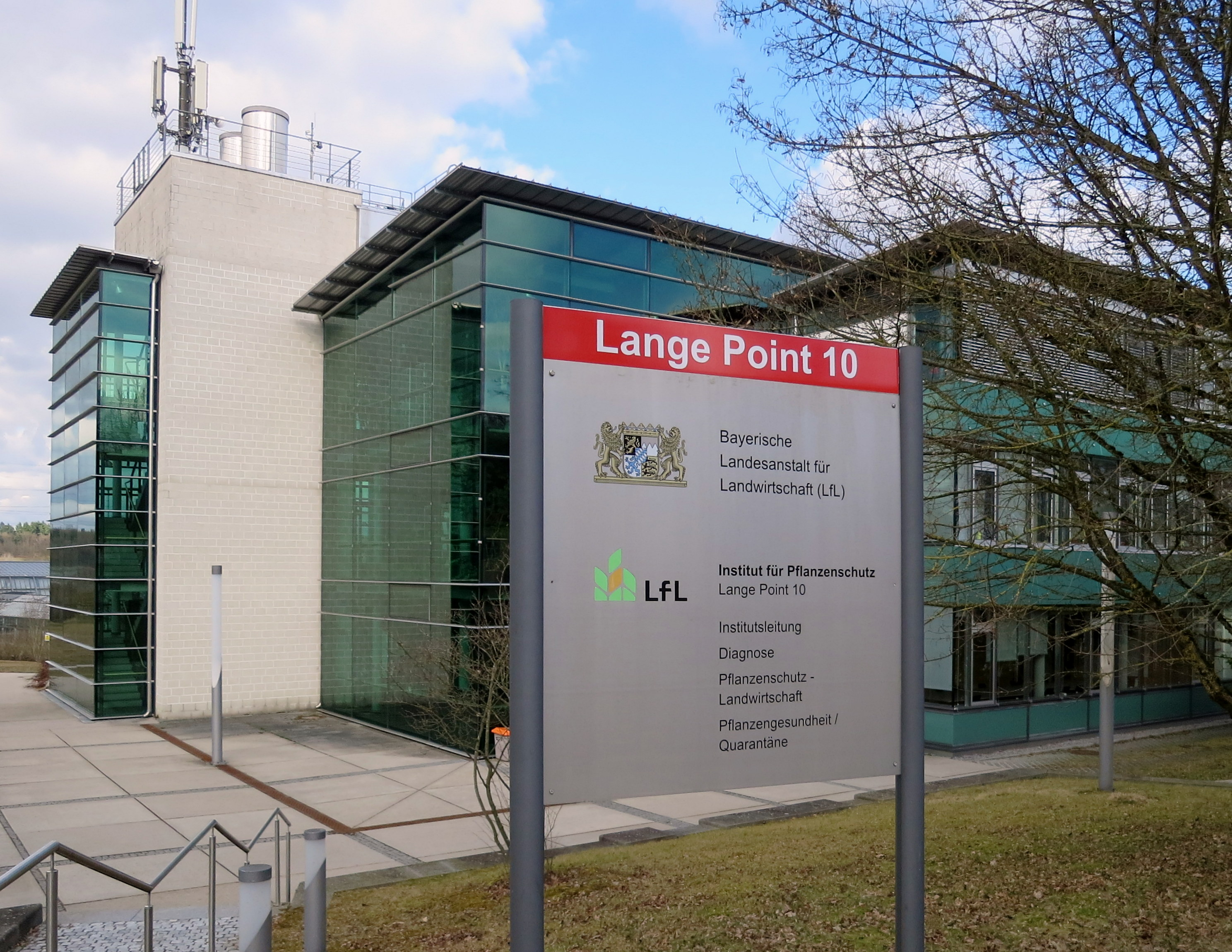
Ein Institut der LfL

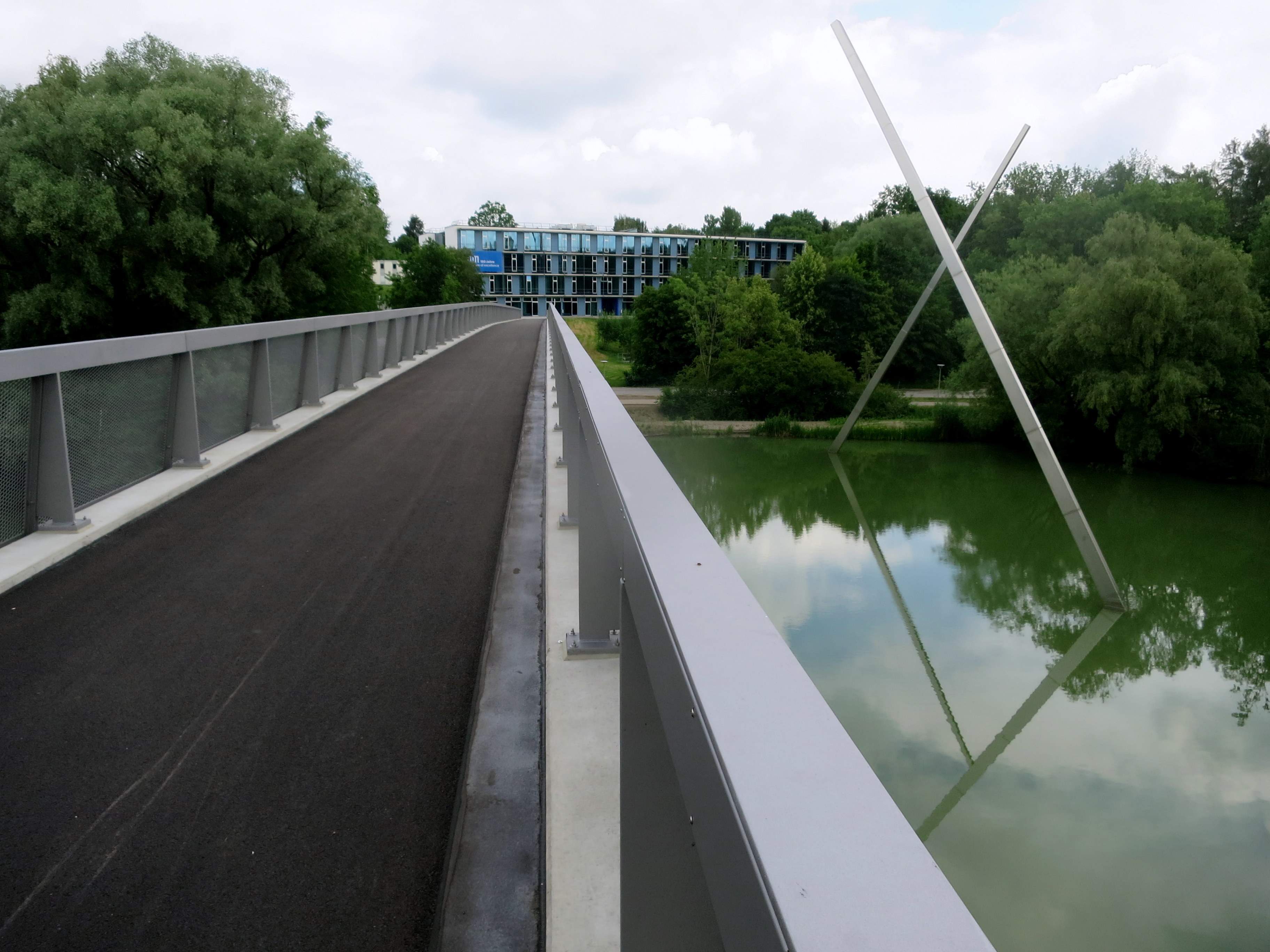
Neue Campusbrücke 2018, eingeweiht als
Thomas–Scharnagel–Brücke
zum Jubiläum
150 Jahre TUM

Der Campus Freising-Weihenstephan ist ein ausgedehnter Komplex von Hochschuleinrichtungen und Forschungsinstituten in den im Westen Freisings gelegenen Stadtteilen Weihenstephan und Vötting. Der Campus umfasst insbesondere die TUM School of Life Sciences der Technischen Universität München sowie den größten Teil der Hochschule Weihenstephan-Triesdorf. Neben diesen Hochschuleinrichtungen haben die Bayerische Landesanstalt für Landwirtschaft, die Bayerische Landesanstalt für Wald und Forstwirtschaft sowie weitere Institute und verschiedene Organisationen ihren Hauptsitz am Campus Freising-Weihenstephan.

## Geschichte des Campus Freising-Weihenstephan

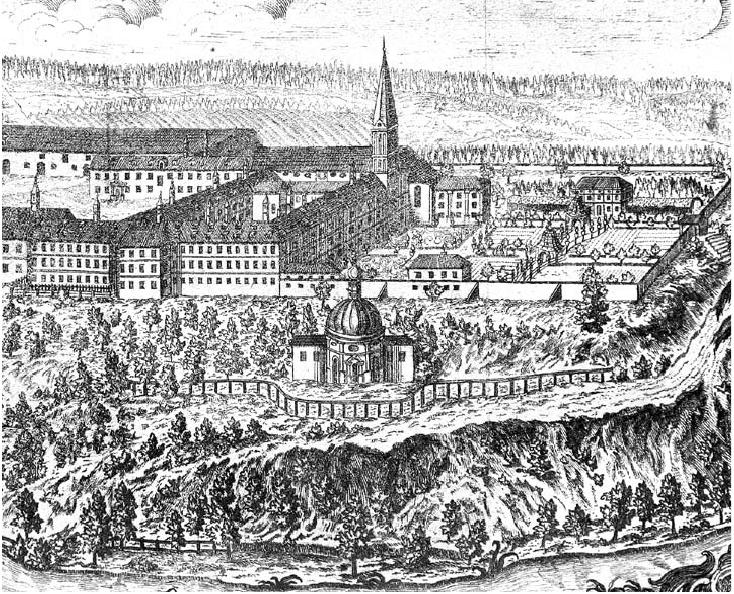
Alte Ansicht des Klosters Weihenstephan

### Zögerlicher Beginn nach 1803
Alles begann vor über 200 Jahren, als 1802/3 mit der Säkularisation und Mediatisierung im Kurfürstentum Bayern das Kloster Weihenstephan aufgelöst und in der Folge teilweise abgerissen wurde.
Gebäude und Stallungen, Felder und Wälder des Klosters wurden verkauft bzw. der im Herbst 1803 aus München übergesiedelten Forstschule und einem am 1. Januar 1804 gegründeten „Musterlandwirtschaftsbetrieb“ übertragen. Mit der Verwaltung des ehemaligen Klostergutes wurde Max Schönleutner beauftragt, der an der forst- und landwirtschaftlichen Schule auch als Lehrer wirkte. 1807 musste der Betrieb beider Schulen eingestellt werden, da viele Schüler und Lehrer am Feldzug des mit Napoleon Bonaparte verbündeten Bayern gegen Preußen und Russland teilnahmen, von denen nur wenige zurückkehrten.
Die ebenfalls nach der Säkularisation begründete Centralbaumschule, die jeweils vom königlichen Hofgärtner geleitet wurde, überlebte auf dem Weihenstephaner Berg von 1803 bis zur Mitte des 19. Jahrhunderts. Sie wurde die Keimzelle der späteren Fachhochschule und der heutigen Hochschule Weihenstephan-Triesdorf.
1852 wurde die in Schleißheim angesiedelte Landwirtschaftsschule – sie hieß damals „Landwirtschaftliche Centralschule“ – auf Betreiben von Max Kolb nach Freising zurückverlegt. Christian Helferich wurde ihr Direktor; er hatte nur fünf hauptamtliche Professoren unter sich.
1895 wurde sie zur „Königlich Bayerischen Akademie für Landwirtschaft und Brauerei“ erhoben. Ebenfalls in diesem Jahr kamen das „Brennereitechnische Institut“ und die „Königliche Prüfungsanstalt und Auskunftsstelle für landwirtschaftliche Maschinen“ nach Weihenstephan.
1896 wurde die „Obst- und Gartenbauschule“ (mit zweijährigem Gartenbaukurs) zur „Königlichen Gartenbauschule Weihenstephan“ umbenannt, blieb aber immer noch eine reine Fachschule ohne höheren Charakter.
Diese beiden Einrichtungen der Prinzregentenzeit waren jeweils die Ausgangspunkte der Entwicklung zu den heutigen Einrichtungen der Technischen Universität München und der Hochschule Weihenstephan–Triesdorf in Freising.

### Auf und Ab im 20. Jahrhundert bis 1945

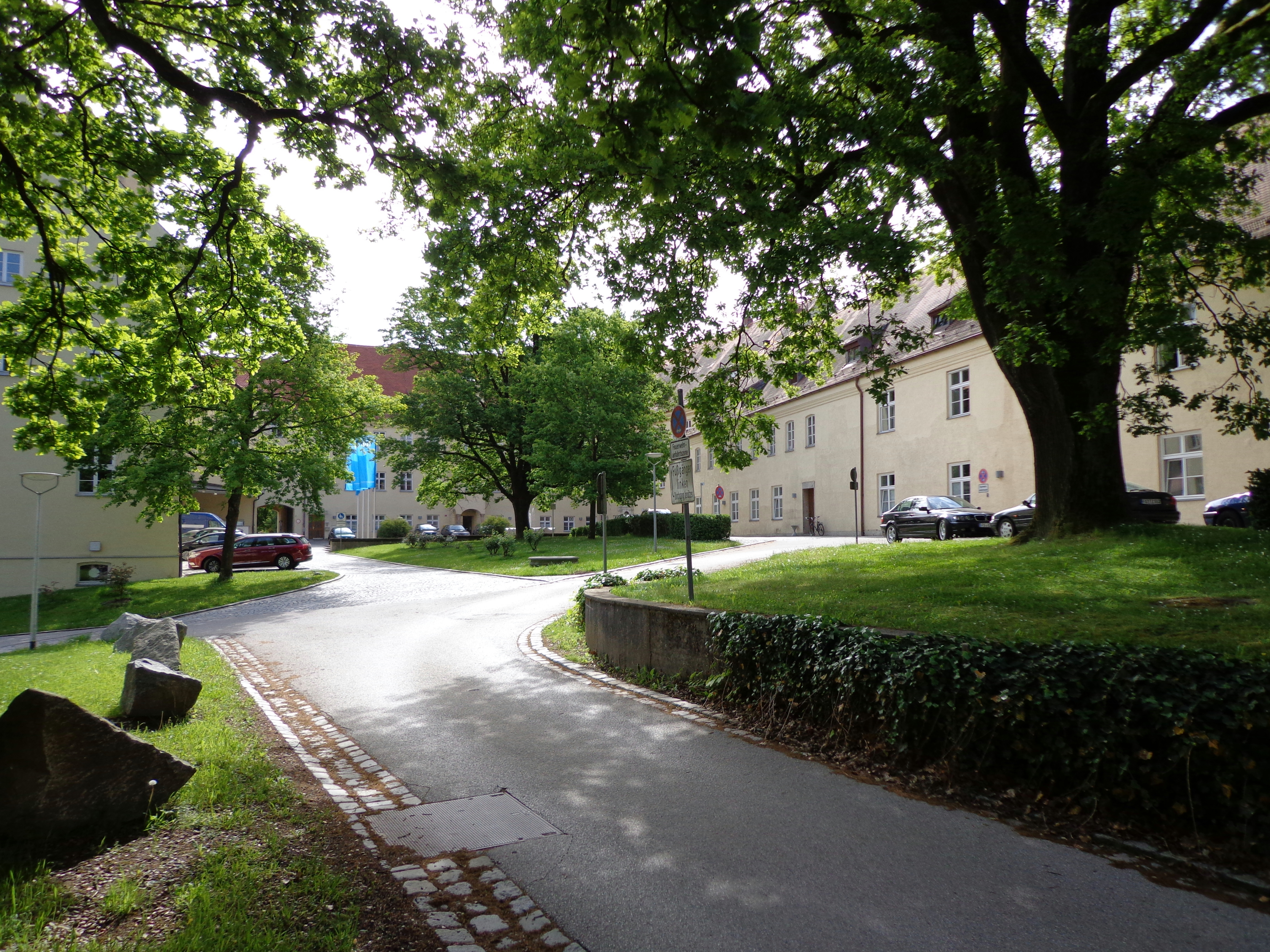
Alte Akademie im Campus Freising-Weihenstephan – Reste des Klosters

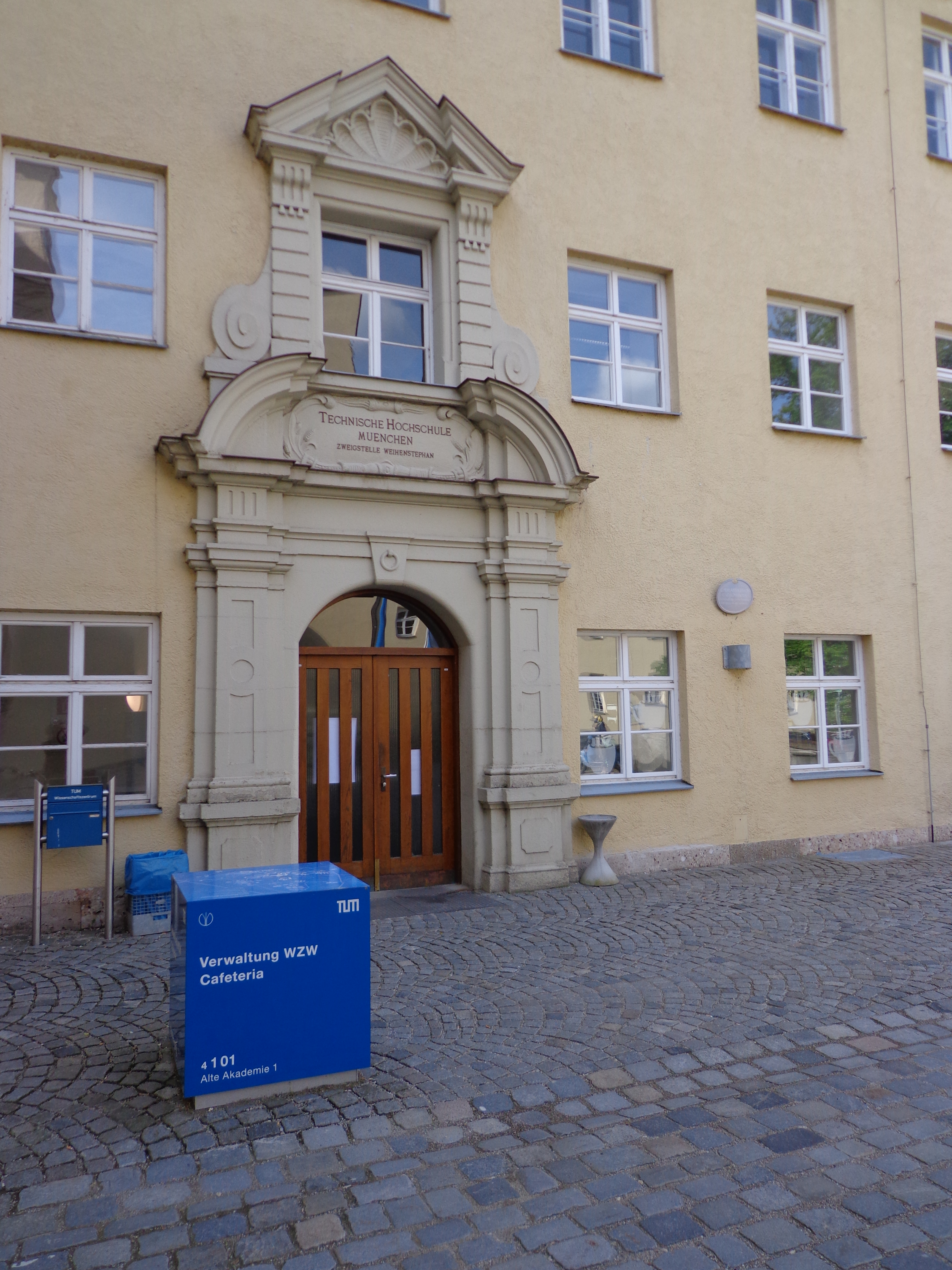
Eingang zur Alten Akademie, heute ist dort die Verwaltung der TUM School of Life Sciences untergebracht

Dass Weihenstephan zu Beginn des 20. Jahrhunderts eine Art „Mekka der Braukunst“ war, verdankte es dem Akademiedirektor Karl Lintner (1880–90), der ein Standardwerk „Lehrbuch der Bierbrauerei“ verfasste und durch seinen guten Ruf viele ausländische Brauer-Studenten anzog.
1901 entstand die Molkereischule und 1902 ein eigener Lehrstuhl für Milchwirtschaft an der Fakultät für Landwirtschaft, die vom Brauwesen abgetrennt worden war. Theodor Ludwig Henkel war der erste herausragende Inhaber des Lehrstuhls. Sein Nachfolger Anton Fehr brachte es bis zum Reichs-Ernährungsminister und bewirkte, dass 1923 die „Süddeutsche Versuchs- und Forschungsanstalt für Milchwirtschaft“ nach Weihenstephan kam und in einem großzügigen Neubau untergebracht wurde. Dieser wurde erst zu Beginn der 1990er Jahre wegen Baufälligkeit abgerissen und durch einen modernen Bau ersetzt.
Unter dem Direktor Hans Vogel (1902–1921) erhielt der Akademie-Standort die „Lehr- und Versuchsbrauerei“. Und am 1. April 1920 wurde die Akademie zur Hochschule erhoben, die 1924 auch das Promotionsrecht bekam.
Unter dem Hochschulrektor Paul Kulisch wurde sie weiter ausgebaut:
- Landmaschinenanstalt (1924)
- Hörsaalgebäude am Löwentor
- Forschungsanstalt für Milchwirtschaft und Molkerei
- Erwerb des Gutes Dürnast (1926)

Nach langen Querelen mit der Münchner Technischen Hochschule und der Ministerialbürokratie wurde die Hochschule aufgelöst und am 3. Juli 1930 in die Technische Hochschule München einverleibt. Da aber alle Einrichtungen in Weihenstephan erhalten blieben, konnte man mit diesem „Namenswechsel“ gut weiter existieren.
Die zweite Ausbildungseinrichtung in Weihenstephan, die „Gartenbauschule“, war 1923 zur „Höheren Lehranstalt für Gartenbau“ aufgewertet worden. An ihr konnte man ab 1925 die ersten Blumenbinderkurse machen. Dies war der bescheidene Beginn, der in der weiteren Entwicklung zur heutigen Staatlichen Fachschule für Blumenkunst führte. Sie war anfangs in die Fachhochschule integriert, wurde 1983 aber eine selbstständige Fachschule.
Am 1. April 1925 wurde die Anbindung der Höheren Lehranstalt an die Hochschule für Landwirtschaft und Brauerei aufgehoben und die Anstalt unmittelbar dem Staatsministerium für Unterricht und Kultus unterstellt. Diese Höhere Lehranstalt bekam auch die Weihenstephaner Gärten zugewiesen und große Flächen aus dem Bestand des Staatsgutes Weihenstephan, so dass ab 1945 rund 65 Hektar an Fläche zur Verfügung standen.
Ab 1929 wurde aus der Höheren Lehranstalt die „Staatliche Lehr- und Forschungsanstalt für Gartenbau“ und unter ihrem Direktor Bickel begann der Ausbau des Gebiets „Lange Point“, indem dort die ersten Gewächshäuser eingerichtet wurden. Bickel richtete zehn Abteilungen in der Lehr- und Forschungsanstalt ein, von denen acht überlebten. Er baute bis 1934 seine Anstalt in vier Bauabschnitten aus, denn er hatte gute Beziehungen zum nationalsozialistischen Regime. Dies wurde ihm dann in der Entnazifizierungszeit nach 1945 zum Verhängnis.
In der Zeit des Nationalsozialismus von 1933 bis zum 30. April 1945, als die amerikanische Armee Freising und Weihenstephan besetzte, verlor die Zweigstelle der TH München weitgehend an Bedeutung, da der gesamte Lehrbetrieb nach München verlagert wurde und es nur noch „Unterrichtsfahrten“ nach Weihenstephan gab.

### Neubeginn nach 1945

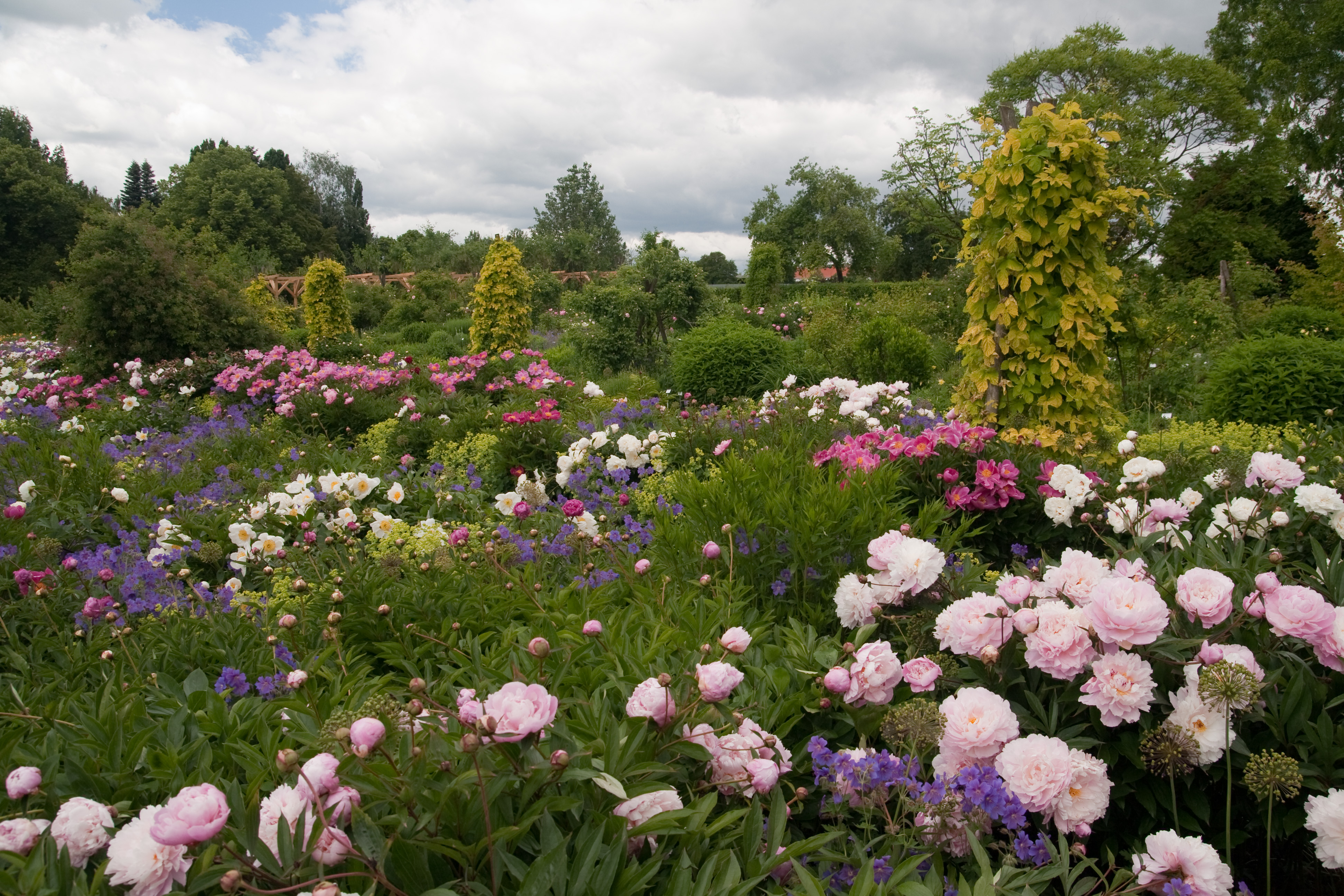
Sichtungsgarten für Stauden und Gehölze – eine Attraktion im Frühjahr und Sommer

Nach einem kurzen „College-Betrieb“ der Amerikaner, der bis zum 13. April 1946 dauerte, begannen im Mai dieses Jahres wieder Vorlesungen für die Landwirtschaftler. Und 1947 wurde der formelle Akt der Verlegung der Fakultät nach Freising-Weihenstephan vollzogen und auch das Gartenbaustudium wurde an dieser Fakultät der Technischen Hochschule München ermöglicht.
Nach dem Zweiten Weltkrieg wurde die Höhere Gartenbau-Lehranstalt 1958 zu einer „Ingenieurschule für Gartenbau“ gemacht und bekam ein eigenes Stammgebäude auf dem Weihenstephaner Berg. Sie hatte nun den Doppelnamen „Staatliche Lehr- und Forschungsanstalt für Gartenbau – Ingenieurschule für Gartenbau“.
Ab 1947 baute Richard Hansen, Leiter des „Instituts für Stauden, Gehölze und angewandte Pflanzensoziologie“, den bekannten Sichtungsgarten für Stauden und Gehölze auf, der heute volkstümlich nur „Staudengarten“ genannt wird und sich zur meistbesuchten Einrichtung auf dem Campus entwickelt hat.

### Weichenstellung durch Fachhochschulgesetz (1970)

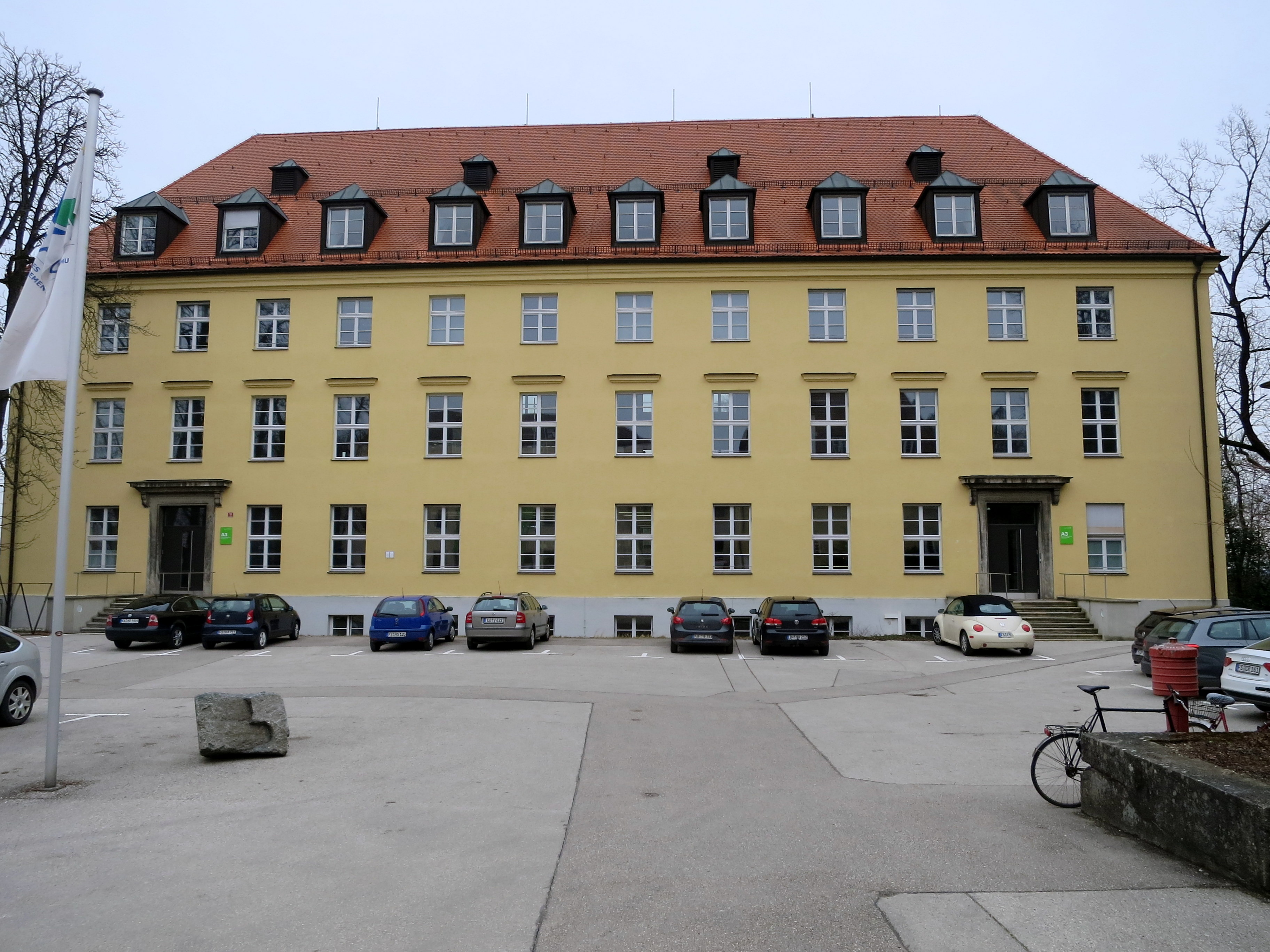
Löwentorgebäude der HSWT

Nach dem Erlass des Fachhochschulgesetzes von 1970 entstand 1971 die Fachhochschule Weihenstephan. Am 1. August 1971 wurden die Ingenieurschulen für Gartenbau in Weihenstephan mit den Einrichtungen für Landbau in Schönbrunn, Triesdorf (bei Ansbach) und in Landsberg am Lech zusammengeschlossen und von einem Präsidenten und Kanzler geleitet. Die damals zeitweise bestehenden Pläne für eine Gesamthochschule in Weihenstephan wurden nicht umgesetzt, es blieb bei der eigenständigen Entwicklung.
Da das erste Fachhochschulgesetz eine anwendungsorientierte Forschung nur als Aufgabe für die Fachhochschullehrer vorsah, nicht aber für die Fachhochschule als Institution, musste die Staatliche Versuchsanstalt gegründet werden, die der Fachhochschule angegliedert und im Jahr 2003 in „Forschungsanstalt für Gartenbau Weihenstephan“ umbenannt wurde.
Das Jahr 1970, bzw. 1971 war also bei der Fachhochschule auch ein entscheidender Einschnitt. 1996, also 25 Jahre später, konnte der damalige Präsident Josef Herz auf eine erstaunliche Erfolgsbilanz zurückblicken. Die Studierendenzahl war in dieser Zeit von 500 auf über 2600 gestiegen, 91 Professoren bildeten 1996 die Studierenden in 7 Studien- und 2 Ergänzungsstudiengängen aus. Und ein Jahr später wurde eine Reihe von neuen und umgebauten Gebäuden ihrer Bestimmung übergeben, die die Raumnot einigermaßen beheben konnten. Aber es deutete sich damals schon an, dass das kontinuierliche Wachstum weitergehen und einen kontinuierlichen Ausbau erforderlich machen würde.
Die Dynamik der Entwicklung der Fachhochschule Weihenstephan und ihre jüngste Entwicklung zur HSWT – zur Hochschule Weihenstephan-Triesdorf – hat ebenfalls sehr dazu beigetragen, dass sich der Wissenschafts- und Forschungscampus so vielfältig und vernetzt entwickeln konnte.

### Gesamtplanung eines Campus-Geländes (ab 1971)

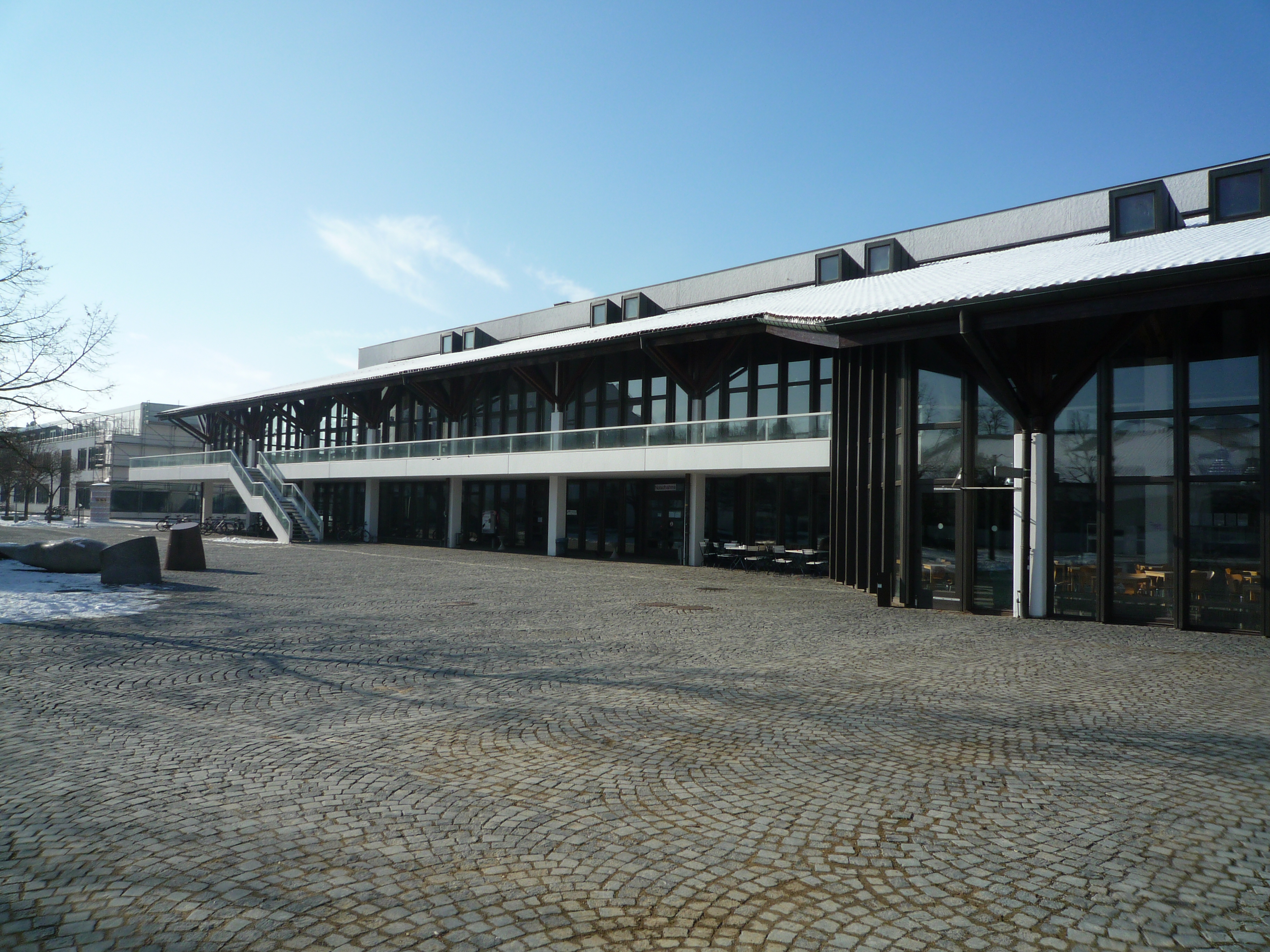
Mensa im neuen Zentrum des Campus Freising-Weihenstephan

Nach dem Zweiten Weltkrieg war in den frühen fünfziger Jahren eine deutliche bauliche Zäsur auf dem Weihenstephaner Berg der Abbruch der Ökonomiegebäude des Klosterguts, an deren Stelle Hörsaal- und Institutsgebäude (1955–58) errichtet wurden.
Bis in die sechziger Jahre gab es noch keine Gesamtplanung für die Gesamtstruktur des Weihenstephaner Berges und seine Expansionsmöglichkeiten. Eine Gesamtplanung wurde aber bei den steigenden Studentenzahlen und den wachsenden Anforderungen der Wissenschaftler unumgänglich, besonders als der Wissenschaftsrat die Empfehlung abgab, die agrarwissenschaftliche Forschung und Ausbildung verstärkt auszubauen.
1971 erhielt das Landbauamt Freising den Auftrag für die Gesamtplanung. Aus den Planungsvarianten wurde die „Alternative 5“ ausgewählt, die das neue Zentrum mit Mensa, Hörsaalgebäude, Bibliothek und den Instituten der Grundlagenforschung zwischen Vöttinger und Thalhauser Straße entlang des Hochfeldwegs auf den damaligen Versuchsflächen der Landesanstalt für Bodenkultur und Pflanzenbau platzierte. Der 1974 gebilligte Rahmenplan verhinderte also eine noch dichtere Bebauung des Berges und schuf das eigentliche moderne Zentrum des Campus Freising-Weihenstephan, das dann nach und nach ausgebaut wurde.

### Entwicklung der TU-Fakultäten zum Wissenschafts- und Forschungszentrum

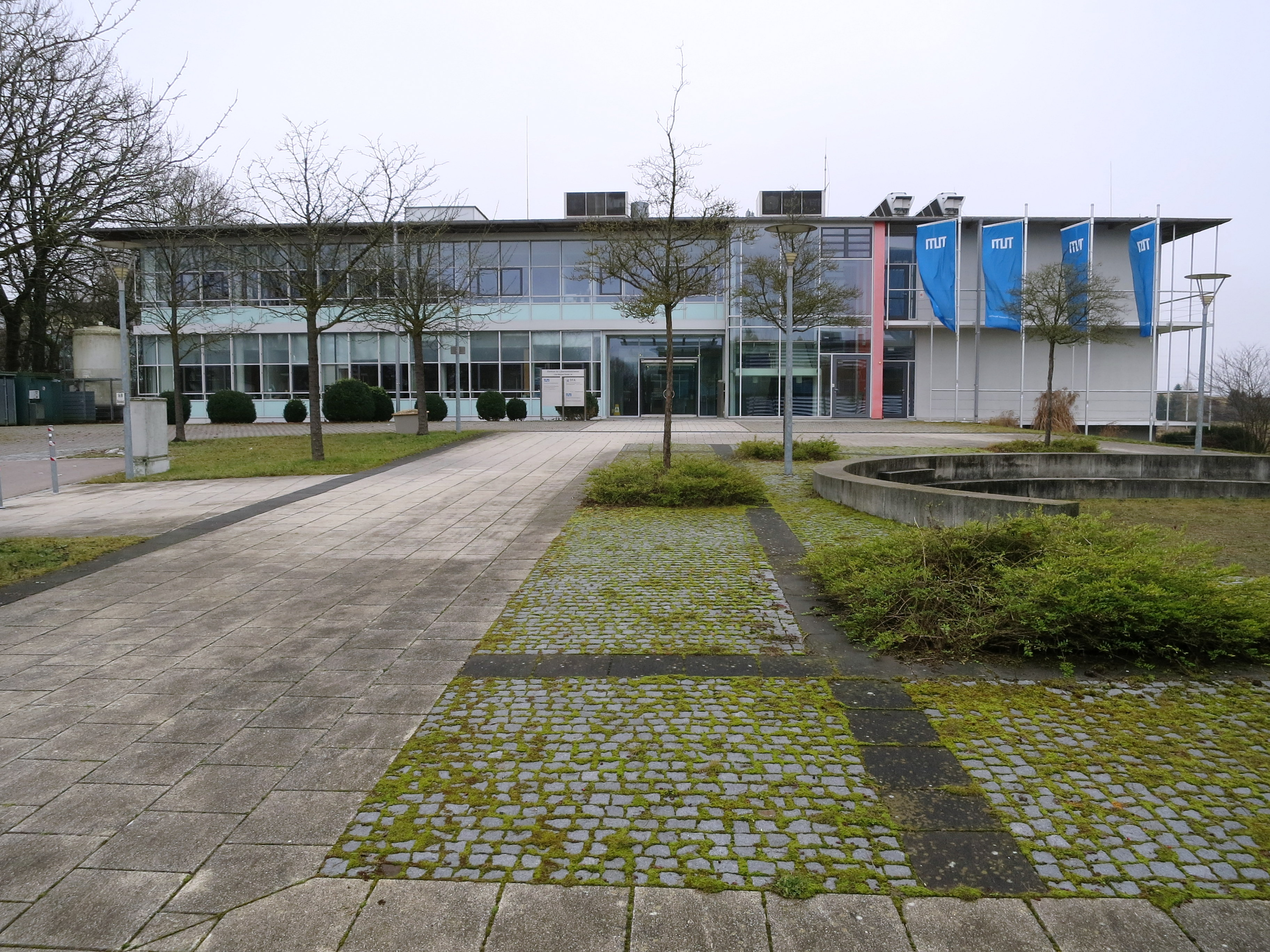
Lebensmittelchemie-Zentrum in der Lise-Meitner-Straße

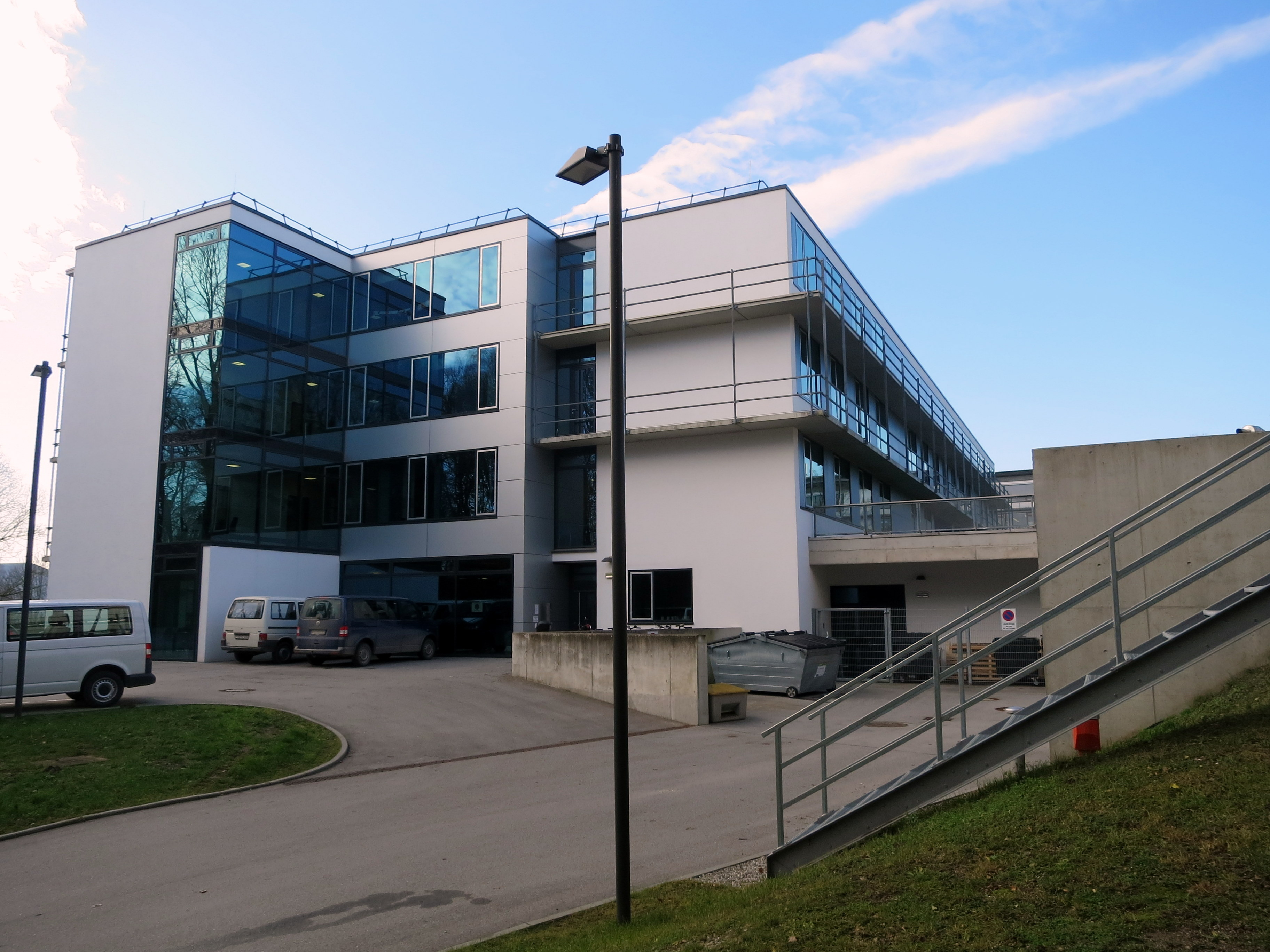
Neues Hans-Eisenmann-Zentrum (HEZ), 2018

1996 begann zu Beginn der Präsidentschaft von Wolfgang A. Herrmann in der Technischen Universität München ein Reformprozess mit dem Ziel, die Möglichkeiten des Standortes als Zentrum der Lebenswissenschaften im Zusammenspiel mit den anderen Domänen der TUM – Naturwissenschaften, Ingenieurwissenschaften, Medizin, Wirtschaftswissenschaften – voll auszuschöpfen.
Zunächst verlagerte die TUM die Biologie-Lehrstühle aus Garching nach Weihenstephan. 1999 wurde nach einem Beschluss des Bayerischen Ministerrats die forstwissenschaftliche Fakultät der Ludwig-Maximilians-Universität München (LMU) in die TUM integriert. Im Oktober 2000 wurden die drei Fakultäten zur neuen Fakultät Wissenschaftszentrum Weihenstephan für Ernährung, Landnutzung und Umwelt zusammengefasst.
Diese Großfakultät gliedert sich in miteinander verschränkte Studienfakultäten und Forschungsdepartments und ist mit dieser Matrixstruktur das Abbild der ausgeprägten Interdisziplinarität, die Weihenstephan charakterisiert und den Standort im Gesamtkontext der Universität zukunftsfähig machen soll.
In den Folgejahren versuchte man das Hochschul-Profil Weihenstephans weiter zu schärfen. Die Biologie als Leitwissenschaft wurde stark ausgebaut und als Systembiologie ausgerichtet. Neue Schwerpunkte kamen hinzu: die Ernährungswissenschaft mit Ernährungsmedizin, die Nachwachsenden Rohstoffe (verankert in einem Kompetenzzentrum), der „Lehrstuhl für ökologischen Landbau und Pflanzenbausysteme“
, die Lebensmittelchemie und Sensorik sowie die Bioinformatik.
Mit der Einsetzung eines hauptberuflichen Dekans (2007) nahm Weihenstephan abermals eine Vorreiterrolle wahr: Gerhard Wenzel war der erste hauptberufliche Dekan an einer bayerischen Universität. Die TUM setzte damit einen wichtigen Schritt zur Professionalisierung des Fakultätsmanagements.
Die großen Veränderungen am Campus Weihenstephan wurden auch im baulichen Bereich sichtbar. Seit Beginn des Reformprozesses wurden in Weihenstephan rund 65 Millionen Euro in Neubauten investiert: ZIEL II (2000), Biowissenschaften (2002), Zentralbibliothek (2003) und Tierwissenschaften II (2003). Dazu kam der Erwerb des Degussa-Gebäudes (2006) für die Lebensmittelchemie, die aufgrund der neuen räumlichen Option von Garching nach Weihenstephan verlagert werden konnte.
Weitere 68 Millionen Euro waren für den Bau des Internationalen Getränkewissenschaftlichen Zentrums Weihenstephan (Fertigstellung 2013), die Errichtung des Hans Eisenmann-Zentrums (Fertigstellung 2013) sowie die Modernisierung der Agrarwissenschaftlichen Forschungsstationen Dürnast, Thalhausen und Viehhausen bereitgestellt worden.
Im Jahre 2010 umfasste das Wissenschaftszentrum Weihenstephan rund 90 Professuren, 1.900 Beschäftigte und 3.500 Studierende. Damit war Weihenstephan nach der Zahl der Professoren etwa gleichauf mit der Medizin die größte Fakultät der Technischen Universität München.

## Campus mit zwei Hochschulen
Die modernen Reformen haben dazu geführt, dass sich der Campus Freising-Weihenstephan zum „Forschungs- und Wissenschaftscampus“ entwickelt hat, in dem neben vielen Instituten zwei Hochschulen (TUM und Hochschule Weihenstephan-Triesdorf) vertreten sind. Der Cluster an Hochschulen und wissenschaftlichen Instituten entfaltet eine Art Eigendynamik, da im 21. Jahrhundert so besser zusammengearbeitet und weltweit wissenschaftlich konkurriert werden kann.

### Wissenschaftszentrum Weihenstephan – TUM School of Life Sciences Weihenstephan

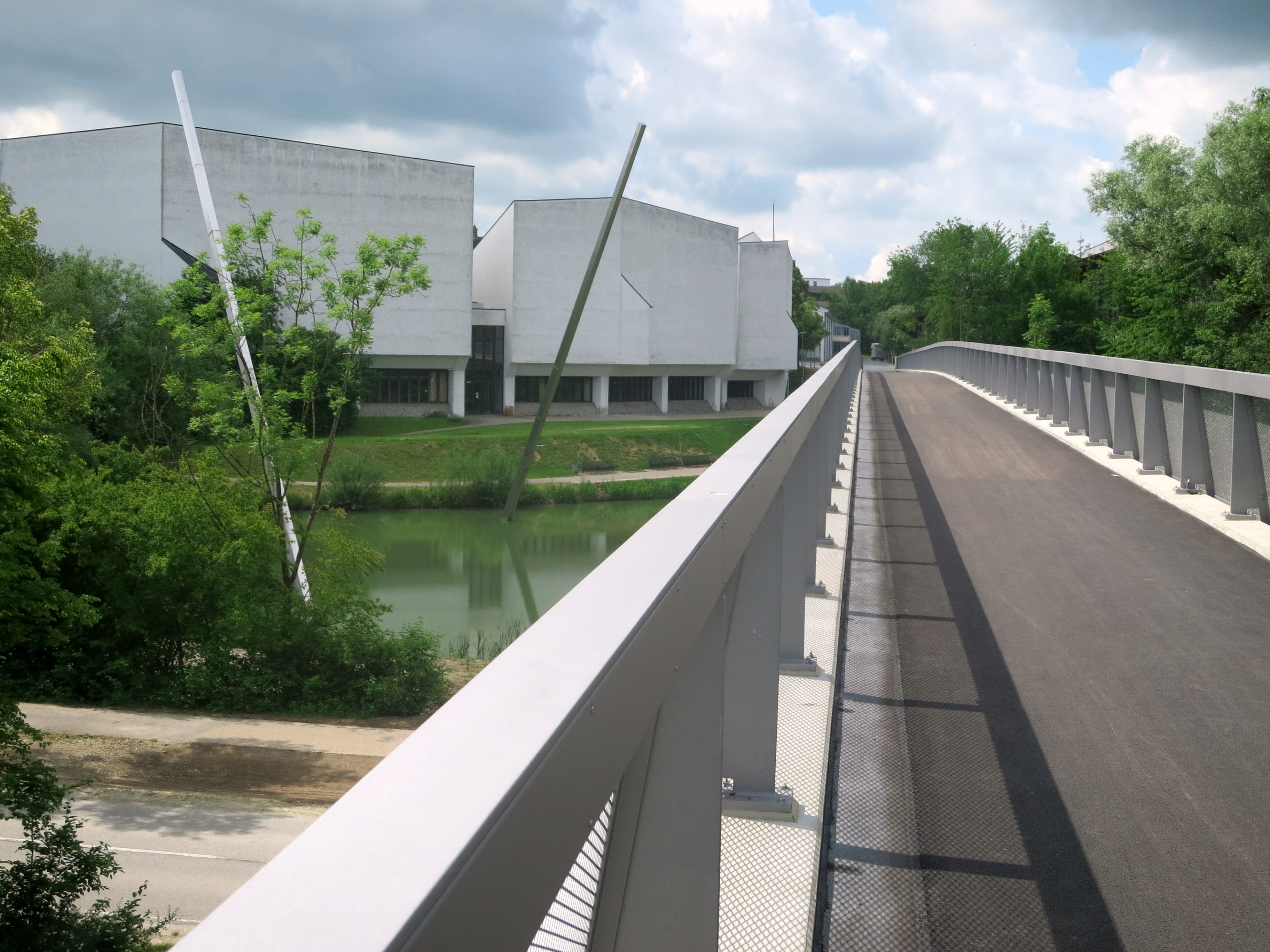
Diese Campus-Brücke – die Thomas-Scharnagel-Brücke – verknüpft seit Juni 2018 den Zentralteil mit dem Nordteil des Campus – eine sichere Verbindung

Diese wichtige große Fakultät der TU München breitete sich in den letzten Jahrzehnten immer stärker auf dem Freisinger Campus-Gelände aus und reicht mit ihren Einrichtungen und Versuchsgütern weit über das Freisinger Stadtgebiet hinaus.

#### Forschungseinrichtungen
Diese Großfakultät – international „TUM School of Life Sciences Weihenstephan“ genannt – besitzt folgende Forschungseinrichtungen, die außerhalb der Campus liegen oder weit über den Campus hinausreichen und weltweit vernetzt sind:
- Forschungsbrauerei[4]
- Gewächshauslaborzentrum Dürnast (GHL)[5]
- Holzforschung München (HFM)[6]
- BayBioMS – Bavarian Biomolecular Mass Spectrometry Center
- NGS@TUM – Next-Generation-Sequencing am WZW[7]
- Landwirtschaftliche Forschungsstationen[8]
- Limnologische Station Iffeldorf[9]
- TUM-Critical Zone Observatorium[10] wurde am 28. Juli 2018 in die „Hochschule Straubing für Biotechnologie und Nachhaltigkeit“ umgewandelt und ist nun ein eigener „Campus Straubing“.

#### Die TUM School of Life Sciences
Diese „School of Life Sciences“ stellt sich im 21. Jahrhundert verstärkt folgenden Herausforderungen und Themen:
- Sicherung der Welternährung
- Verknappung fossiler Energieträger
- Klimawandel

Zur Bewältigung dieser Aufgaben muss intensiv geforscht werden, sowohl in den Grundlagen als auch in der Anwendung. Dabei kommt den Lebenswissenschaften eine wichtige Rolle zu, denn sie umfassen das gesamte Themenspektrum, von der Nahrungsmittelproduktion über die Bereitstellung biogener Rohstoffe bis hin zur Bewahrung einer lebenswerten Umwelt.
Es gibt vier Zentralinstitute bzw. Forschungszentren am Campus:

##### Das Forschungszentrum Weihenstephan für Brau- und Lebensmittelqualität (BLQ)
Es leistet den Transfer zwischen Wissenschaft und Praxis, mit der Aufgabe, die Brau- und Getränkeindustrie sowie deren Zulieferer in technischer, technologischer und wirtschaftlicher Hinsicht unter Verwertung aktueller wissenschaftlicher Erkenntnisse und praktischer Erfahrungen zu unterstützen. Es ist ein moderner Forschungs- und Dienstleistungsbetrieb innerhalb der TUM, in dem ebenfalls Forschungsaufträge eingeworben werden. Es ist in die Lehre miteingebunden und fungiert somit als wichtiges Bindeglied zwischen Forschung, Lehre und Praxis.
Als staatliche, unabhängige Einheit innerhalb der Universität sind die Prüflabore gemäß DIN EN ISO 17025 akkreditiert, chemische, chemisch-technische und mikrobiologische Analysen durchzuführen. Neben zeitgemäßen Rohstoff-, Hilfsstoff- und Produktanalysen sowie Futtermitteluntersuchungen gehören auch technologische und mikrobiologische Beratungen zu den Kompetenzen des Forschungszentrums.
Ein eigenes Testzentrum „Hygienic Design“ ist weltweit führend bei der Prüfung von Armaturen und Anlagenkomponenten.

##### Das ZIEL – Institute for Food & Health

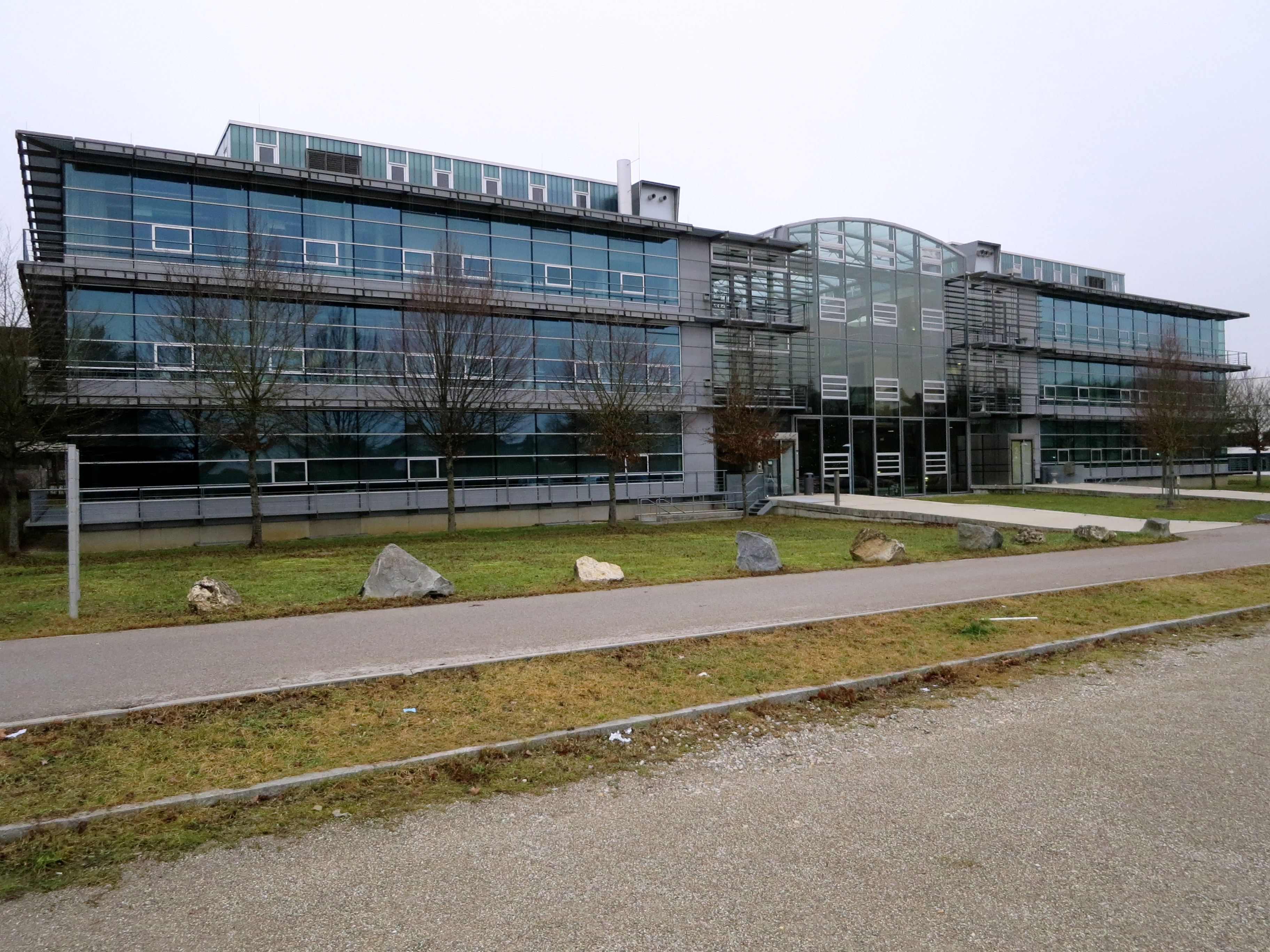
Das „ZIEL - Institute for Food & Health“ im Jahr 2017

Das ZIEL ist ein Zentralinstitut, das an der Schnittstelle zwischen Lebensmittelwissenschaft, Ernährungsforschung und Medizin interdisziplinäre Wissenschaft betreibt.
Thematisch vernetzte Schwerpunkte zum Einfluss von Lebensmitteln auf die Darmgesundheit und die Stoffwechselfunktion des Menschen integrieren die Kernkompetenzen der Mitglieder. Die Etablierung von Plattformtechnologien (Core Facilities) generieren Synergismen über Fakultäts- und Institutsgrenzen hinweg.
Es hat die Forschungsschwerpunkte:
- Lebensmittel und Mikrobiom
- Lebensmittel und Immunmetabolismus

##### Das Internationale Getränkewissenschaftliche Zentrum Weihenstephan (IGZW)

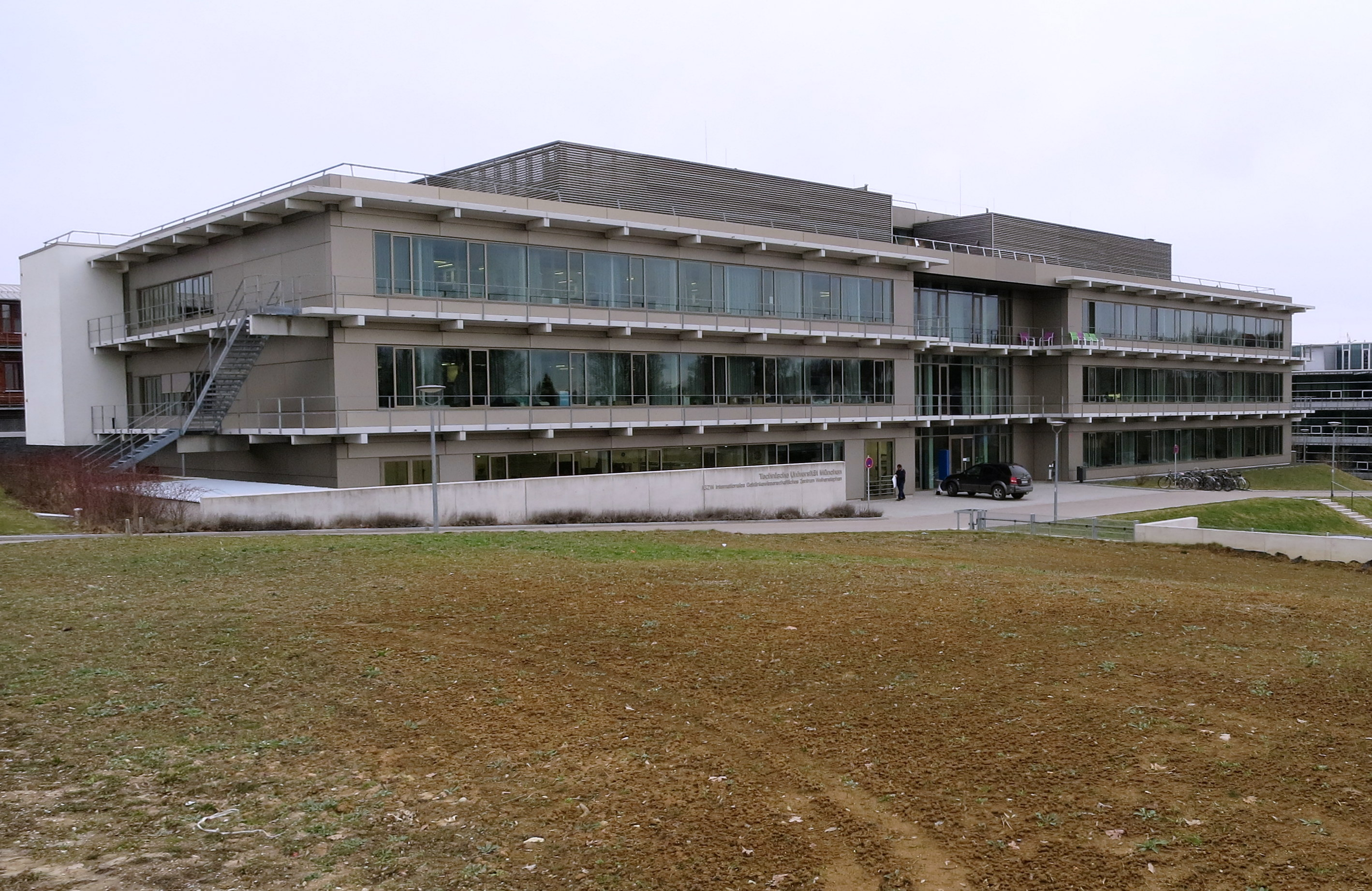
Das IGZW – ein neues Zentralinstitut

Es ist weltweit einmalig, denn es bildet die gesamte Prozesskette der Getränkeforschung ab, von den molekularbiologischen Grundlagen über biotechnologische Verfahren bis hin zum fertigen Produkt. In seinen Laboratorien soll die natur- und ingenieurwissenschaftliche Forschung im Bereich der modernen Getränkewissenschaften vorangetrieben werden. Das Gebäude wurde im Frühjahr 2013 fertiggestellt.
Die Wissenschafts- und Technologie-Plattform der TUM, das Bavarian Biomolecular Mass Spectrometry Center (BayBioMS), ist in dem Gebäude des IGZW untergebracht.

##### Das Hans Eisenmann-Zentrum für Agrarwissenschaften (HEZ)

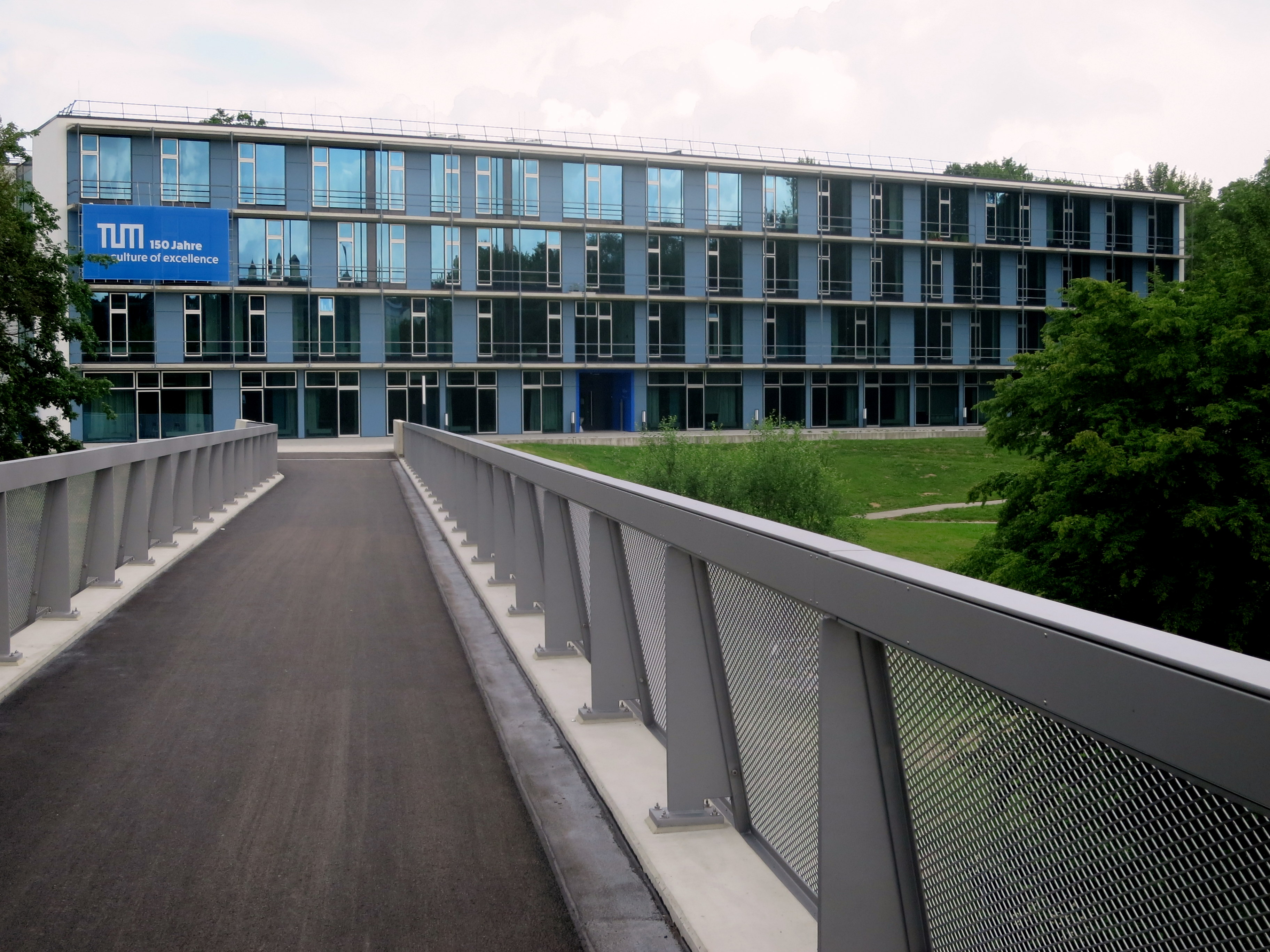
So wird das HEZ an das Campus-Zentrum angebunden, Thomas-Scharnagel-Brücke, Juni 2018

Das Hans Eisenmann-Zentrum macht die Agrarwissenschaft am Standort Campus Freising-Weihenstephan sichtbar und gewährleistet diese innerhalb und außerhalb der Hochschule.
Das Zentralinstitut hat folgende Aufgabenstellungen:
- es vernetzt alle agrarwissenschaftlich ausgerichteten Lehrstühle und Institutionen der TUM,
- es unterstützt die Kooperation mit anderen agrarwissenschaftlichen Institutionen am Standort,
- es vermittelt fachliche Expertise,
- es bietet eine Plattform für Kommunikation und Dialog mit den verschiedenen Bereichen der Agrarwirtschaft und Agrarwissenschaft,
- es unterstützt den Wissenstransfer durch Vortragsveranstaltungen und Symposien für Wissenschaftler, Studierende, Praktiker, Experten und interessierte Bürger,
- und es ist der sichtbare Ansprechpartner der Agrarwissenschaft innerhalb und außerhalb der TUM.

Ein Ziel ist es, den inter- und transdisziplinären sowie systemwissenschaftlichen Charakter der Agrarwissenschaft am Standort Weihenstephan weiterzuentwickeln.

##### Campus Straubing für Biotechnologie und Nachhaltigkeit
Fächer hier sind Nachwachsende Rohstoffe (NawaRo), Erneuerbare Energien und Bio-Ökonomie in Forschung und Lehre.
Das „Wissenschaftszentrum für Nachwachsende Rohstoffe“ wurde am 28. Juli 2018 in die „Hochschule Straubing für Biotechnologie und Nachhaltigkeit“ umgewandelt und wird als solche ausgebaut. Die Trägerschaft der Hochschule übernimmt die Technische Universität München (TUM). Das hat der Bayerische Ministerrat auf Vorschlag von Wissenschaftsminister Dr. Ludwig Spaenle beschlossen.
Der Campus Straubing ist als Integratives Forschungszentrum voll in die Technische Universität München (TUM) integriert und ist damit der vierte Standort der TUM neben München-Innenstadt, Garching und Freising-Weihenstephan. Am TUM Campus Straubing für Biotechnologie und Nachhaltigkeit betreiben Wissenschaftler grundlagenorientierte Forschung und technologische Entwicklungen zu Nachwachsenden Rohstoffen, Biotechnologie und Bioökonomie. Forschungsschwerpunkte sind dabei die chemischstoffliche Nutzung und die energetische Verwertung, sowie ökonomische Aspekte rund um die Erzeugung, Vermarktung und Verwendung von Nachwachsenden Rohstoffen. Weitere Forschungsschwerpunkte sind Regenerative Energiesysteme, die Verwertung von Reststoffen, die Tiefen- und oberflächennahe Geothermie sowie Solarenergie. In Forschung und Lehre findet auch der Grundsatz der Nachhaltigkeit besondere Beachtung. Die akademische Ausbildung am TUM Campus Straubing erfolgt im Rahmen der Studiengänge „Bioökonomie“ (ab WS 2018), „Nachwachsende Rohstoffe“, „Chemische Biotechnologie“, „Technologie- und Managementorientierte Betriebswirtschaftslehre“ (TUM-BWL) und „Biomassetechnologie“; als Abschlüsse gibt es Bachelor- und Masterarbeiten und Promotionen.
Die Hochschule Weihenstephan-Triesdorf kooperiert mit diesem neuen Standort und stellt einige Professoren und Wissenschaftler.

### Hochschule Weihenstephan-Triesdorf – University of Applied Sciences

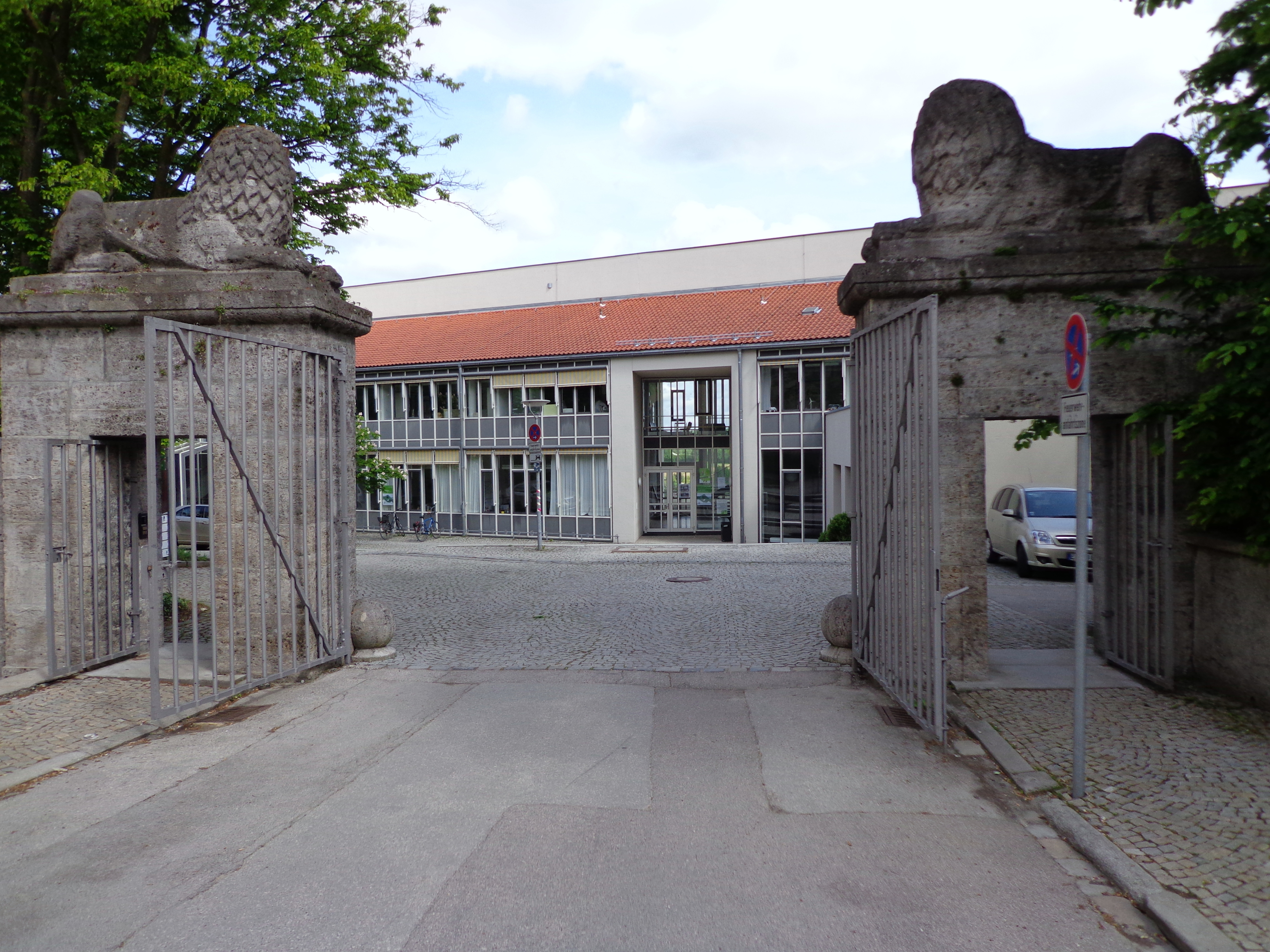
Blick durch das Löwentor Weihenstephan auf modernes Hochschulgebäude

Im Jahr 2005 gab es 3.940 Studierende an der Fachhochschule Weihenstephan. Vier Jahre später änderten sich das Bayerische Hochschulgesetz und der Name der Hochschule. Die Hochschule Weihenstephan-Triesdorf verpflichtete sich dem Bayerischen Staatsministerium für Wissenschaft, Forschung und Kunst gegenüber zum Ausbau der Studierendenzahlen um 40 Prozent – 5.670 Studierende waren im Wintersemester 2012/13 immatrikuliert. Die Zahl der Mitarbeiter wurde deutlich erhöht. Das Studienangebot wurde um die Bereiche erneuerbare Energien, Ernährung, Wassertechnologie und Brau- und Getränketechnologie erweitert, alle Studiengänge auf Bachelor und Master umgestellt.

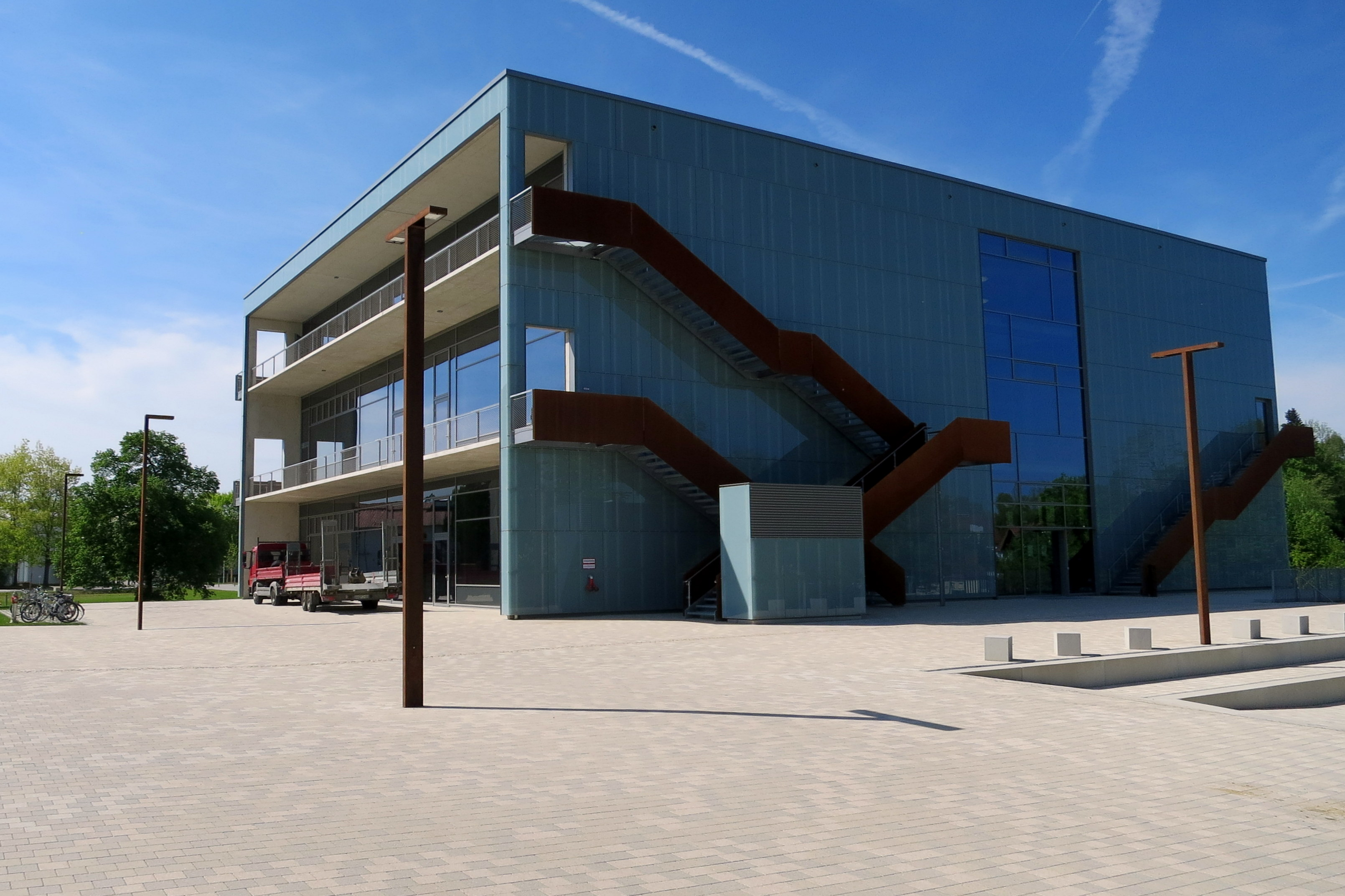
Zentrum naturwissenschaftliche Grundlagen (2017)

Mit Neufassung des Hochschulgesetzes wurde die Hochschule zudem beauftragt, Forschung und Entwicklung zu etablieren und auszubauen. Die „Forschungsanstalt für Gartenbau Weihenstephan“ wurde zum 1. Oktober 2012 integriert. Ein neues Zentrum für Forschung und Weiterbildung ist im Entstehen. Dort sollen künftig Projekte aus allen an der Hochschule vertretenen Disziplinen realisiert werden. Im Jahr 2013 nahm die HSWT bei nationalen Forschungsprojekten eine Spitzenstellung ein, rangierte beim Einwerben von EU-Drittmitteln auf Platz eins.
Die sechs oben genannten Studiengänge wurden seit 2005 neu ins Leben gerufen. Folglich muss am Standort Weihenstephan ein Neubau für 30,5 Millionen Euro errichtet werden. Und am Standort Triesdorf sind 2013 neue Hörsäle und Labore für 18,4 Millionen Euro kurz vor der Fertigstellung. Forschungskooperationen mit anderen Hochschulen werden im neu gegründeten „Zentrum für Forschung und Weiterbildung“ gebündelt und ausgebaut. Auch die Professorenschaft wurde 2013 erweitert. Zu Beginn des Sommersemesters 2013 waren es eine neue Professorin und fünf neue Professoren. Im Wintersemester 2013/14 hat eine ähnliche Anzahl einen Ruf an die Hochschule erhalten.

## Zwei Landesanstalten
Zwei wichtige Einrichtungen, die für ganz Bayern von Bedeutung sind, befinden sich auf dem ausgedehnten Gelände des „Campus Freising-Weihenstephan“. Sie profitieren von der Nähe zur wissenschaftlichen Forschung und bieten Wissenschaftlern Arbeitsplätze für die praktische Anwendung ihrer Forschung.

### Bayerische Landesanstalt für Landwirtschaft

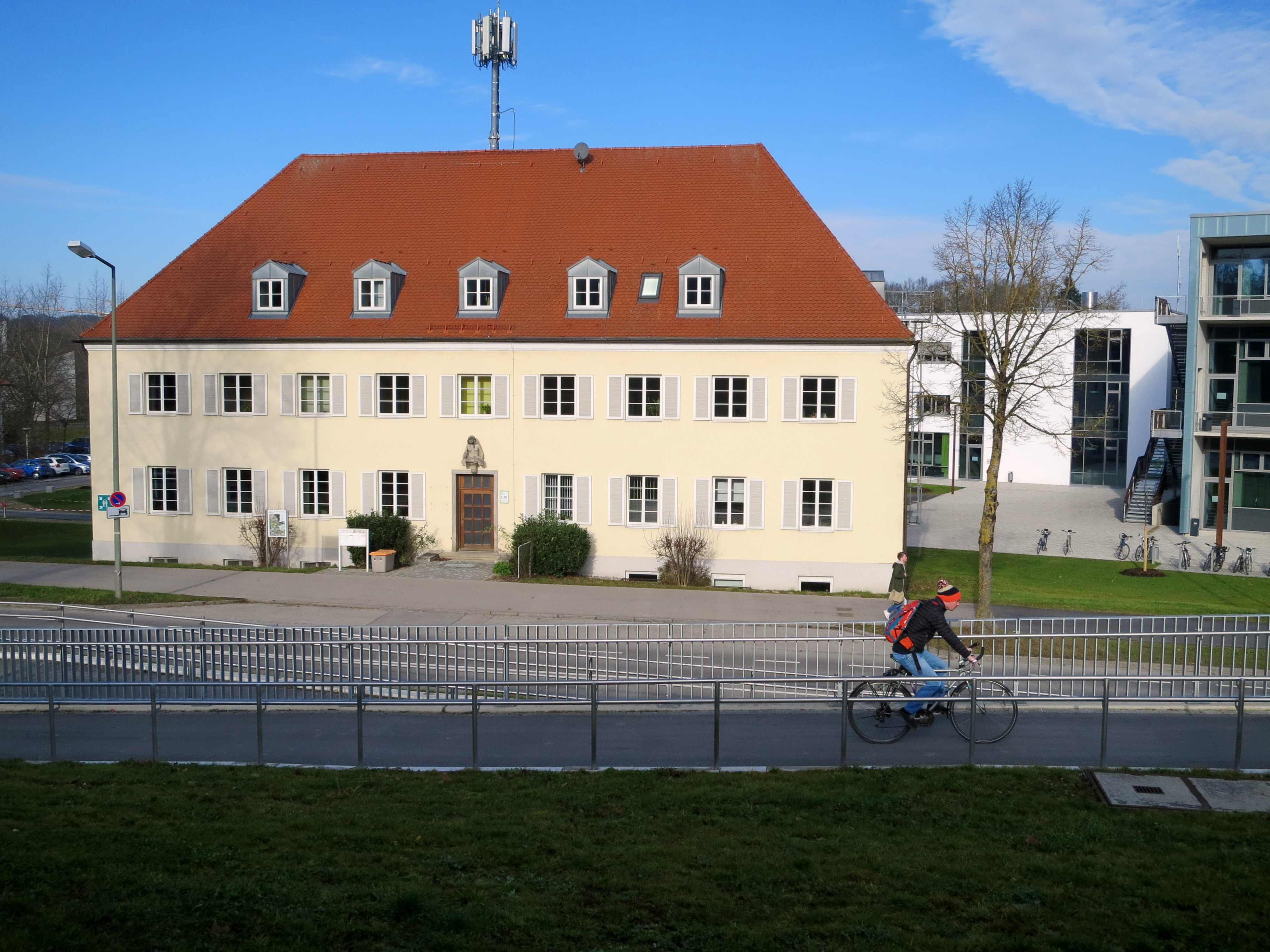
Sitz des Präsidenten und des Stabes der LfL an der Vöttinger Straße

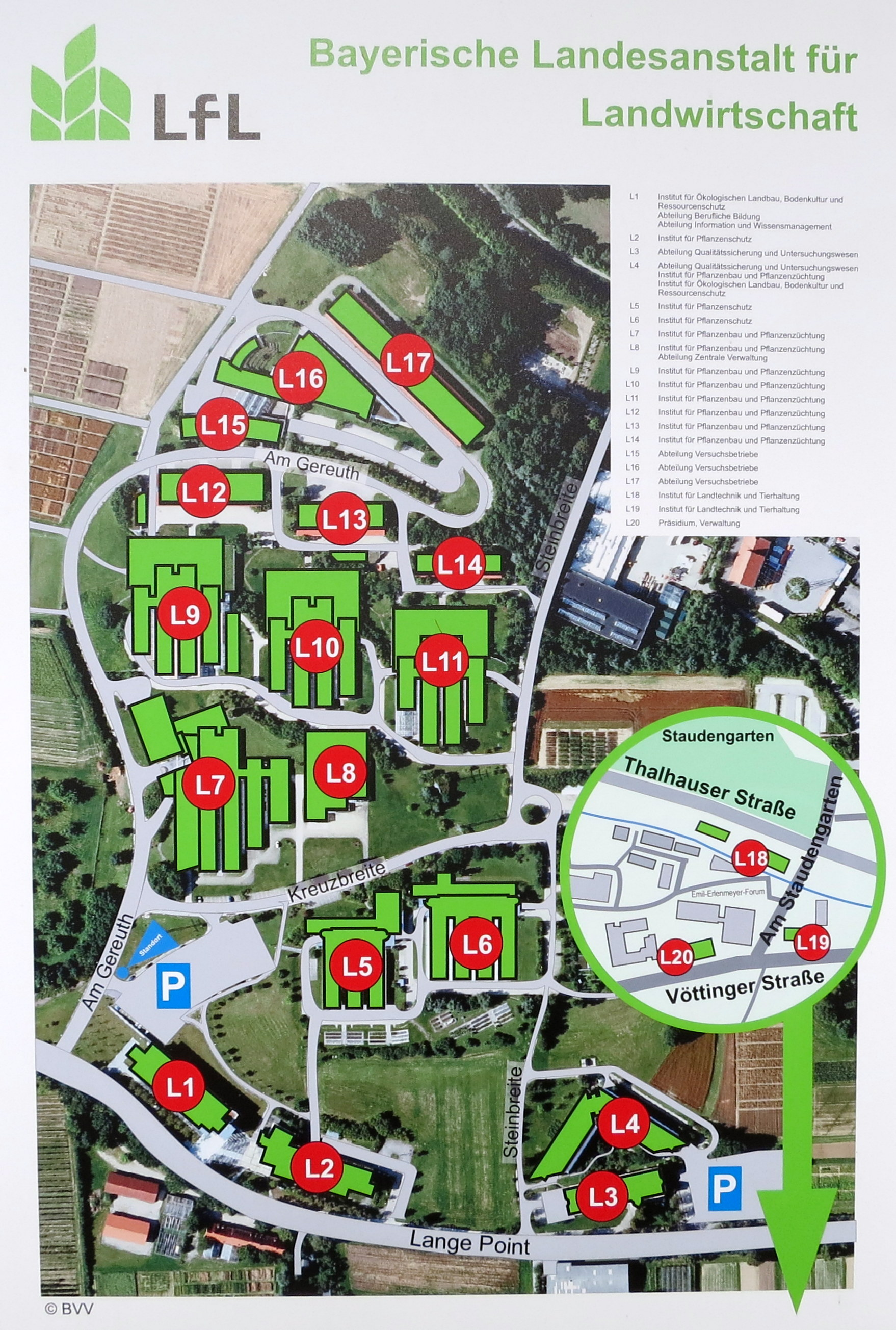
Orientierungstafel für die Gebäude der LfL (Lange Point)

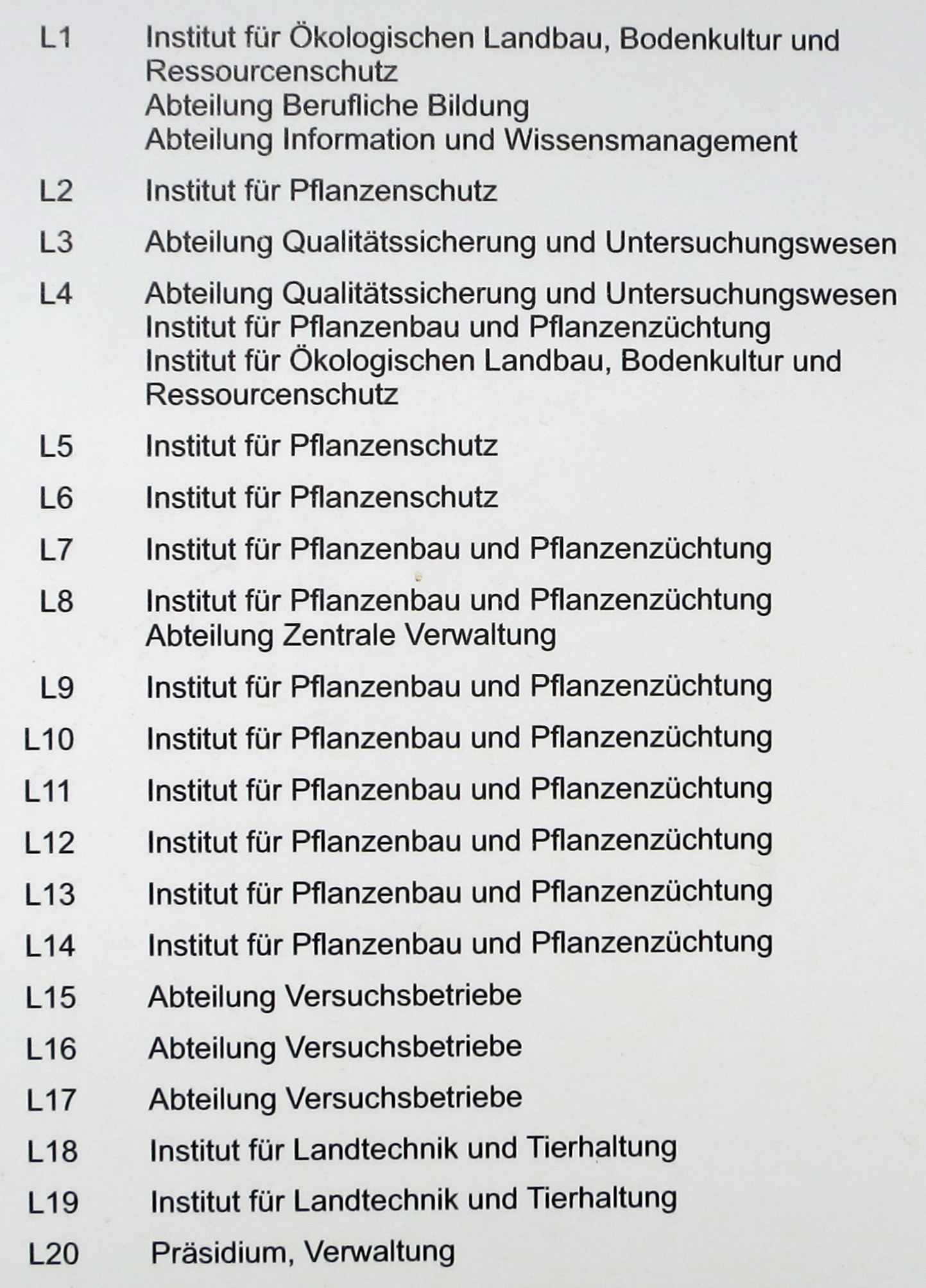
Bezeichnungen der Gebäude in der Orientierungstafel LfL

Eine große Fläche im Nordteil des Campusgebiets nimmt die Bayerische Landesanstalt für Landwirtschaft (LfL) mit ihren meist in den letzten Jahren erbauten Institutsgebäuden ein. Diese „Landesanstalt für Landwirtschaft“ wurde zum 1. Januar 2003 neu errichtet.
In ihr sind zusammengefasst worden:
- die Landesanstalt für Bodenkultur und Pflanzenbau,
- die Landesanstalt für Tierzucht,
- die Landesanstalt für Ernährung,
- die Landesanstalt für Betriebswirtschaft und Agrarstruktur,
- die Landesanstalt für Landtechnik,
- die Landesanstalt für Fischerei
- sowie die Versuchsgüterverwaltungen Achselschwang[15], Freising und Grub[16].

Zum 1. Januar 2004 wurden integriert:
- die Lehr- und Versuchsanstalten für Tierhaltung Almesbach, Kringell, Schwarzenau, Spitalhof und Achselschwang
- sowie das Haupt- und Landgestüt Schwaiganger.

Die Rahmenbedingungen und Herausforderungen der Landwirtschaft und damit auch die Aufgaben und Strukturen der praxisorientierten Forschung unterliegen einem ständigen Wandel.
Im Jahr 2003 wurden die Kompetenzen verschiedener selbstständiger Landesanstalten und Behörden in Bayern zu einer Einrichtung zusammengefasst – fachübergreifend, lösungsorientiert und am Gesamtsystem Landwirtschaft ausgerichtet. Die LfL ist dem Staatsministerium für Ernährung, Landwirtschaft und Forsten (StMELF) unmittelbar nachgeordnet und wurde mit folgenden Aufgabengebieten betraut:
- Anwendungsorientierte Forschung
- Hoheits- und Fördervollzug
- Ausbildung
- Beratung

#### Aussage der LfL über sich
Die Bayerische Landesanstalt für Landwirtschaft (LfL) ist das Wissens- und Dienstleistungszentrum für die Landwirtschaft in Bayern. Die anwendungsorientierte Forschung der LfL greift Fragestellungen aus der Praxis auf und stellt den landwirtschaftlichen Unternehmen auf verschiedenen Wegen anwendbare Lösungen zur Verfügung. Dieses Expertenwissen fließt auch in die Ausbildungsangebote der LfL ein und bereitet junge Menschen auf ihren Beruf vor. Der Hoheits- und Fördervollzug sowie die Beratung runden das Angebot ab und machen die LfL zu einem wichtigen Partner der bayerischen Land- und Ernährungswirtschaft. Sie hat das Ziel einer nachhaltigen Landwirtschaft in Bayern und hat sich den kurzen Slogan gegeben: „forschen, fördern, bilden“.

#### Arbeitsschwerpunkte
- Berglandwirtschaft
- Eiweiß
- Grünlandbewirtschaftung
- Klimaänderung
- Ökologischer Landbau
- Regenerative Energien
- Tierwohl
- Digitalisierung (Schwerpunktthema 2017)

#### Arbeitsbreite der Institute

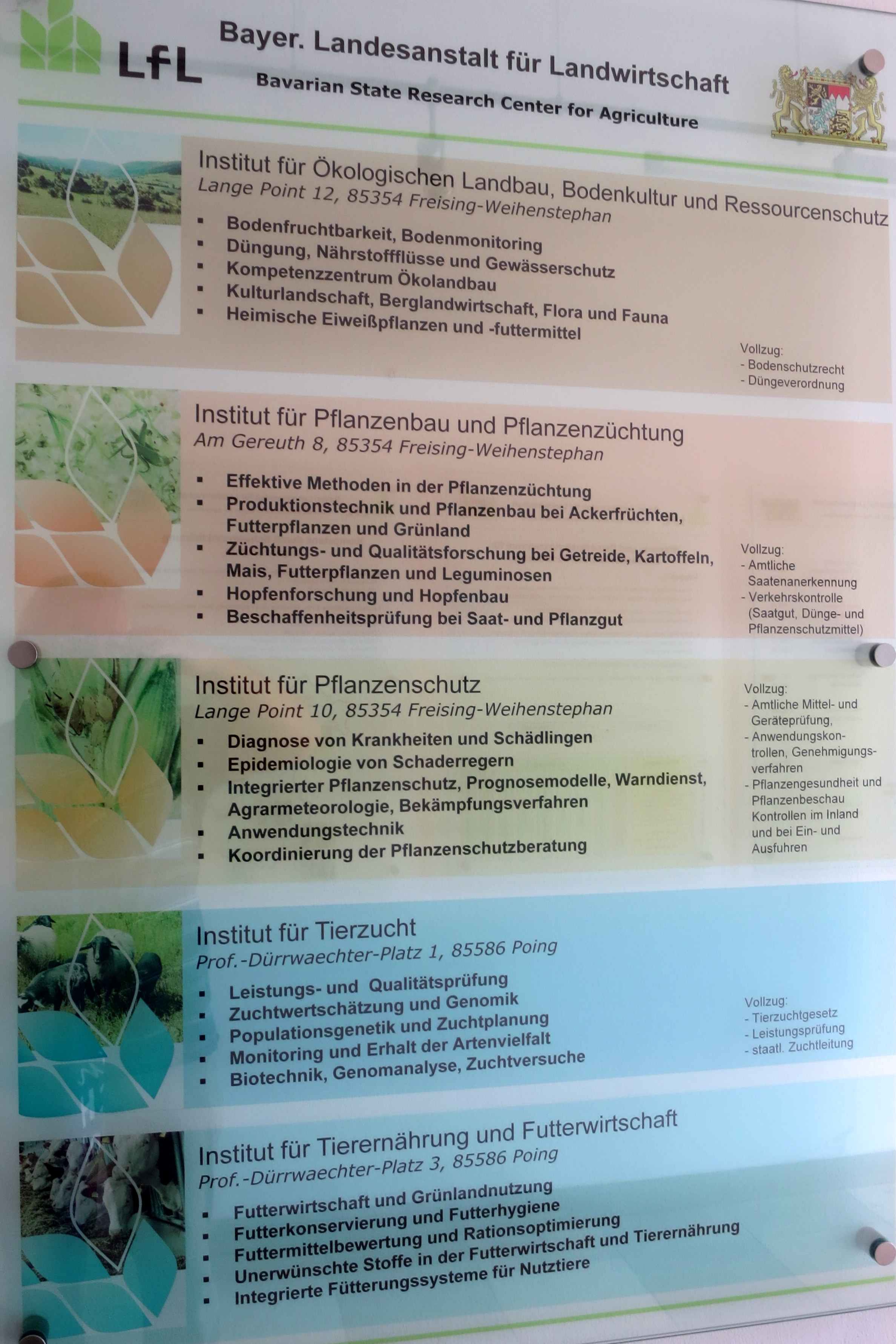
Übersicht über die Institute für Pflanzen und Tiere

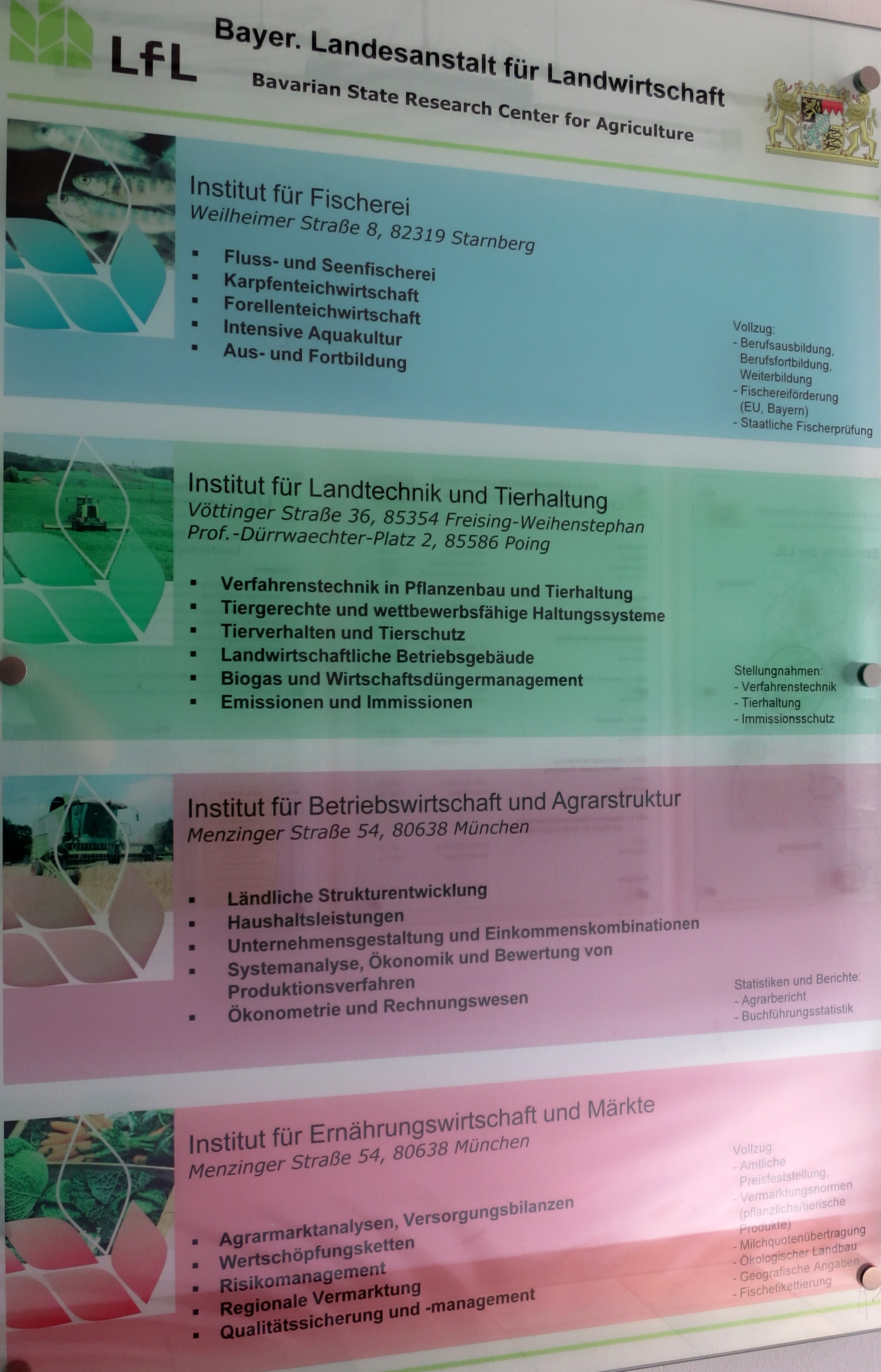
Übersicht über die restlichen Institute

Die neun Institute der LfL zeigen die große Arbeitsbreite der LfL auf und spiegeln das vielfältige Spektrum eines landwirtschaftlichen Betriebes auf wissenschaftlicher Ebene wider. Neben rein landwirtschaftlichen Fragen werden auch die Wechselwirkungen zwischen Landwirtschaft, Gesellschaft und Umwelt untersucht und analysiert.
Die Institute sind den Leitlinien wissenschaftlicher Arbeit verpflichtet und bearbeiten ihre Aufgaben eigenverantwortlich. Gleichzeitig eröffnet die enge institutsübergreifende Zusammenarbeit in Arbeitsschwerpunkten und Einzelprojekten die Möglichkeit, vielfältige Einzelaspekte eines Themas sowie deren Zusammenwirken insgesamt zu bewerten. So werden z. B. beim Arbeitsschwerpunkt „Effiziente und nachhaltige Grünlandbewirtschaftung“ nicht nur die Produktionstechnik im Grünland und ihre Wechselwirkungen auf Boden und Naturhaushalt, sondern auch die artgerechte Haltung sowie die umweltschonende Erzeugung von Milch und Fleisch erforscht.
Basis für die wissenschaftliche Arbeit der Institute sind das jeweils aktuelle Arbeitsrahmenprogramm der LfL sowie die jährlichen Arbeitsplanungen. Einzelprojekte und Schwerpunkte werden in den internen Gremien, im Wissenschaftlich–Technischen Beirat, mit dem Staatsministerium sowie länderübergreifend mit zahlreichen Kooperationspartnern festgelegt und in einer Datenbank dokumentiert. Die Forschung der LfL ist auf eine möglichst schnelle Umsetzung in der Praxis ausgerichtet. Dazu fließen die Ergebnisse mittelbar über die Beratung und unmittelbar über die verschiedensten Medien an die Kunden in der Land- und Ernährungswirtschaft in Politik und Gesellschaft.

#### Die neun Institute
- Institut für Ökologischen Landbau, Bodenkultur und Ressourcenschutz[18]
- Institut für Pflanzenbau und Pflanzenzüchtung[19]
- Institut für Pflanzenschutz[20]
- Institut für Tierzucht[21]
- Institut für Tierernährung und Futterwirtschaft[22]
- Institut für Fischerei[23]
- Institut für Landtechnik und Tierhaltung[24]
- Institut für Betriebswirtschaft und Agrarstruktur[25]
- Institut für Ernährungswirtschaft und Märkte[26]

#### Aufgaben der Zentralen Abteilungen
Bei den sechs zentralen Abteilungen steht der Service im Vordergrund: Sie unterstützen die Institute bei ihren Aufgaben und Projekten, führen Versuche durch, koordinieren Untersuchungen und Qualitätskontrollen und sorgen für eine reibungslose Kommunikation nach innen und außen.
Als verbindende Elemente leisten sie einen wesentlichen Beitrag dazu, dass die Bayerische Landesanstalt für Landwirtschaft als zukunftsorientierte Wissens- und Dienstleistungsbehörde erfolgreich wirken kann.
In der Beruflichen Bildung nehmen sie Aufgaben als zuständige Stelle wahr. Die Förderung und den Gesetzesvollzug erledigen sie – je nach Anforderungen – eigenverantwortlich oder in enger Abstimmung mit den Instituten.

#### Die sechs Abteilungen
Die Zentralen Abteilungen sind folgendermaßen untergliedert und verortet:
- Abteilung Zentrale Verwaltung (Vöttinger Straße 38, Campus Freising-W.)
- Abteilung Förderwesen und Fachrecht (Menzinger Straße 54, München)
- Abteilung Qualitätssicherung und Untersuchungswesen (Lange Point 4, Campus Freising-W.)
- Abteilung Information und Wissensmanagement (Lange Point 12, Campus Freising-W.)
- Abteilung Berufliche Bildung (Lange Point 12, Campus Freising-W.)
- Abteilung Versuchsbetriebe (Prof.-Zorn-Straße 19, Poing)

Hinzu kommt die dem Präsidenten zugeordnete „Stabsstelle“, in der das
- strategische Controlling stattfindet,
- der Präsident und die erweiterte Amtsleitung organisatorisch unterstützt wird und
- neben Risikobewertungen auch Handlungsstrategien entwickelt werden.

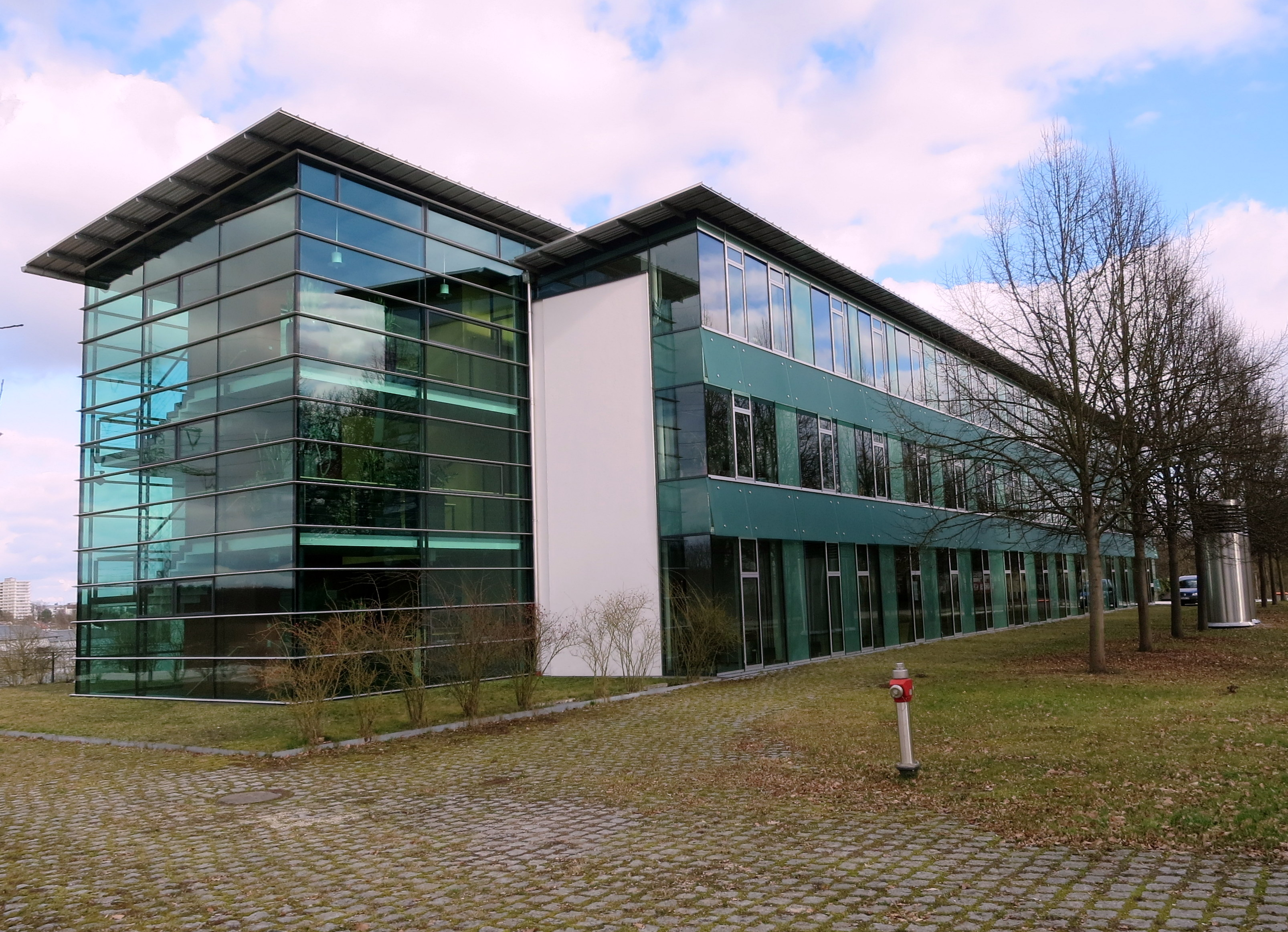
Institutsgebäude „Lange Point 12“
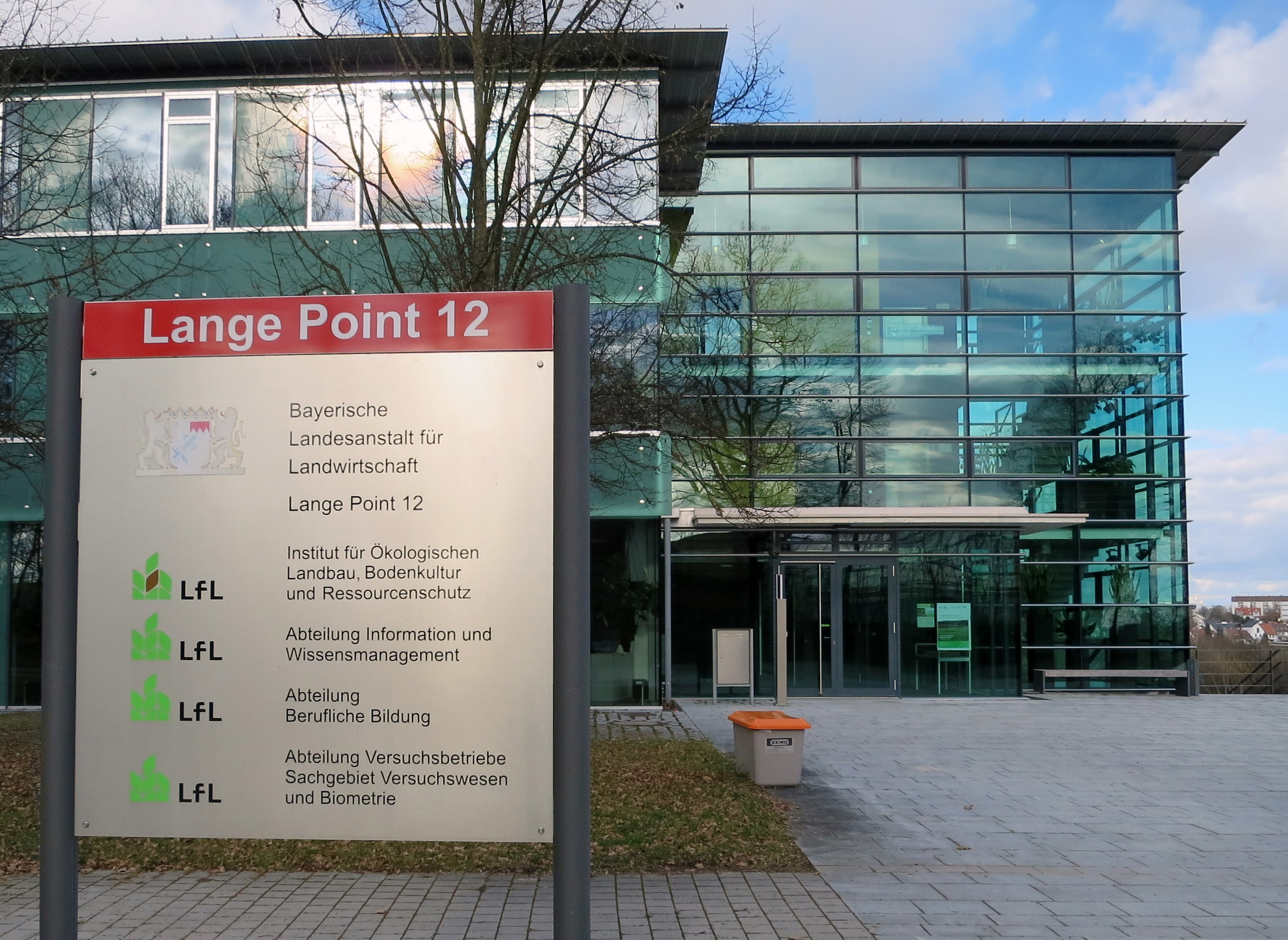
Institutsgebäude „Lange Point 12“ mit Infotafel
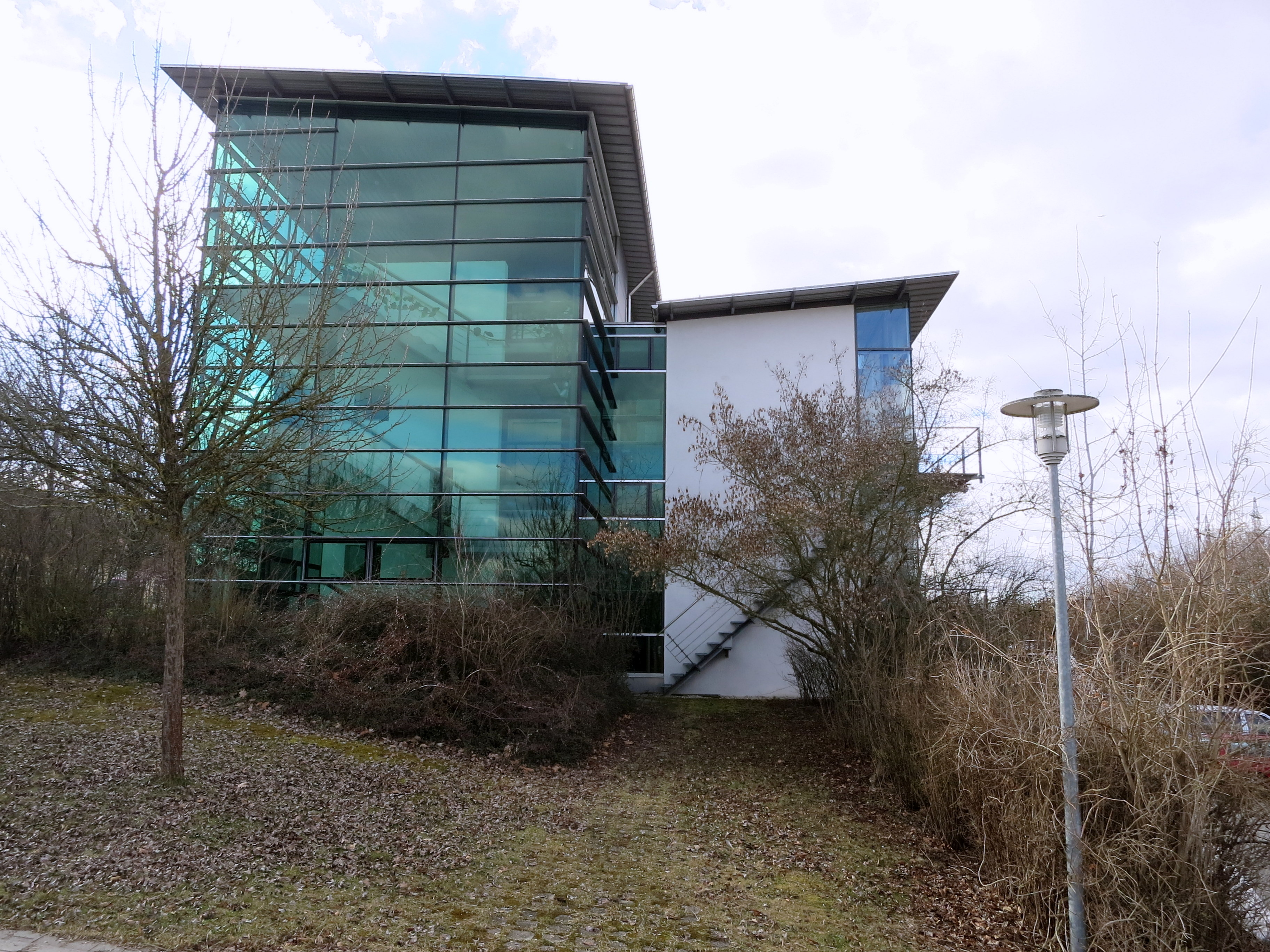
Institutsgebäude „Lange Point 10“ von der Seite
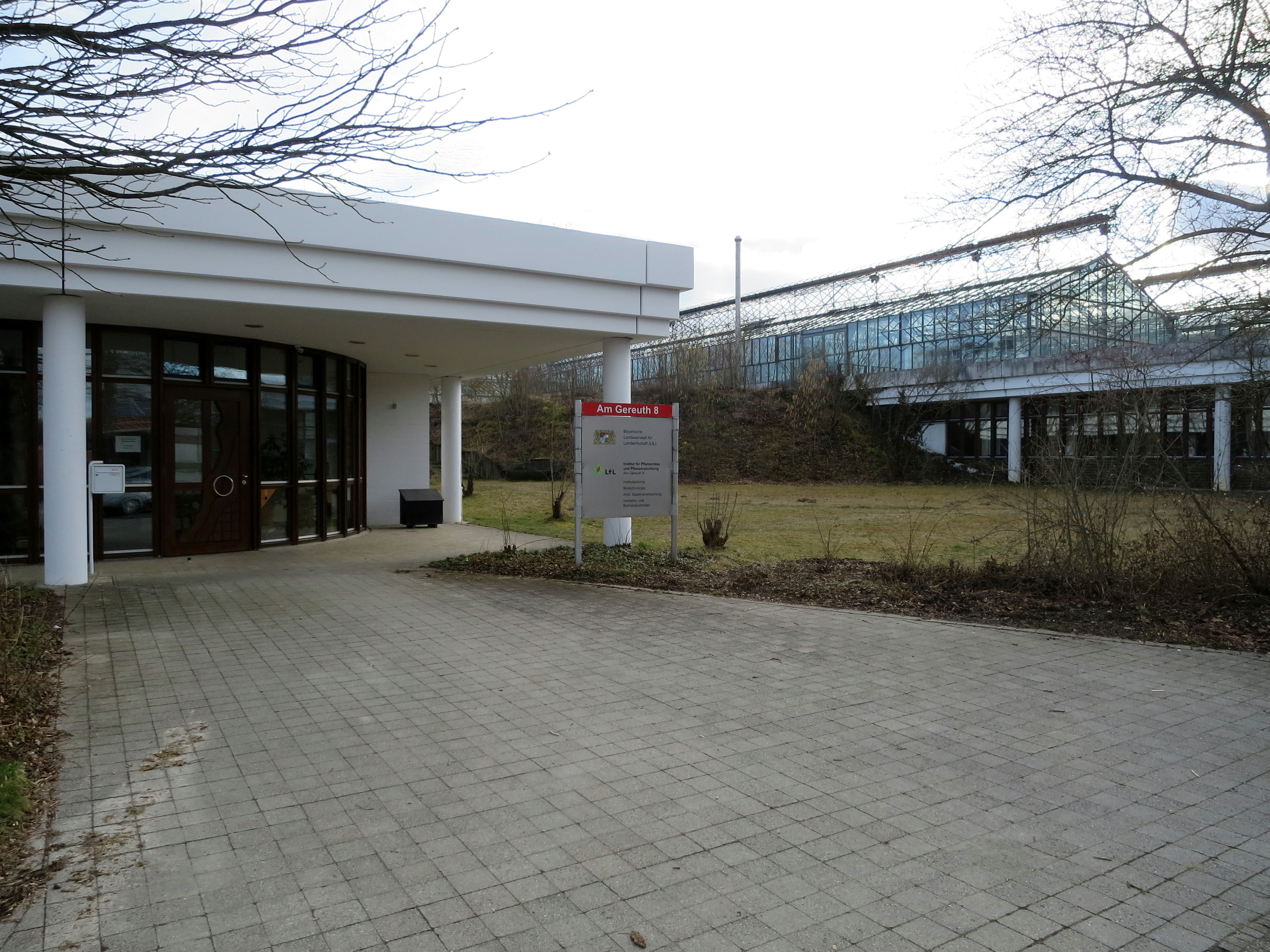
Institutsleitung Pflanzenbau und Pflanzenzüchtung „Am Gereut 8“
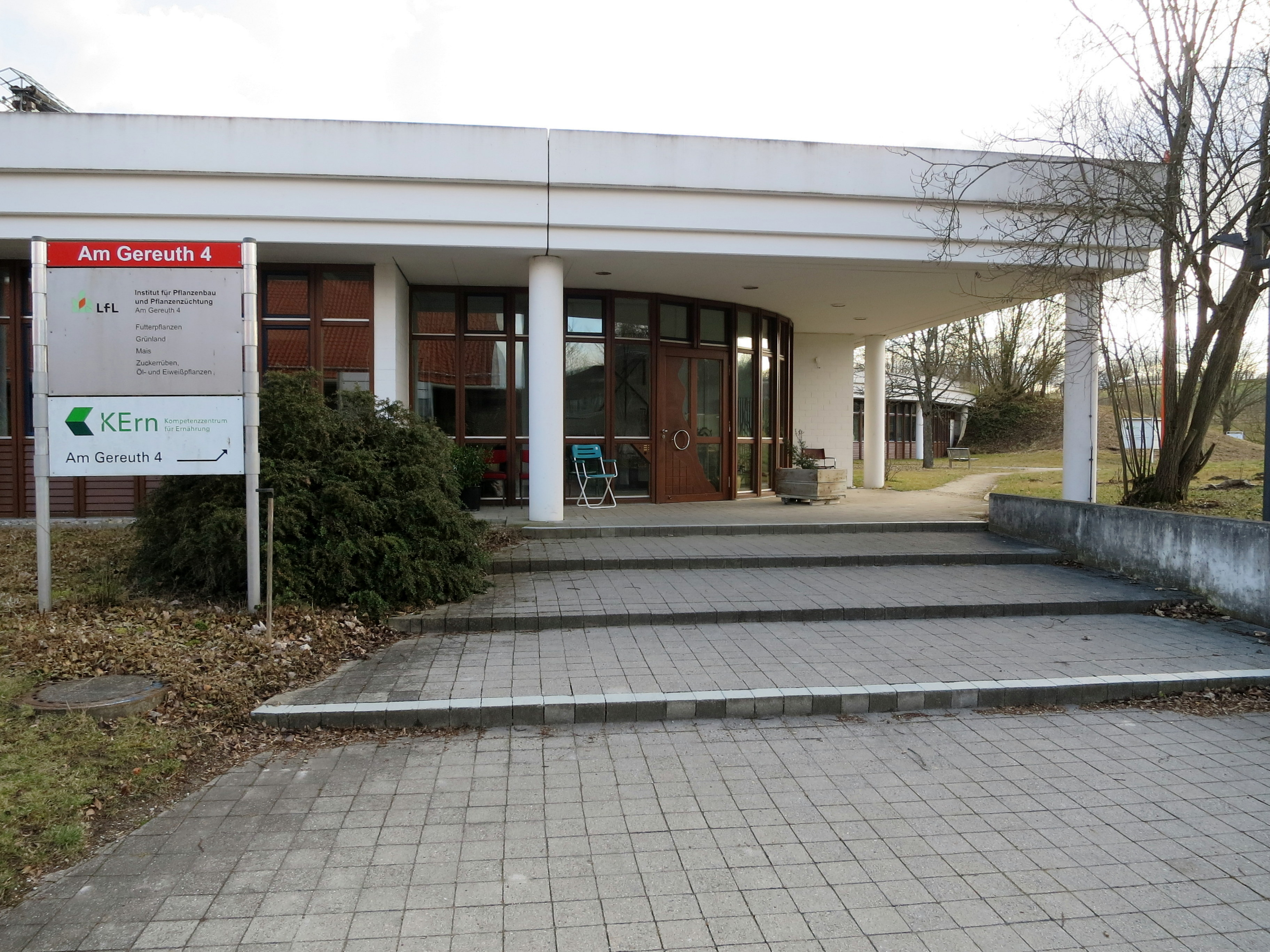
Hier ist das KErn untergebracht
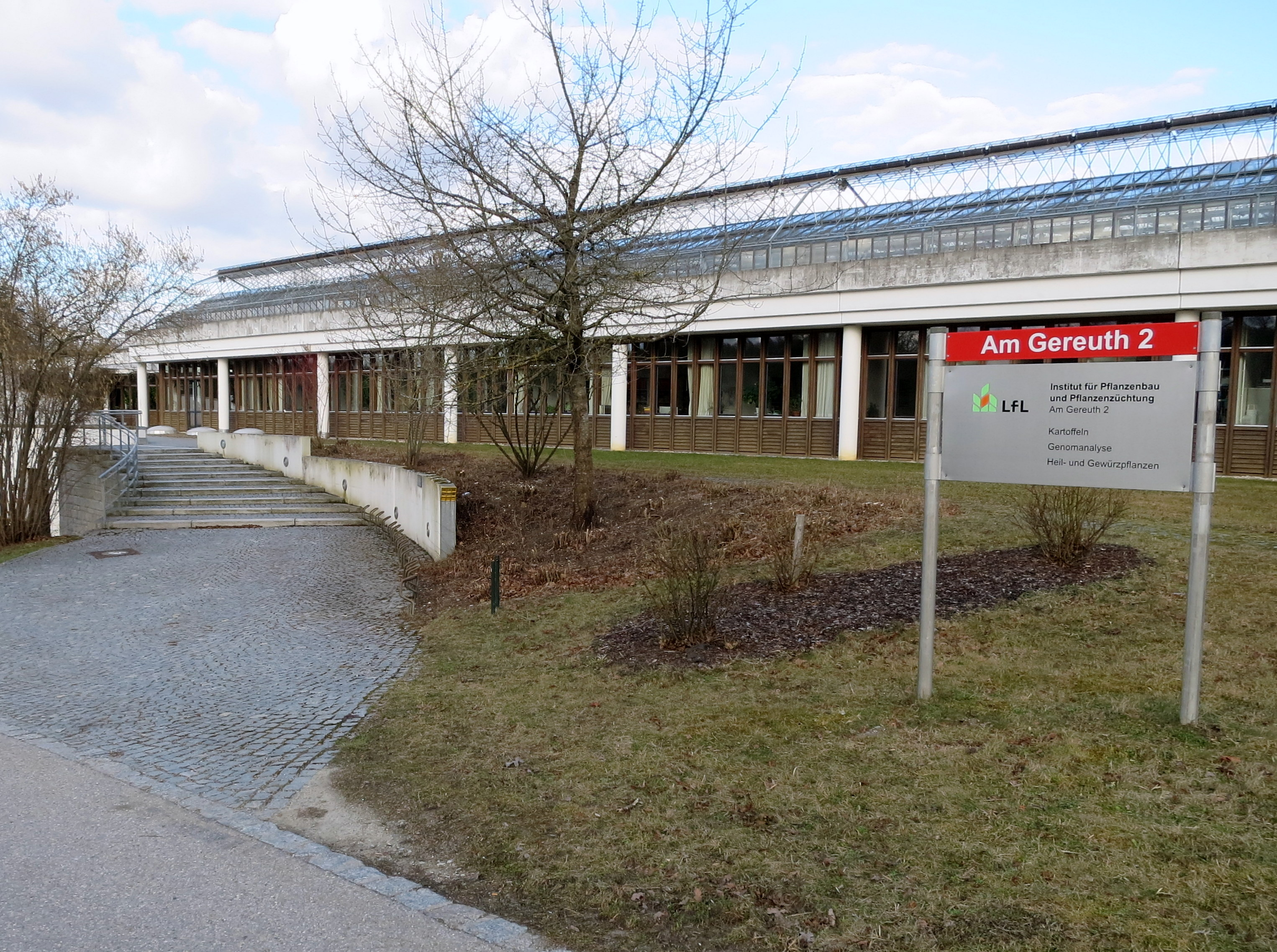
Institut Pflanzenbau und Pflanzenzüchtung „Am Gereut 2“
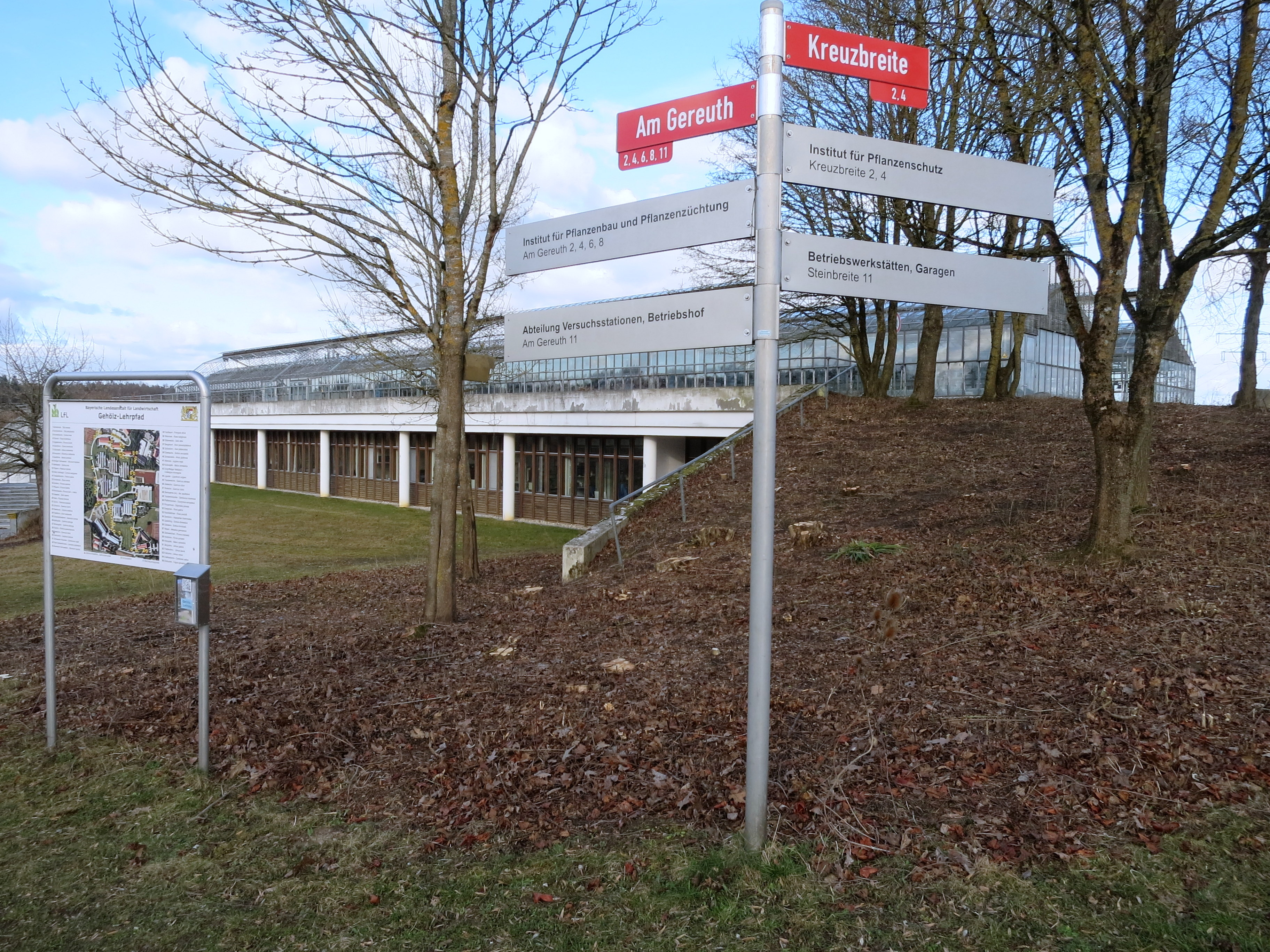
Auch ein Gehölzlehrpfad ist angelegt
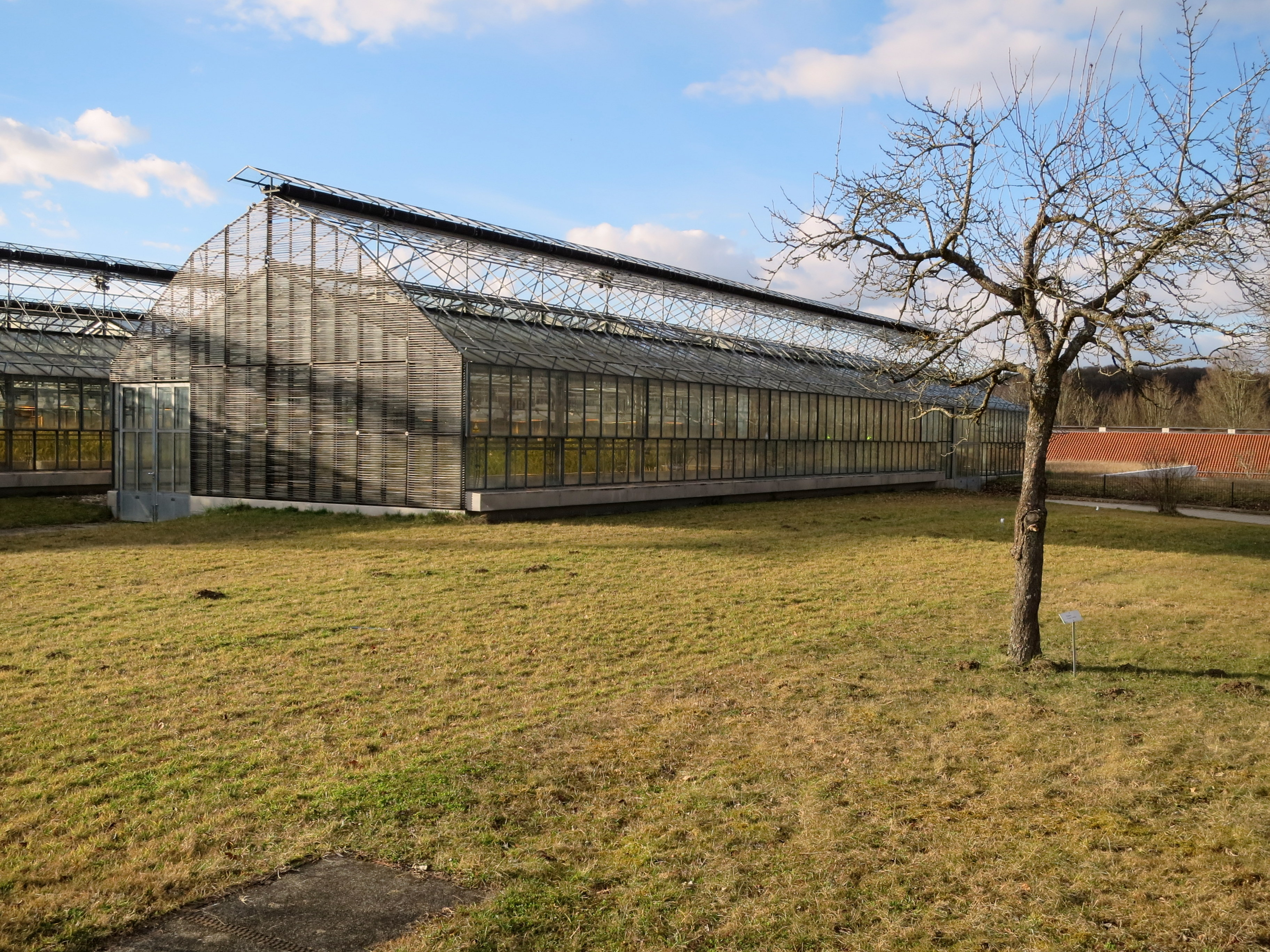
Viele Gewächshäuser prägen den Nordteil des Campus

#### Neue Zweigstelle Ruhstorf an der Rott
Seit Januar 2018 gibt es eine Zweigstelle der LfL in Ruhstorf an der Rott bei Pocking, Niederbayern, die sich im Aufbau befindet.
Das Projekt ist Teil der Heimatstrategie der Bayerischen Staatsregierung. Im Zusammenspiel von Forschung, Wirtschaft und landwirtschaftlicher Praxis sollen in Ruhstorf zusammen mit den LfL-Instituten und -Abteilungen in Freising-Weihenstephan und München zukunftsfähige Lösungen für die Agrarwirtschaft in Bayern entwickelt und zur Praxisreife gebracht werden.
Für die Übergangszeit werden Räume angemietet. 2026 sollen im neuen Gebäude 200 Mitarbeiter ansässig sein.
Mit dem Aufbau eines landwirtschaftlichen Digitalisierungszentrums wurde 2018 begonnen, die Projektgruppe „Digitalisierung“ verlagert ihre Aktivitäten schrittweise nach Ruhstorf. Das agrarmeteorologische Messnetz wird von der LfL-Zweigstelle Ruhstorf aus betreut.

### Bayerische Landesanstalt für Wald und Forstwirtschaft (LWF)

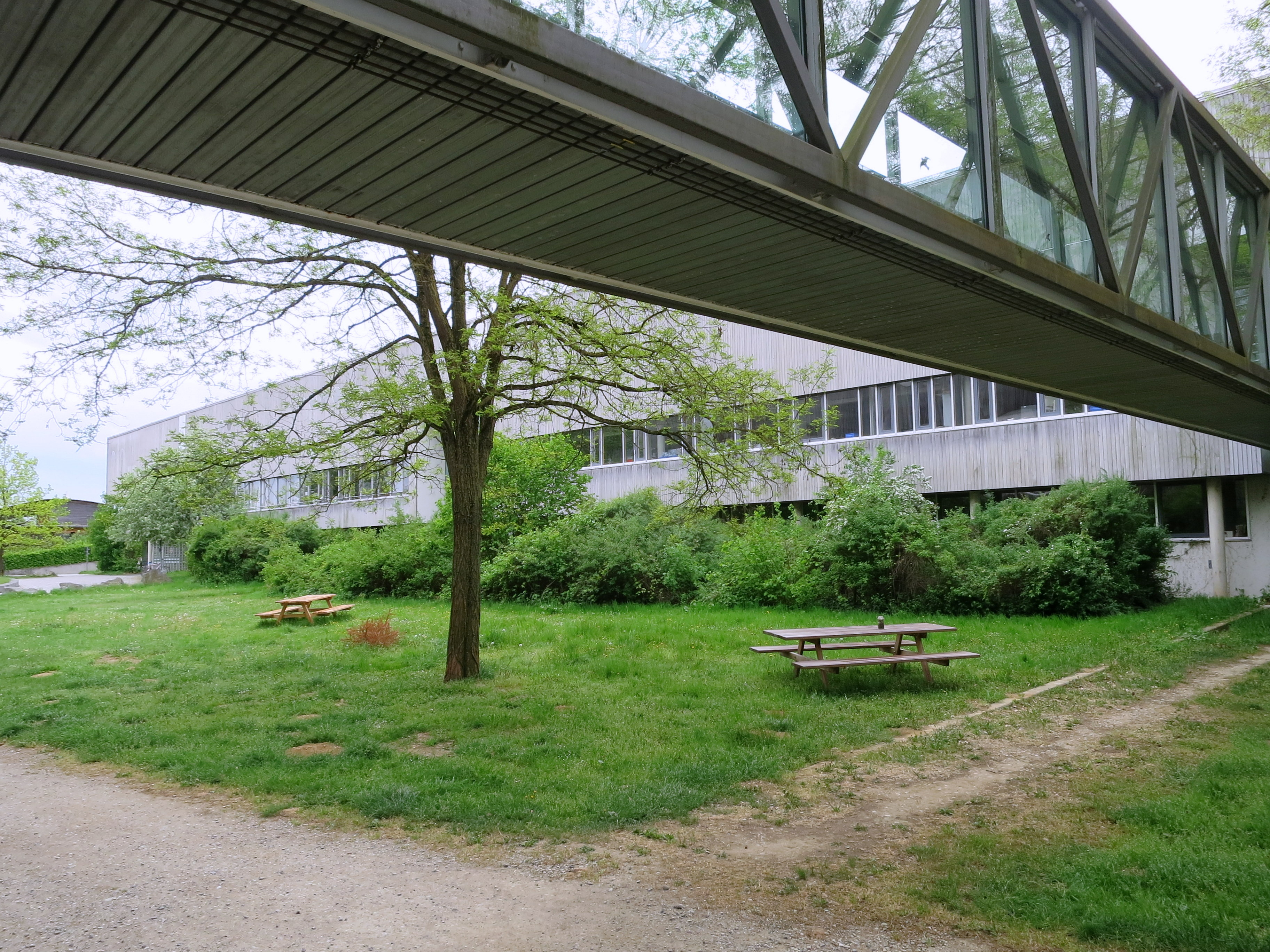
Landesanstalt für Wald und Forstwirtschaft mit verbindender Brücke im Zentrum Wald-Forst-Holz

Die Bayerische Landesanstalt für Wald und Forstwirtschaft (LWF) ist eine ebenfalls recht neue Sonderbehörde der Bayerischen Forstverwaltung im Geschäftsbereich des Bayerischen Staatsministeriums für Ernährung, Landwirtschaft und Forsten.

#### Vorgeschichte
August Ganghofer, der spätere Leiter der Bayerischen Staatsforstverwaltung, hatte im 19. Jahrhundert die Aufgabe, das forstliche Versuchswesen in Bayern und die Organisation der Versuchsanstalt aufzubauen. Auf sein Betreiben hin wurde 1881 die "Königlich bayerische Versuchsanstalt" gegründet.
Die Abteilungen der Versuchsanstalt wurden von forstlichen Universitätsprofessoren geleitet. 1979 wurde die „Forstliche Versuchs- und Forschungsanstalt“ eigenständig und zur Ressort-Forschungseinrichtung der Bayerischen Forstverwaltung ausgebaut. Mit der Verlegung nach Freising 1993 erhielt die Einrichtung den neuen Namen – Bayerische Landesanstalt für Wald und Forstwirtschaft.

#### Stabsstelle der Forstverwaltung
Die Bayerische Landesanstalt für Wald und Forstwirtschaft (LWF) ist Teil der Bayerischen Forstverwaltung und die Stabsstelle des Bayerischen Staatsministeriums für Landwirtschaft, Ernährung und Forsten. Sie unterstützt die örtlichen Forstbehörden und ist Ansprechpartner für alle Waldbesitzarten.
Die Landesanstalt betreibt praxisnahe Forschung rund um den Wald. An der LWF sind rund 180 Mitarbeiter beschäftigt. Die Forschungsteams bestehen aus Forstleuten mit wissenschaftlicher Ausbildung, erfahrenen Forstpraktikern und – wo nötig – Spezialisten anderer Fachrichtungen.

#### Untergliederung der LWF

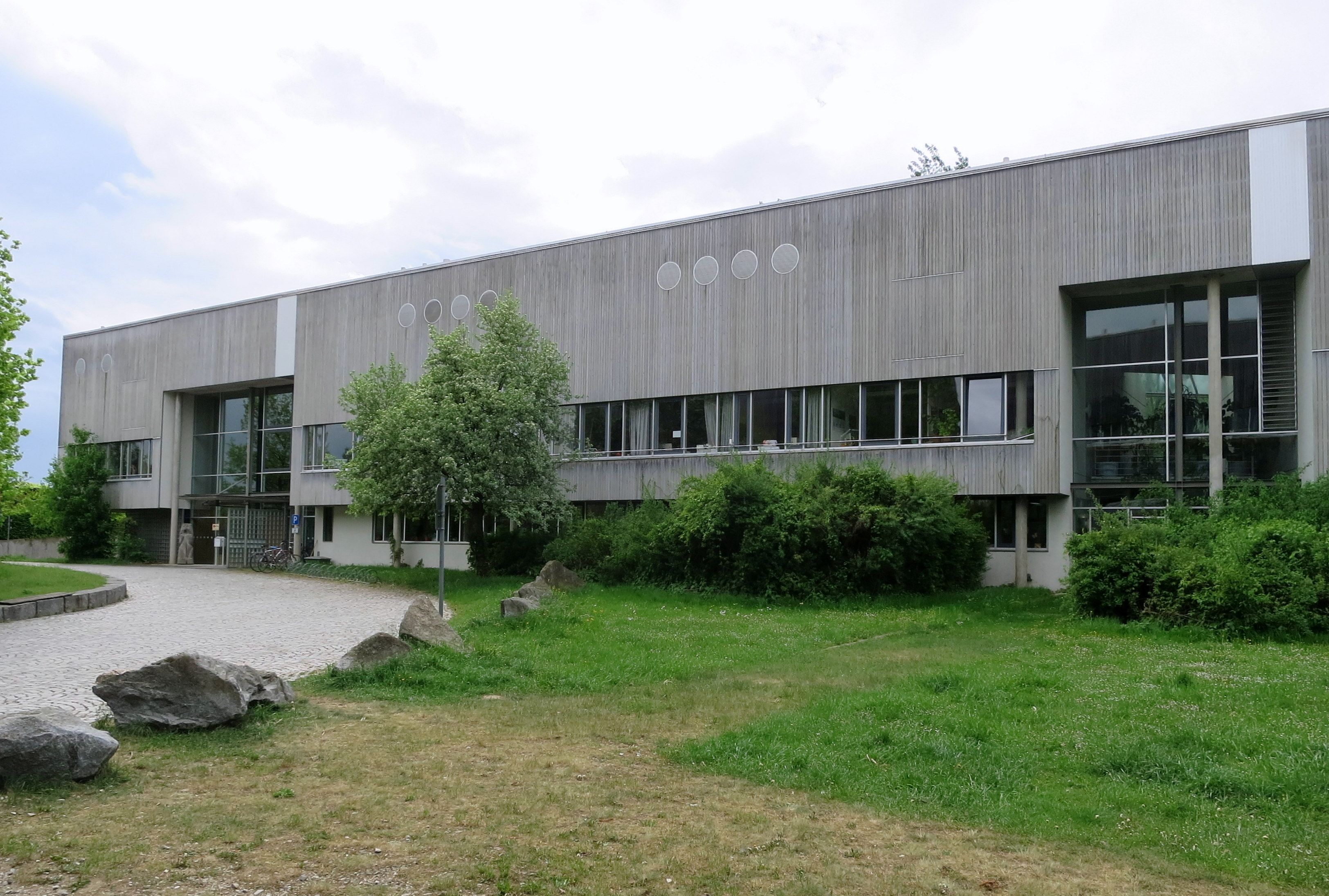
Seitenansicht der Landesanstalt vom Carl-von-Carlowitz-Platz

An der Spitze der LWF steht ein Präsident und ein Vizepräsident mit den Stabsstellen
- Stab, Forschungsförderung
- GS Zentrum Wald-Forst-Holz
- Personal und Verwaltung
- Controlling und Projektmanagement
- Juristische Beratung

Die LWF ist in folgende Abteilungen untergliedert:
- Informationstechnologie
- Boden und Klima
- Waldbau und Bergwald
- Forsttechnik, Betriebswirtschaft, Holz
- Waldschutz
- Biodiversität, Naturschutz, Jagd
- Waldbesitz, Beratung, Forstpolitik
- Wissenstransfer, Öffentlichkeitsarbeit, Waldpädagogik

## Zentrenbildung und Zusammenarbeit
Aus der Konzentration so vieler Hochschulen, Forschungsinstitute und Landesanstalten ergeben sich erfreuliche Möglichkeiten zur Zentrenbildung. Es ergeben sich Möglichkeiten der wissenschaftlichen Zusammenarbeit, der Zusammenarbeit und Ergänzung in der Ausbildung und in der Beratung des einfachen Bürgers, sei er Landwirt, Gartenbesitzer, Waldbesitzer oder Unternehmer. Die Planung des Campus hat kurze Wege ermöglicht, so dass mit wenig Zeitverlust zusammengearbeitet oder ausgebildet werden kann.

### Zentrum Wald-Forst-Holz Weihenstephan

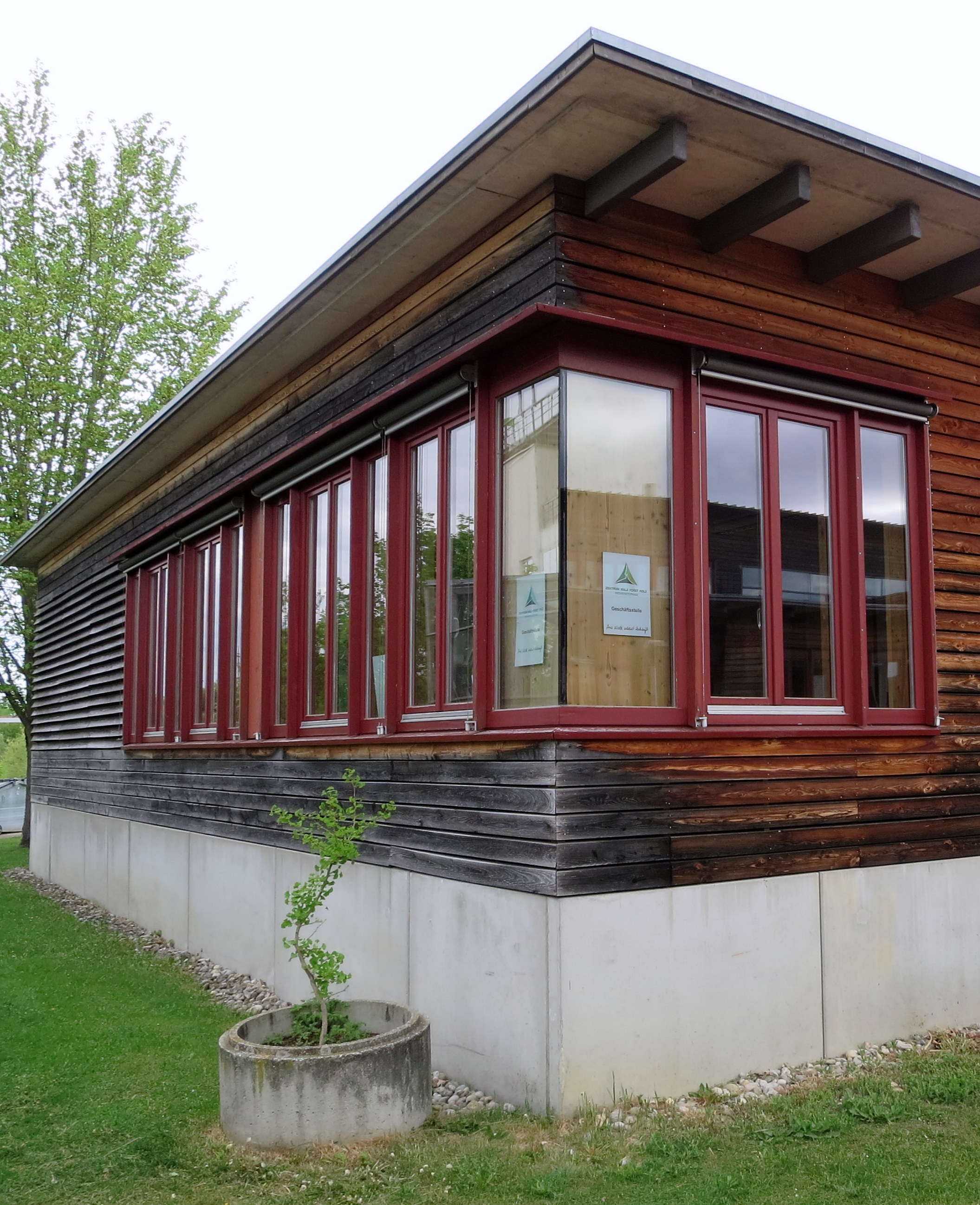
Büro des Zentrums

Das Zentrum Wald-Forst-Holz Weihenstephan bündelt an diesem Campus-Standort Forschung, Lehre und Beratung und bildet mit rund 400 Mitarbeitern ein in Europa einmaliges Forstliches Kompetenzzentrum – zentraler Ansprechpartner bei allen Fragen zu Wald, Forst und Holz und Schnittstelle zwischen Wissenschaft und Praxis.
Es schafft Grundlagen und Voraussetzungen, die Wälder nachhaltig zu bewirtschaften und sie jetzt und in der Zukunft fit zu machen für ihre vielfältige Rolle als
- regenerative Rohstoff- und Energiequelle
- Schutz- und Lebensraum für Tiere und Pflanzen
- Wirtschafts- und Erholungsraum für den Menschen
- unverzichtbares Element im Kampf gegen Klimawandel

#### Partner-Institutionen
Im Zentrum Wald-Forst-Holz Weihenstephan vernetzen die Forstlichen Fakultäten der TU München und der Hochschule Weihenstephan-Triesdorf sowie die Bayerische Landesanstalt für Wald und Forstwirtschaft ihre individuellen Kompetenzen und Ressourcen in Forschung, Lehre, Beratung und Wissenstransfer. Folgende drei Partner arbeiten zusammen:
- Die „Studienfakultät für Forstwissenschaft und Ressourcenmanagement“ der Technischen Universität München mittels ihrer Grundlagenforschung, ihrer Akademischen Ausbildung und ihrer Internationalen Studiengänge,
- Die „Fakultät Wald und Forstwirtschaft“ der Hochschule Weihenstephan-Triesdorf durch ihre Praxisorientierte Ausbildung, Angewandte Forschung und ihre Fort- und Weiterbildung, und
- Die „Bayerische Landesanstalt für Wald und Forstwirtschaft“ als Sonderbehörde der Bayerischen Forstverwaltung mittels ihrer Praxisnahen Forschung, durch ihre Beratung und den Wissenstransfer sowie durch Monitoring und Inventuren.

#### Aufgaben
Als zentraler Ansprechpartner im Bereich Wald, Forst und Holz bildet das Zentrum Wald-Forst-Holz Weihenstephan die Schnittstelle zwischen Wissenschaft und Praxis und
- bündelt die forstliche Forschung am Hochschulstandort Freising-Weihenstephan,
- fördert die Zusammenarbeit innerhalb der drei Partnerinstitutionen sowie mit externen Einrichtungen,
- initiiert und koordiniert Forschungsprojekte,
- ermittelt und beantwortet Fragen der Praxis,
- vermittelt wissenschaftliche Ergebnisse an Industrie, Praxis und die breite Öffentlichkeit.

Mit seinen Ergebnissen aus Forschung und Dauererhebungen unterstützt das Forstzentrum
- den Klimaschutz
- die Vermeidung von Waldschäden
- die nachhaltige Forstwirtschaft, Waldbau und Forstplanung
- die Holzernte, Logistik und Holzvermarktung
- die Wildtierökologie
- die Lösung betriebswirtschaftlicher Fragen
- die Forstpolitik

#### Ansprechpartner für viele
Das Forstzentrum Weihenstephan ist zentraler Ansprechpartner in allen Fragen zu Wald, Forst und Holz und liefert bedarfsgerechte Antworten für
- Waldbesitzer
- Forstwirtschaftliche Zusammenschlüsse
- Unternehmen
- Wissenschaftler und Forscher
- Politische Entscheidungsträger und Institutionen
- Privatpersonen.[29]

### Agrarwissenschaftszentrum Weihenstephan

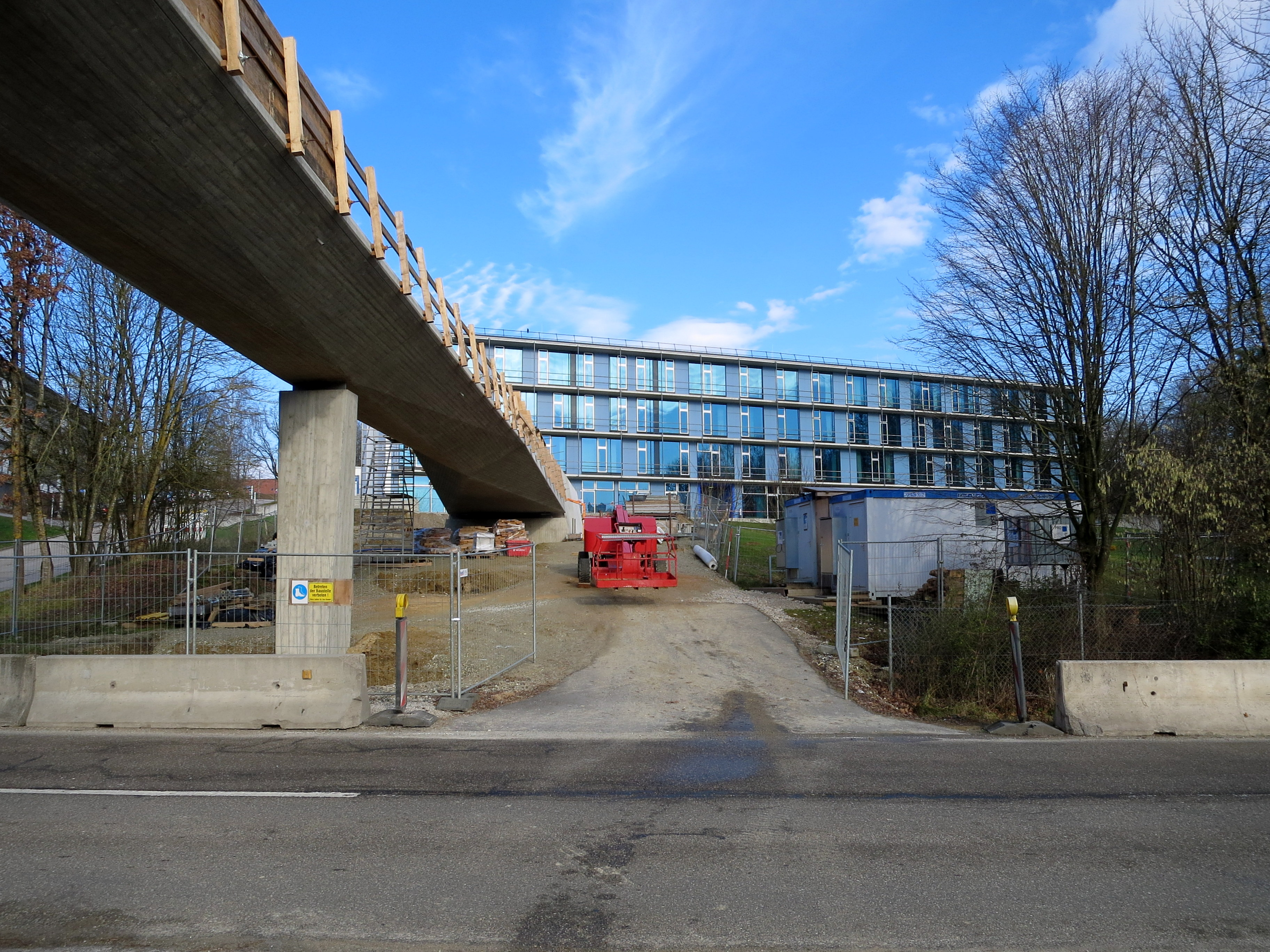
Diese Brücke über die Thalhauser Straße verbindet das Campus-Zentrum mit dem HEZ und den anderen Instituten

Das Agrarwissenschaftszentrum Weihenstephan ist eine Lehr- und Forschungskooperation zwischen der Technischen Universität München, der Hochschule Weihenstephan-Triesdorf und der Bayerischen Landesanstalt für Landwirtschaft. Es ist im Hans Eisenmann-Zentrum für Agrarwissenschaften (HEZ) untergebracht.
Die einzigartige räumliche sowie thematisch fachliche Konzentration der drei Institutionen am Campus Freising-Weihenstephan bietet die Basis für die Bündelung der Kompetenzen in der Grundlagen-, der Ressort- und der angewandten Forschung und somit für eine intensive Zusammenarbeit in der agrarwissenschaftlichen Ausbildung und Forschung.
Grundlage der Zusammenarbeit ist eine Kooperationsvereinbarung, die am 4. April 2011 von Landwirtschaftsminister Helmut Brunner, Wissenschaftsminister Wolfgang Heubisch und den Präsidenten der drei Einrichtungen, Wolfgang A. Herrmann, Hermann Heiler und Jakob Opperer unterzeichnet wurde.
Unter Wahrung des jeweils eigenständiges Profils –
- Ausrichtung der Technischen Universität München auf die system- und grundlagenorientierte Forschung und Ausbildung von Studierenden,
- der Hochschule Weihenstephan-Triesdorf auf die anwendungsbezogene Lehre, Forschungs- und Entwicklungsvorhaben sowie
- der Bayerischen Landesanstalt für Landwirtschaft auf die umsetzungsorientierte, angewandte Forschung –

wird die Zusammenarbeit im Agrarwissenschaftszentrum Weihenstephan zwischen den Kooperationspartnern weiter intensiviert.
Die Kooperation wird begleitet durch ein Koordinierungsgremium und einen Beirat.

## Bayerische Staatsbrauerei Weihenstephan

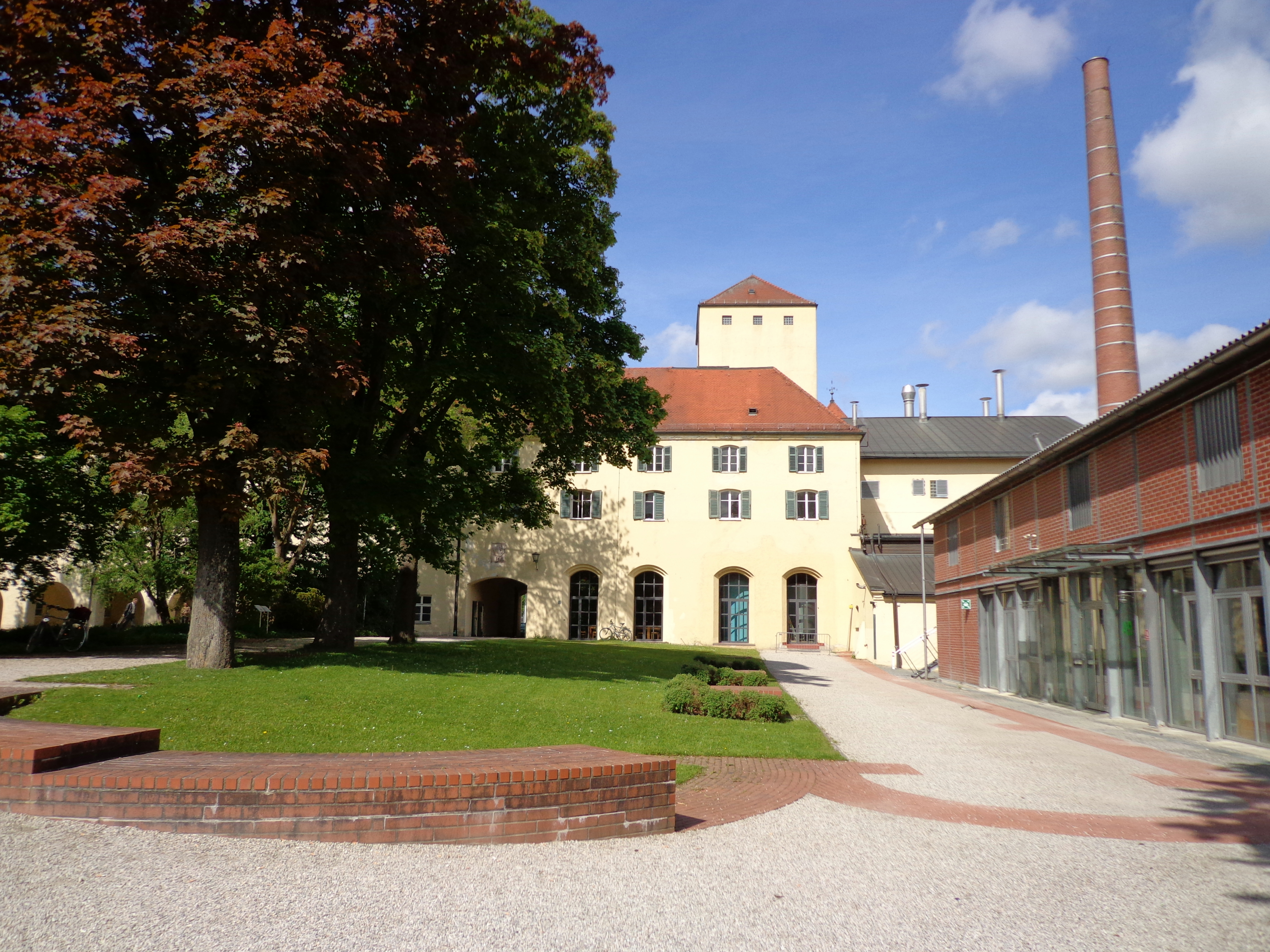
Blick über die Grundmauern der abgerissenen Klosterkirche auf die Staatsbrauerei Weihenstephan

Seit 1921 trägt die Brauerei, die aus der vormaligen Klosterbrauerei hervorgegangen ist, den Namen Bayerische Staatsbrauerei Weihenstephan. Heute ist sie als Regiebetrieb des Freistaates Bayern ein modernes, nach privatwirtschaftlichen Maßstäben geführtes Unternehmen mit Absatzgebieten in aller Welt. Die Brauerei ist verbunden mit dem Wissenschaftszentrum Weihenstephan für Ernährung, Landnutzung und Umwelt der Technischen Universität München. Das dort gebraute Bier wird auch in einer Brauereigastronomie ausgeschenkt.

## Fraunhofer-Institut für Verfahrenstechnik und Verpackung
Der Vorläufer des Instituts ist das im Jahr 1941 in München durch Rudolf Heiss gegründete Institut für Lebensmittelforschung mit dem Schwerpunkt „Haltbar verpackte Lebensmittel“. Als Hochschullehrer an der damaligen TH München bereitete Heiss den Weg für den Einzug der Lehre von Lebensmittel- und Verpackungstechnologien an den deutschen Universitäten.
Unter dem Namen Institut für Lebensmitteltechnologie und Verpackung (ILV) wurde das Institut im Jahr 1973 in die Fraunhofer-Gesellschaft eingegliedert. Unter dem Institutsleiter Wolfgang Holley erfolgte 1996 der Umzug nach Freising, 1999 wurde das Institut in Fraunhofer-Institut für Verfahrenstechnik und Verpackung (IVV) umbenannt.
Das kurz „Fraunhofer IVV“ genannte Institut entwickelt Produkte und Verfahren in den Bereichen Food Ingredients, Funktionsfolien, Lebensmittelqualität und Produktsicherheit und entwickelt Verfahren zum Recycling von Kunststoffen.
Es bekam seinen Standort am Rande des Ortsteils Vötting an der Giggenhauser Straße.

## Innovations- und Gründerzentrum Biotechnologie (IZB)

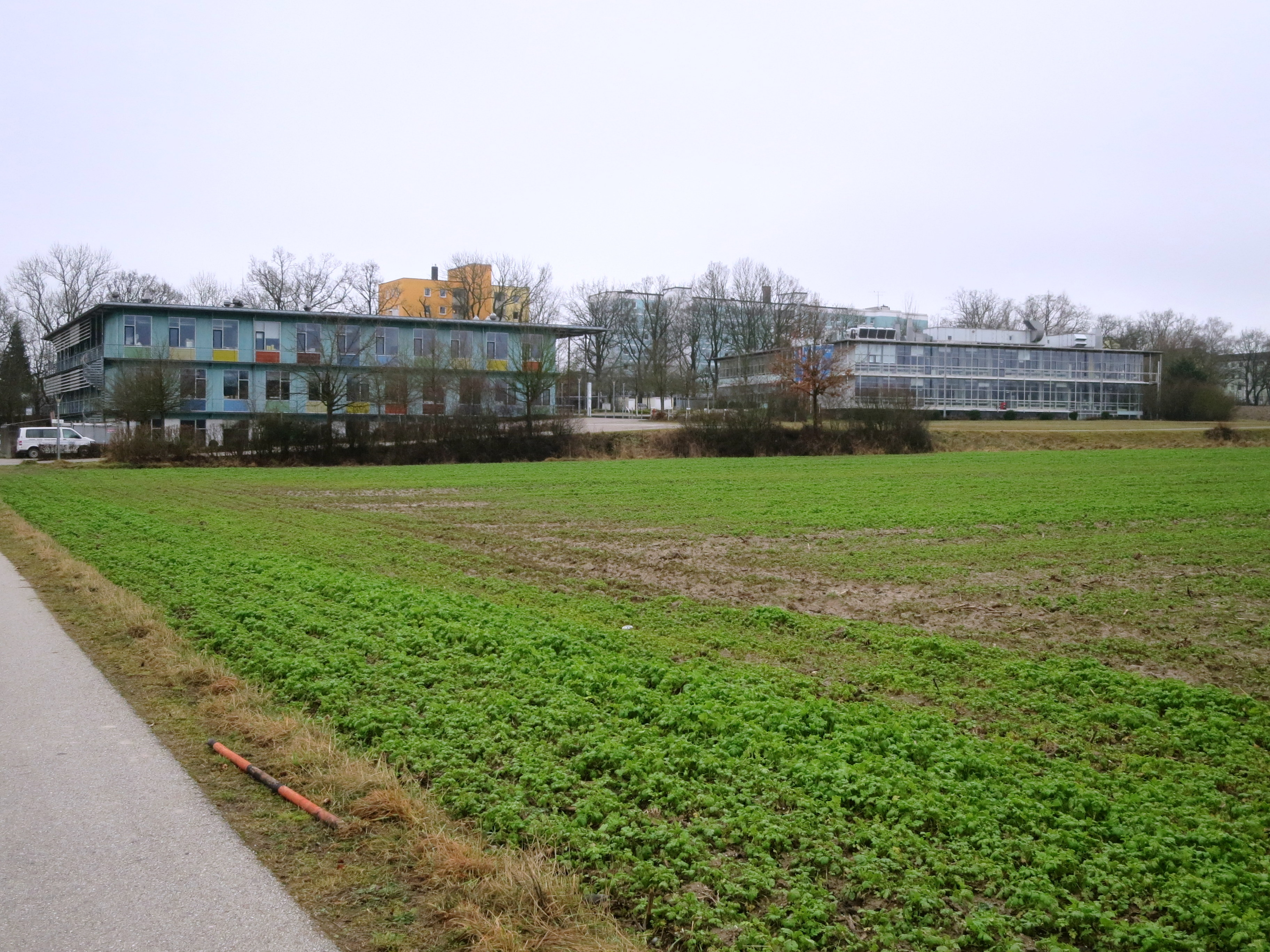
Das linke Gebäude ist das Gründerzentrum, rechts daneben ist das Lebensmittelchemie-Zentrum der TUM

Im März 2002 wurde das IZB Freising-Weihenstephan mit 2.200 m² eröffnet. In den Innovations- und Gründerzentren Biotechnologie (IZB) finden junge Unternehmer und Firmengründer aus dem Bereich Life-Science eine Infrastruktur zur wirtschaftlichen Umsetzung ihrer Produkt- bzw. Dienstleistungsideen.
Im Innovations- und Gründerzentrum Biotechnologie Martinsried entstehen seit 1995 zukünftige Medikamente und Dienstleistungen. Im IZB Freising-Weihenstephan wird an der marktwirtschaftlichen Reife von Phytopharmaka sowie neuen Methoden und Produkten zur Verbesserung in der Agro- und Lebensmittelbranche gearbeitet.
Der Wissenschaftscampus Freising Weihenstephan stellt ein Kompetenzzentrum für Forschung auf dem Gebiet der Bio-, Agrar- und Ernährungswissenschaften dar und bildet damit eine hervorragende wissenschaftliche Basis für marktorientierte Biotechnologie am IZB in Weihenstephan. Sieben Firmen (inklusive Untermieter) und rund 50 Mitarbeiter sind derzeit im IZB untergebracht.

## Staatliche Fachschule für Blumenkunst

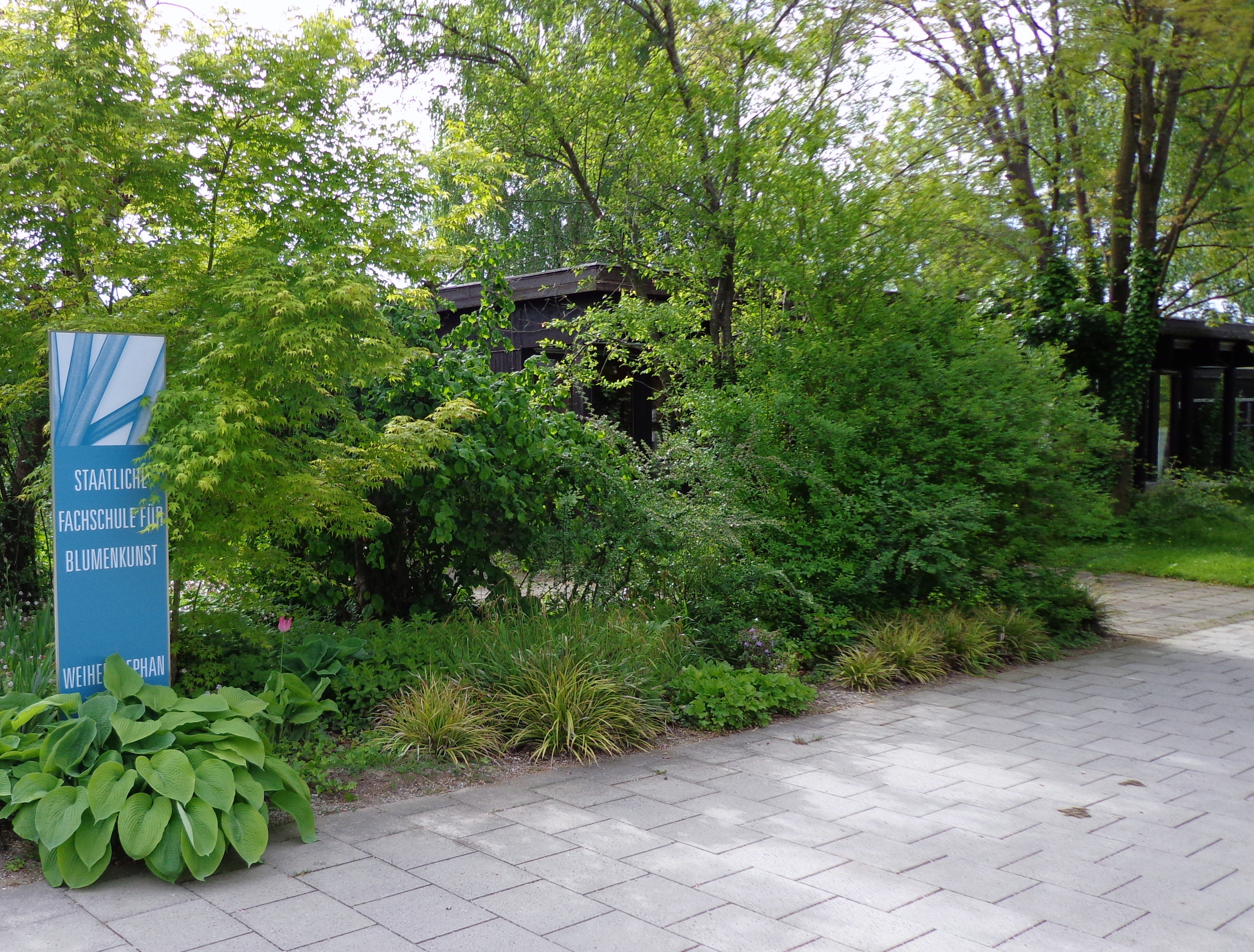
Fachschule für Blumenkunst Weihenstephan, ein Flachbau hinter Büschen

Unmittelbar gegenüber dem "Staudengarten" liegt eine schulische Einrichtung, die sich vor über 60 Jahren organisch entwickelt hat: Die Staatliche Fachschule für Blumenkunst Weihenstephan. Im Jahr 1950 startete der erste Höhere Lehrgang für Blumenkunst an der „Staatlichen Lehr- und Forschungsanstalt für Gartenbau Weihenstephan“ unter dem Kursleiter Moritz Evers. Nach und nach entwickelte sich der Lehrgang zu einer zweijährigen Aufstiegsfortbildung in Vollzeitform mit Schwerpunkten im gestalterisch-künstlerischen, kaufmännisch-betriebswirtschaftlichen, botanisch-pflanzenkundlichen und Kommunikation-Management-Bereich. Die Schule bildet derzeit in zwei Jahren zur/m staatlich geprüften Gestalter/in für Blumenkunst aus. Gestaltung, Betriebswirtschaft, Pflanzenkunde, Marketing, EDV und eine breite allgemeine Bildung sind ihre Schwerpunkte. Die Fachschule soll die Schüler befähigen, als Fachkräfte mit beruflicher Erfahrung Aufgaben im mittleren Funktionsbereich zu übernehmen.

## Landestreuhand Weihenstephan GmbH
Die Landestreuhand ist eine moderne Steuerberatungs- und Wirtschaftsprüfungsgesellschaft, die bundesweit tätig ist und ihren Sitz am Fuße des Weihenstephaner Berges hat.
Eine Buchstelle für Brauereien aus dem Jahr 1909 wurde nach dem Ersten Weltkrieg in eine GmbH umgewandelt und aus der Hochschule herausgelöst. Die Gesellschaftsanteile übernahm damals der Bayerische Brauerbund. Deswegen gab es bis in die jüngste Vergangenheit eine enge personelle Verknüpfung und sachliche Zusammenarbeit mit der Fakultät. Heute ist die Landestreuhand eine inhabergeführte Gesellschaft mit engen Verbindungen zur Brauwirtschaft.

## Agrarmeteorologische Forschung und Beratung Weihenstephan
Der Deutsche Wetterdienst (DWD) hat auch eine Außenstelle in Freising-Weihenstephan. Diese arbeitet durch die „Agrarmeteorologische Forschung und Beratung“ erfolgreich mit den Hochschulen und Landesanstalten zusammen und ist für die Einrichtungen auf dem Campus Freising-Weihenstephan unverzichtbar geworden.
Schon die Mönche des Benediktinerklosters hatten Ende des 18. Jahrhunderts die Lufttemperaturen aufgezeichnet. 1903 errichtete die Landessaatzuchtanstalt auf ihren Versuchsfeldern eine eigene Wetterstation. 1936 wurde eine „Klimastation Weihenstephan“ in Betrieb genommen und 1958 die „Agrarmeteorologische Versuchs- und Beratungsstelle“ in Weihenstephan begründet. 1969 wurde eine moderne Doppelstation im Wald und im Freiland eingerichtet, mit der ein umfangreiches Mess- und Beobachtungsprogramm abgewickelt werden konnte.
Die Außenstelle des Deutschen Wetterdienstes liefert einen wichtigen Beitrag zur umweltverträglichen und ökonomischen Landbewirtschaftung, betrachtet es aber auch als zusätzliche Aufgabe, Landwirten, Hobbygärtnern und dem Gesetzgeber Entscheidungshilfen zu geben und auch die Auswirkungen von möglichen Klimaänderungen auf die Landwirtschaft abzuschätzen.

## Praktikantenamt Weihenstephan
Das Praktikantenamt Weihenstephan berät und unterstützt Studierende der Technischen Universität München der School of Life Sciences und der Hochschule Weihenstephan-Triesdorf bei der Suche nach einem Platz für das in den Studienordnungen vorgeschriebene betriebliche Praktikum.
Folgende Dienstleistungen werden angeboten:
- Beratung in allen Fragen der Studienpraxis und Praxissemester
- Beratung und Unterstützung bei der Suche nach Praktikumsstellen im Ausland
- Unterstützung bei der Suche nach Stellen
- Datenbank zur Recherche, TUM
- Organisation von Lehrgängen und Kursen
- Betreuung während des Praktikums
- Anerkennung der Studienpraxis
- Durchführung der Berufs- und Arbeitspädagogischen Prüfungen

## Weitere Einrichtungen der Hochschulverwaltung und Studentenbetreuung
- Verwaltungsstelle Weihenstephan/Campus-Office der TUM[34]
- Studentenwerk München
- Studentische Vertretungen
- Hochschulgemeinde Freising[35]
- Zentraler Hochschulsport
- „Bezirk J“ des Leibniz-Rechenzentrums[36] der Bayerischen Akademie der Wissenschaften

## Kunst auf dem Campus
2009 hat der Verein „Modern Studio Freising“ in Zusammenarbeit mit dem Amt für Kultur und Tourismus der Stadt Freising die Broschüre „Kunstpfad Weihenstephan“ erarbeitet und veröffentlicht. Die Broschüre gibt Auskunft über das Entstehen des Kunstweges, über die Kunstwerke und deren Künstler. Eine Karte mit den Standorten der einzelnen Werke ermöglicht einen inspirierenden Spaziergang über das Gelände und zu den Kunstwerken.
Ein paar Beispiele dieser Campus-Kunstwerke:

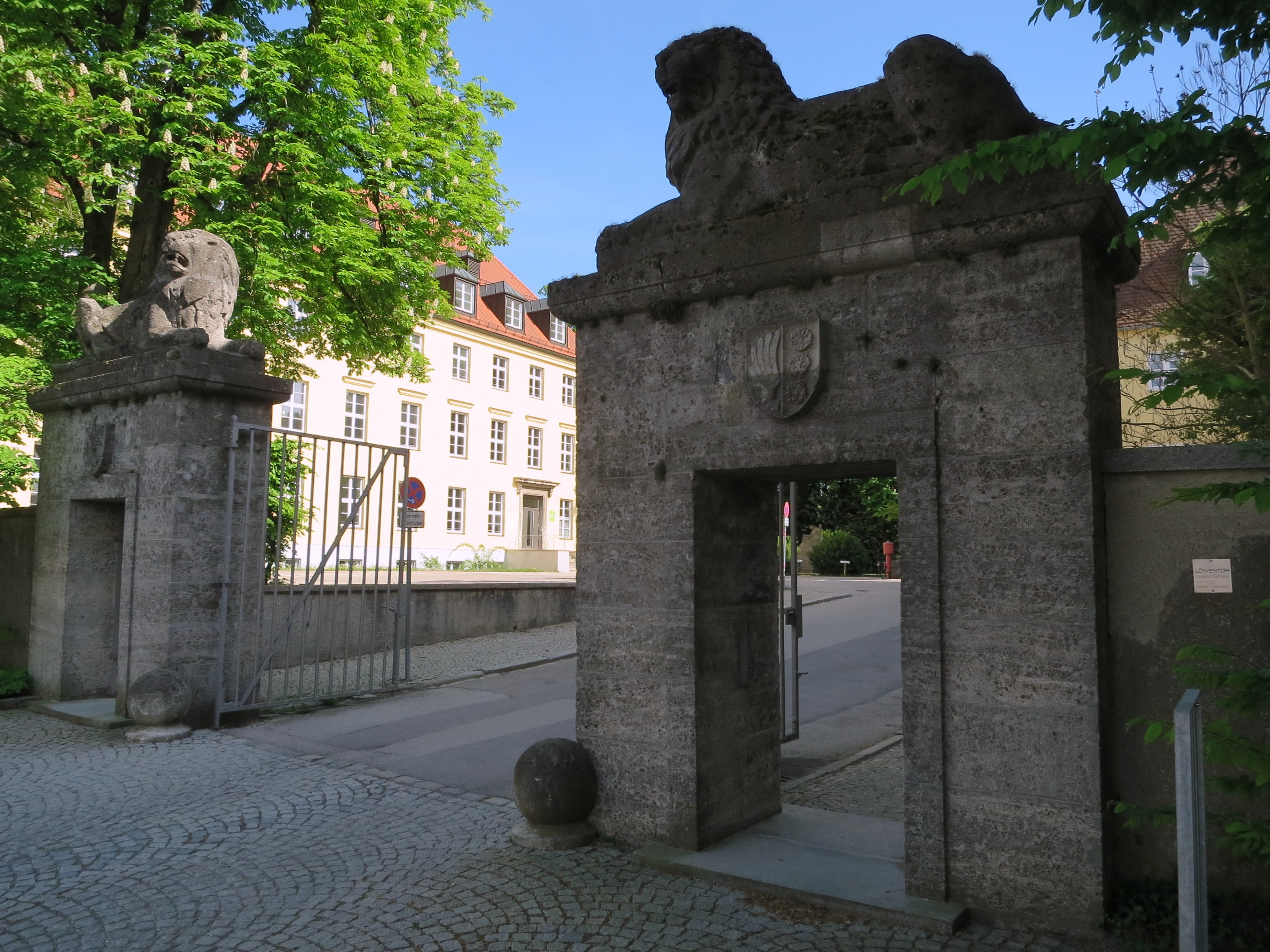
Das „Löwentor“ aus den 1930er Jahren
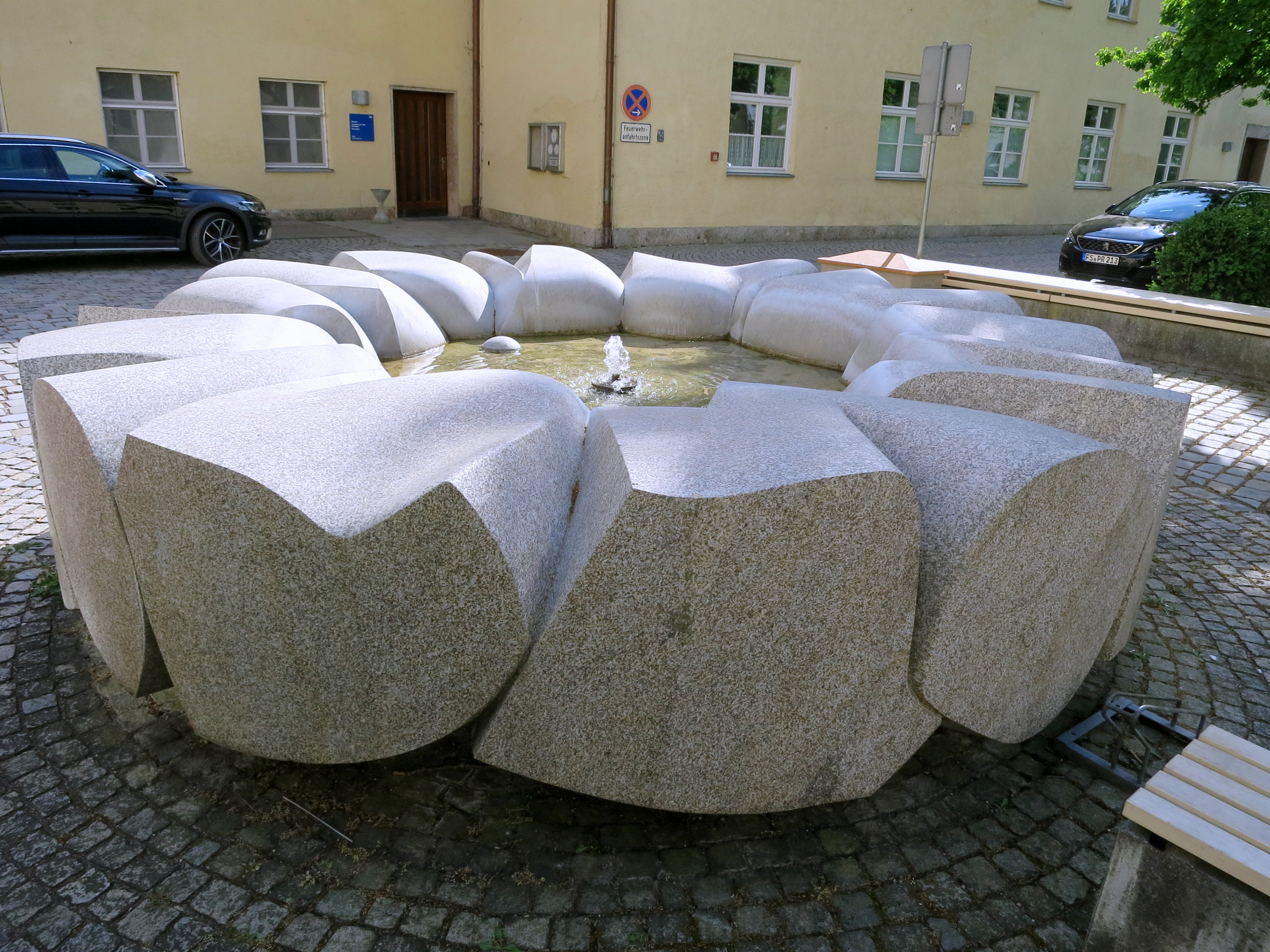
Fritz Königs „Kranzbrunnen“ bei der Alten Akademie
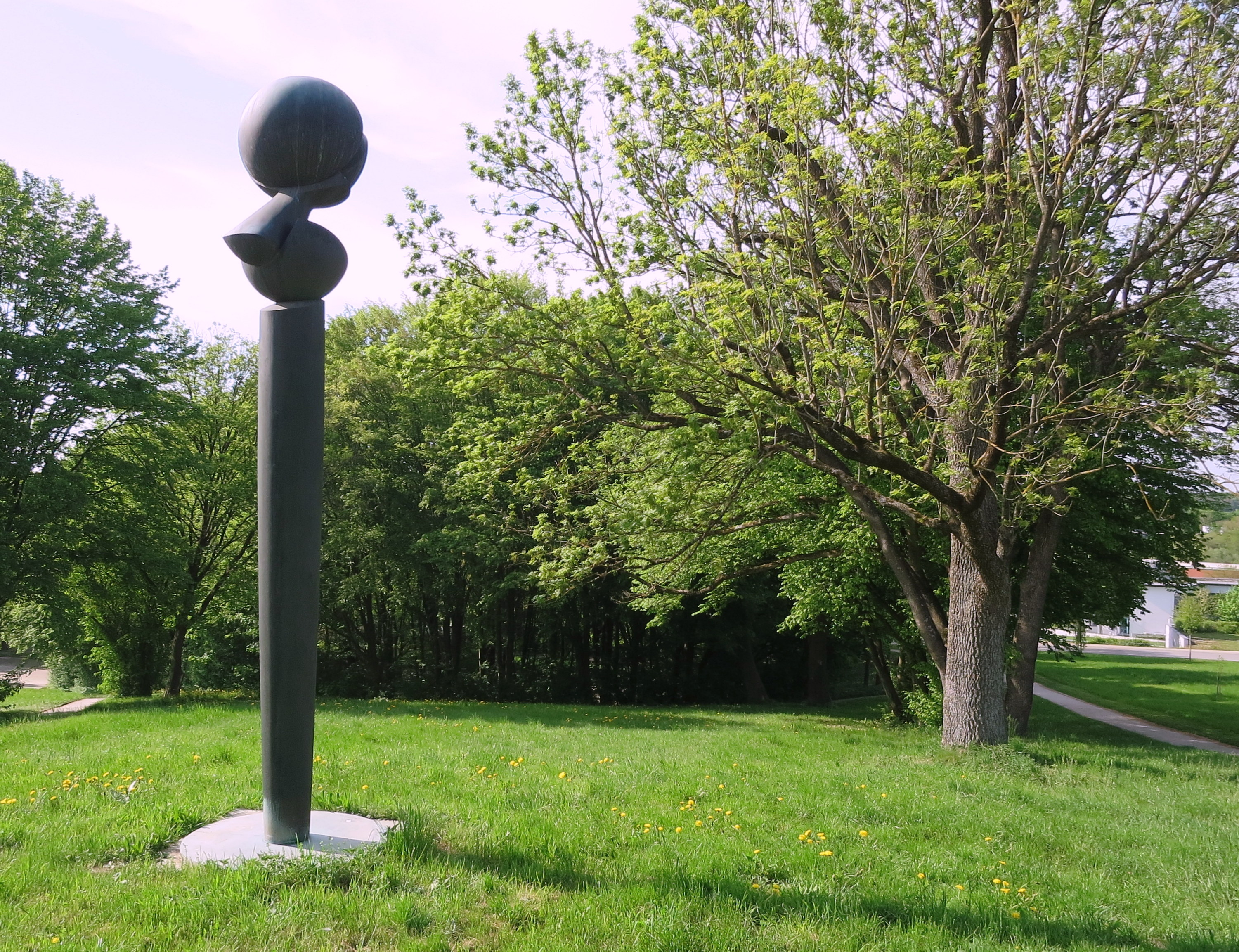
Fritz Königs „Große Flora II“
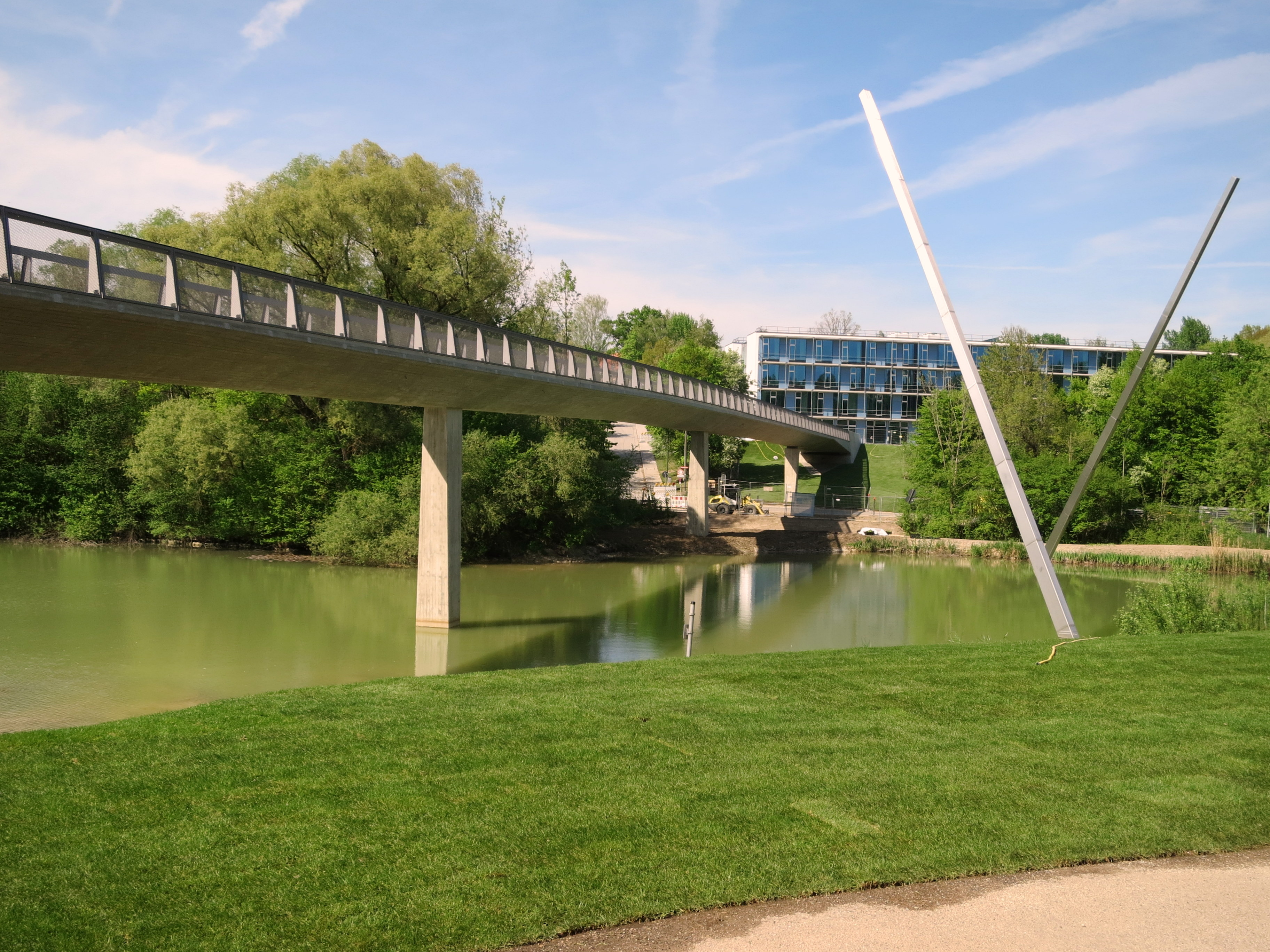
Alf Lechners sogenannte „Geierstangen“ (ab 2018 neben Campus-Brücke)
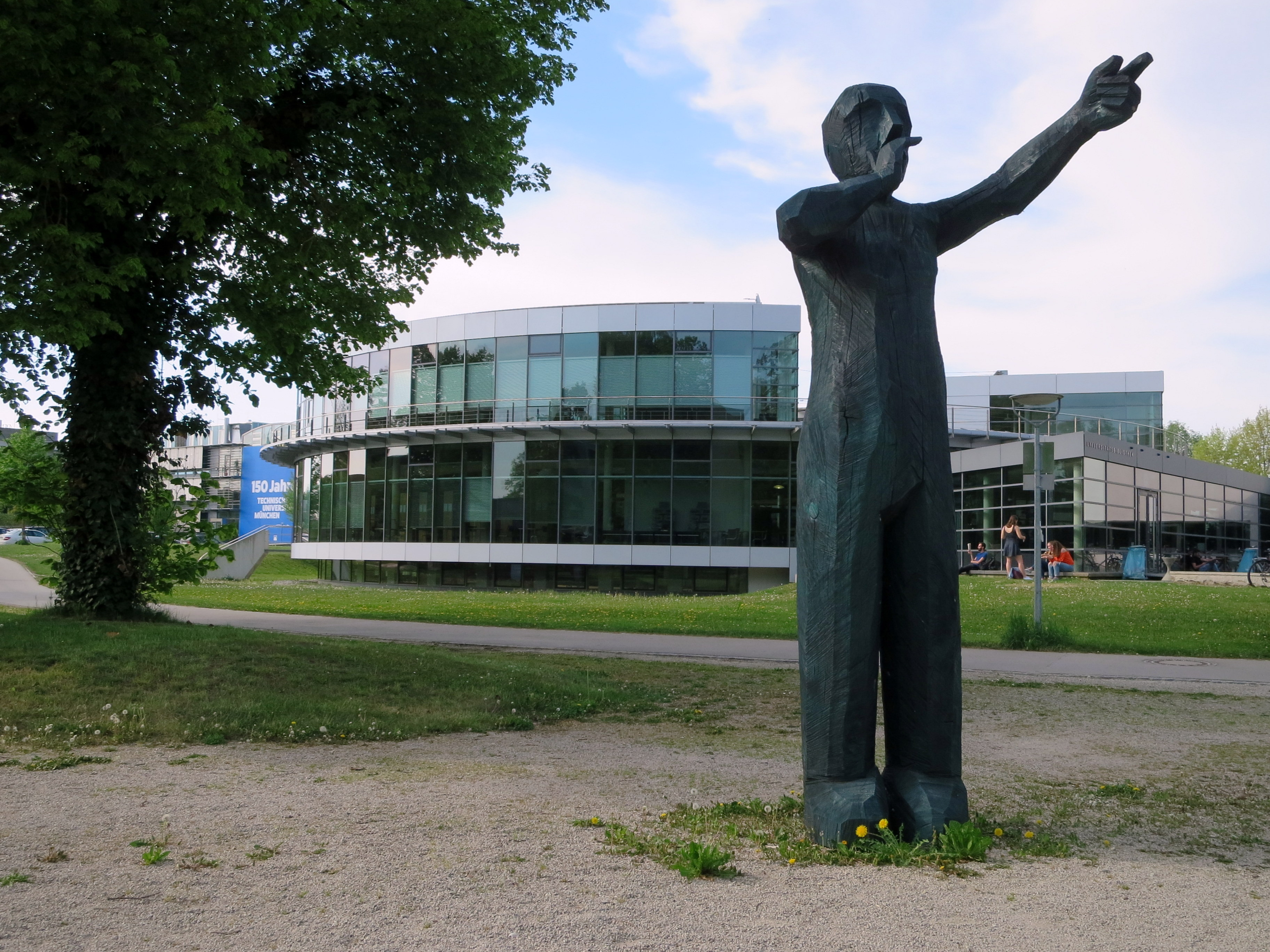
Josef Langs „See in Sicht“
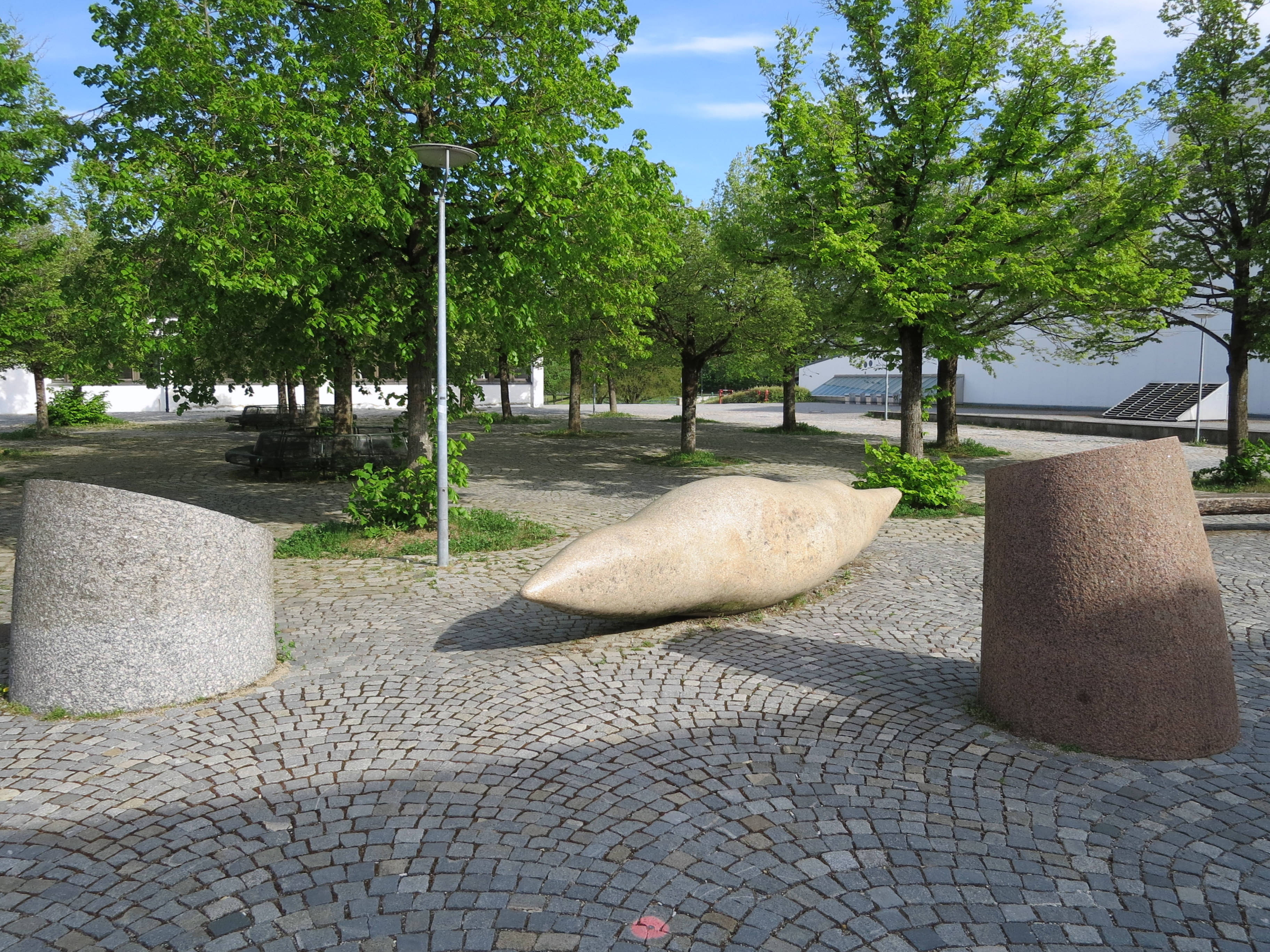
Leo Kornbrusts „Drei Steinformen“
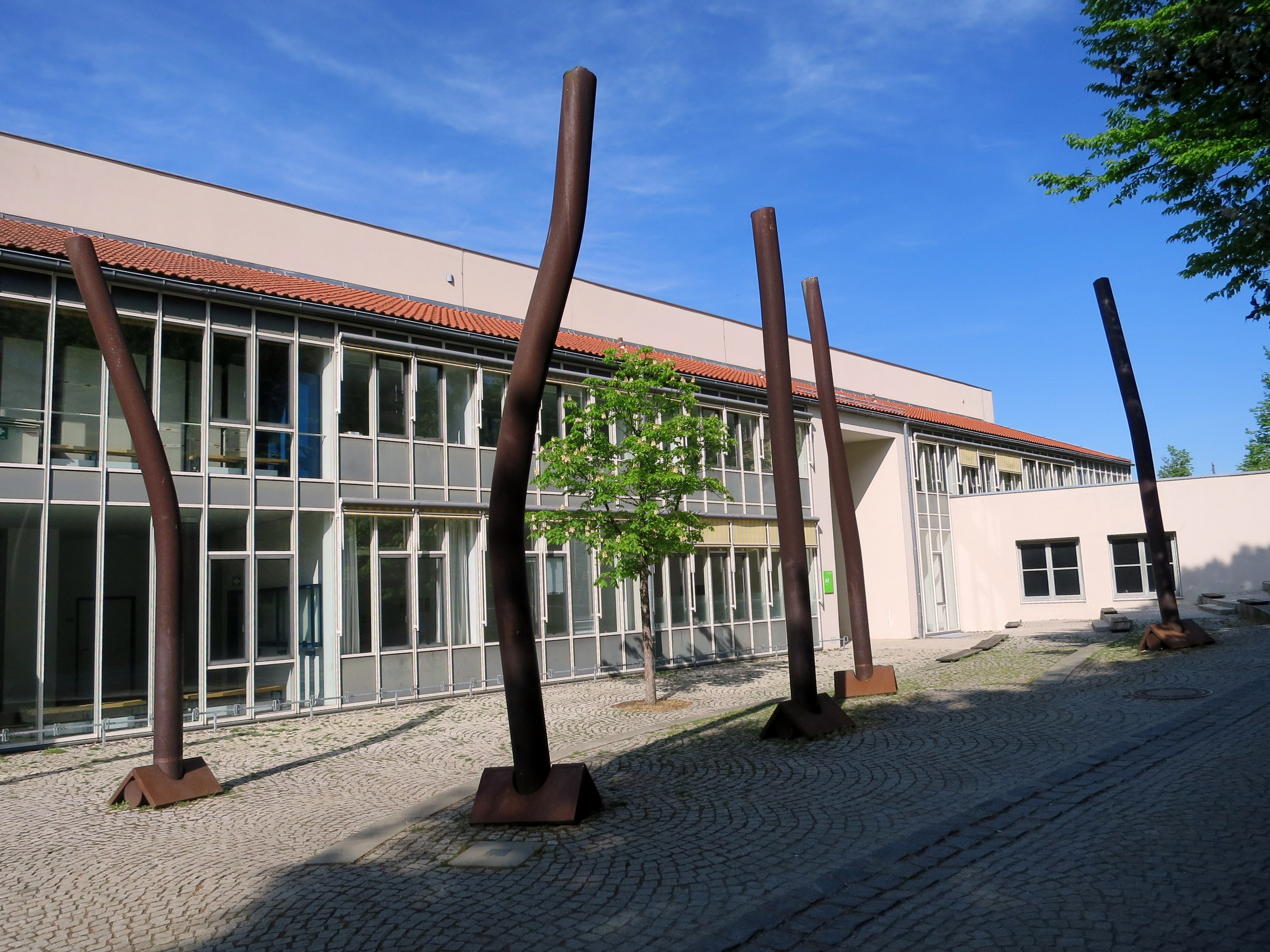
Hans-Jürgen Breustes „Stehende sind wie Gärten“
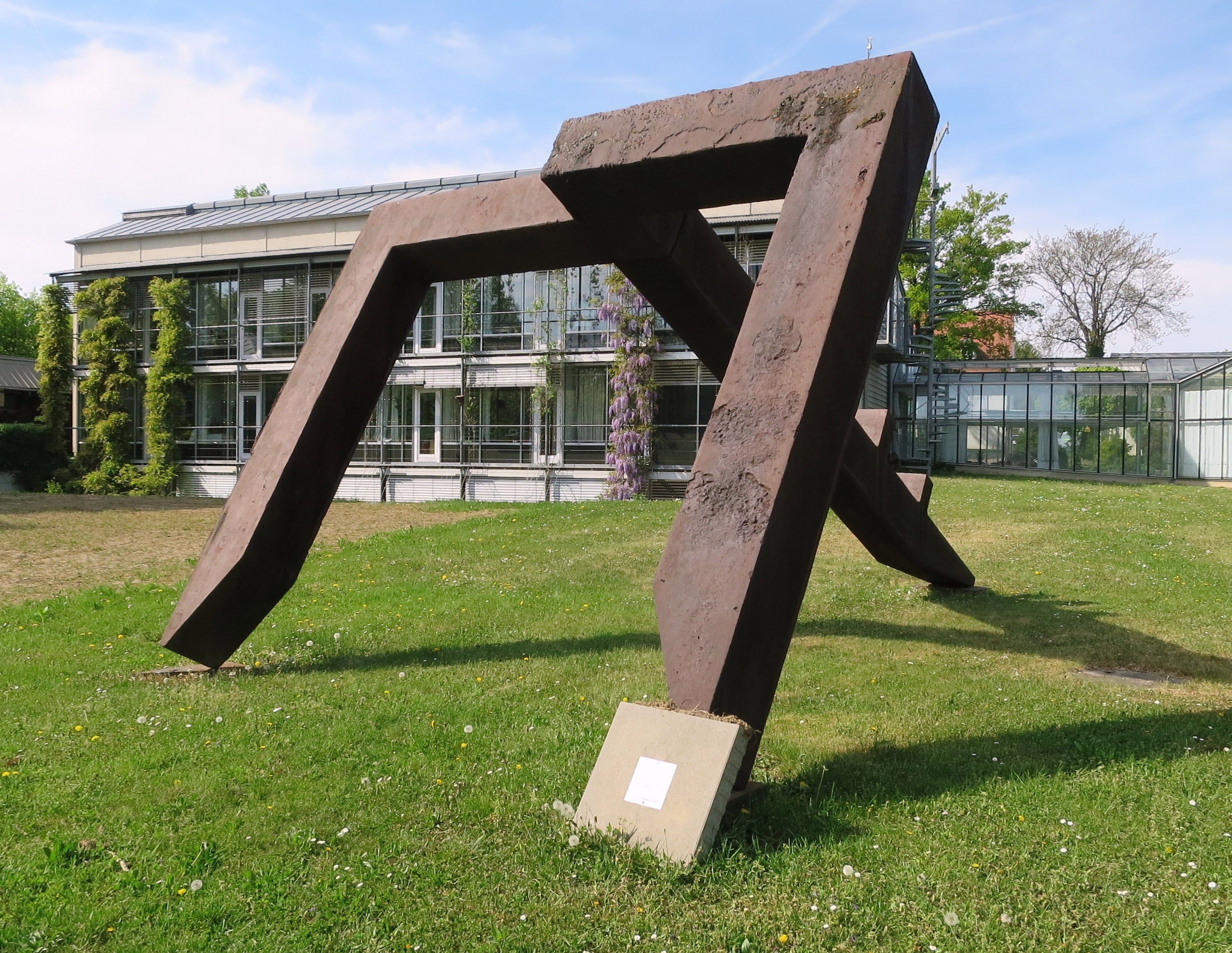
C. J. Kowalczyks „Kinder in Angola. Sie sagen, dass sie nachts auf den Bäumen schlafen.“

## Sonstige Einrichtungen und Vereine

### DEULA Bayern und Akademie Landschaftsbau Weihenstephan GmbH
Diese berufsbildenden und weiterbildenden Institutionen liegen am Rande des Campus in der äußeren Wippenhauserstraße, wo sie sich in ein Schulzentrum der Stadt Freising einfügen. Die Akademie Landschaftsbau Weihenstephan gibt es erst seit 1996 als Tochterunternehmen der DEULA.

### Arbeitsgemeinschaft Landtechnik und landwirtschaftliches Bauwesen in Bayern e. V.
Die ALB e. V. hat sich als Verein die Aufgabe gestellt, die Landtechnik und das landwirtschaftliche Bauen zu fördern. Sie ist Mittlerin zwischen landwirtschaftlicher Praxis, Forschung und Wissenschaft, Gewerbe und Industrie sowie der Verwaltung.
Die Hauptaufgaben der ALB Bayern lassen sich in drei Teile untergliedern. Neben Dienstleistungen wie dem Vertrieb von Software, Schriften und Statiken gehören der Wissenstransfer durch Informationsveranstaltungen oder Arbeitskreise sowie die Durchführung von Forschungsprojekten zu den Tätigkeiten des Vereins.

### Bioanalytik Weihenstephan (ehem. HVA)
Die „Bioanalytik“ ist ein chemisch-analytisches Großlabor, welches als Abteilung des Zentralinstituts für Ernährungs- und Lebensmittelforschung (ZIEL) der Technischen Universität München neben Forschung und Lehre auch über einen stark ausgebauten Betriebszweig der Auftragsanalytik verfügt. Dies hat traditionelle Gründe, da die „Bioanalytik“ aus der Hauptversuchsanstalt für Landwirtschaft (HVA) der Technischen Universität München hervorgegangen ist.
In der Lehre ist die Bioanalytik vor allem in den Studiengang der Ernährungswissenschaften eingebunden. Ein Lebensmittel-analytisches Praktikum wird für den Masterstudiengang durchgeführt.
Die Auftragsanalytik befasst sich vor allem mit dem Nachweis von Wert bestimmenden Inhaltsstoffen, aber auch von weniger erwünschten Rückständen in der gesamten Nahrungsmittelkette. Von der Rohproteinbestimmung bis zur Aminosäureanalytik über die Analytik von Vitaminen, Mineralstoffen, Spurenelementen bis zu Rückständen im Boden, in der Pflanze, in tierischen Produkten und fertigen Speisen steht ein weiterer Merkmalsbereich zur Verfügung.
Die Bioanalytik verfügt sowohl im Bereich der Hochleistungs-Flüssigkeits-Chromatographie (HPLC, Mikro-HPLC, LC-MS-MS) als auch bei Gaschromatographie (GC, GC-MS) und einer Reihe weiterer Analysentechniken (IC, ICP, AAS) über ausgezeichnete technische Möglichkeiten.

## Weitere Organisationen auf dem Campus
- Berufsverband Agrar, Ernährung, Umwelt (VDL)
- VWU – Vereinigung Weihenstephaner Universitätsabsolventen
- CAD-GIS Labor
- Weihenstephaner Musikwerkstatt
- Elterninitiativen zur Kinderbetreuung „Krabbelstube – Kinderträume“
- Werkfeuerwehr Weihenstephan
- Studentenverbindungen in Freising